# Warschau

Flagge Warschaus

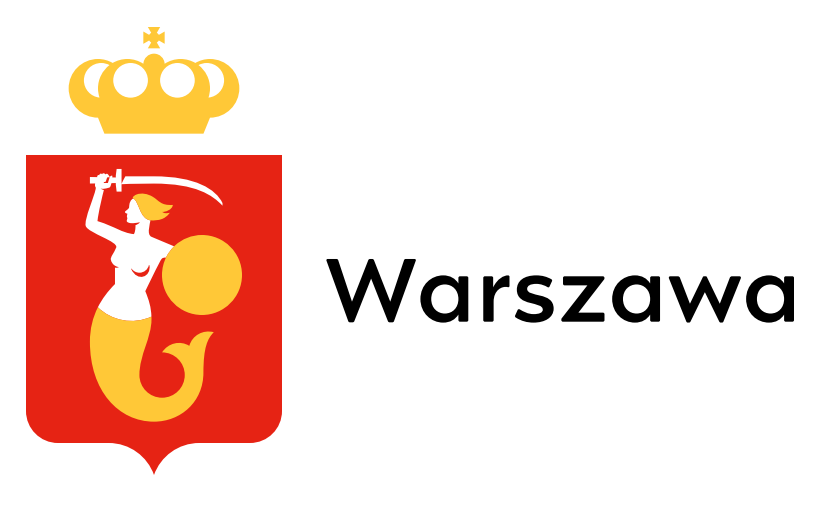
Bildmarke Warschaus

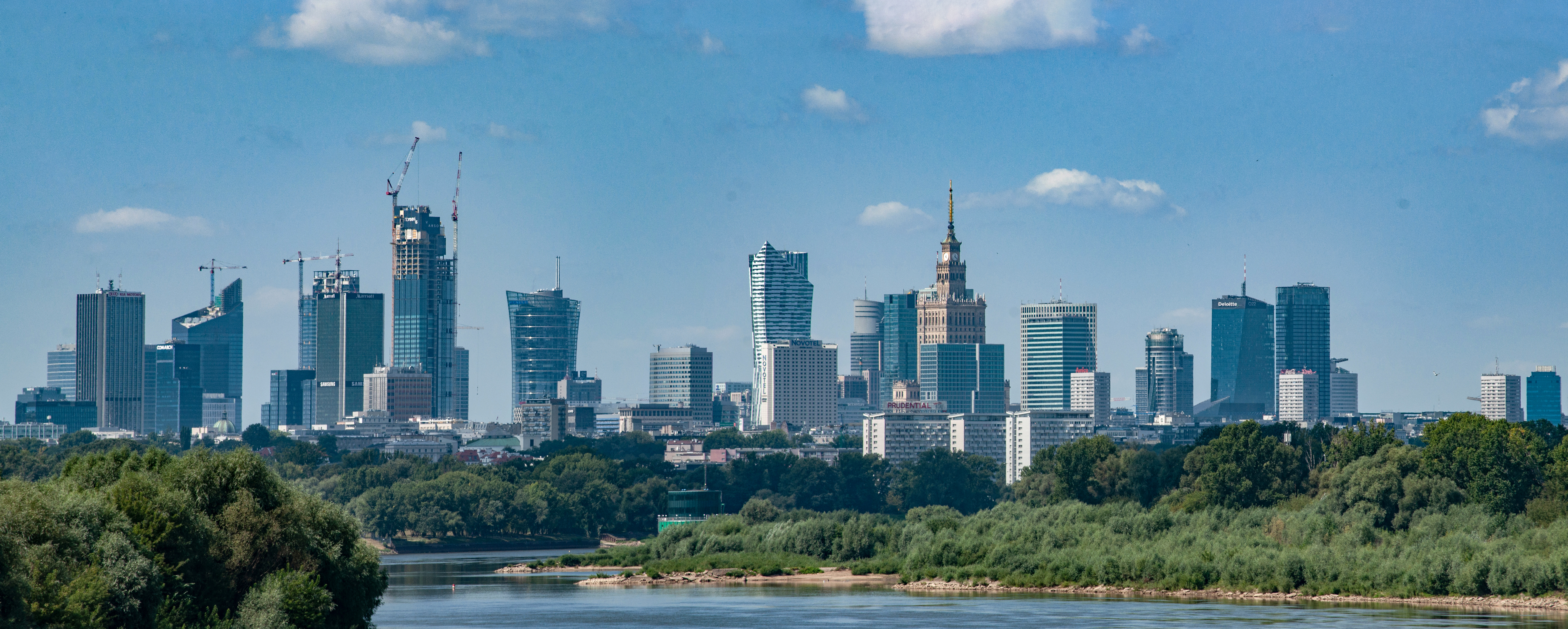
Skyline Warschaus von der Weichsel aus

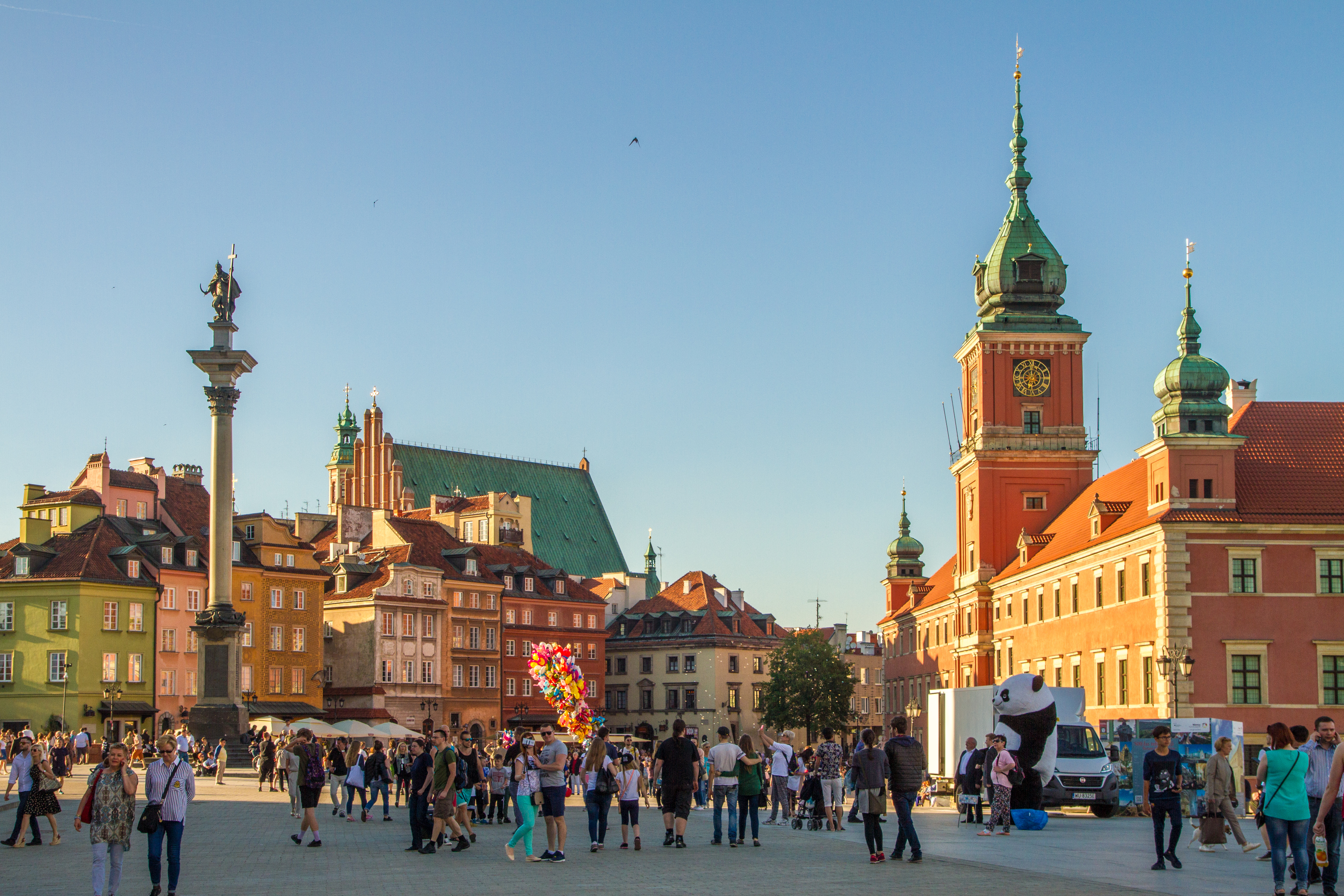
Schlossplatz in der Warschauer Altstadt

Warschau (polnisch Warszawa [varˈʂava] anhörenⓘ, jiddisch וואַרשע Warsche) ist seit 1596 die Hauptstadt Polens und mit über 1,86 Millionen Einwohnern die bevölkerungsreichste Stadt des Landes. Als eines der wichtigsten Verkehrs-, Wirtschafts- und Handelszentren Mittel- und Osteuropas genießt Warschau große politische und kulturelle Bedeutung. In der Stadt befinden sich zahlreiche nationale und internationale Institutionen, Universitäten, Theater, Museen und Baudenkmäler.
Beidseitig am Strom der Weichsel (pln. Wisła) in der Woiwodschaft Masowien gelegen, stellt sie das Zentrum der zweitgrößten Agglomeration Polens (nach Kattowitz) mit rund 3,5 Millionen Einwohnern im Großraum Warschau dar. Ihr Stadtgebiet (nach Danzig das zweitgrößte des Landes) gliedert sich in 18 Stadtbezirke. Der Warschauer Innenstadtbezirk beherbergt das UNESCO-Welterbe der wiederaufgebauten Warschauer Altstadt.
Warschau ist die einzige polnische Stadt mit einem rechtlichen Sonderstatus, der in einem eigenen Gesetz geregelt ist. Seit 2002 besitzt sie den Status einer kreisfreien Stadtgemeinde mit interner Unterteilung in Hilfseinheiten – die 18 Stadtbezirke.
Die Stadt erhielt das Stadtrecht vor dem Jahr 1300. Im Jahr 1526 wurde sie in die Krone des Königreichs Polen eingegliedert. Durch die Lubliner Union von 1569 wurde Warschau zum dauerhaften Ort der Sitzungen des Sejms von Polen-Litauen bestimmt. Ab 1573 fanden dort die Freien Königswahlen statt. Nach 1596 wurde der Königshof zusammen mit den zentralen Ämtern nach Warschau verlegt, und 1611 nahm König Sigismund III. Wasa dauerhaft im erweiterten Königsschloss seinen Wohnsitz.
Nach den Teilungen Polens gehörte Warschau zeitweise zum Königreich Preußen, später wurde sie Hauptstadt des Herzogtums Warschau und des Königreichs Polen unter russischer Oberhoheit. Seit der Wiedererlangung der Unabhängigkeit 1918 ist sie erneut die Hauptstadt Polens.
Während des Zweiten Weltkriegs erlitt Warschau schwere Zerstörungen, besonders während des Ghettoaufstands 1943 und des Warschauer Aufstands 1944. Der Wiederaufbau der Altstadt Warschaus gilt als vorbildlich und wurde 1980 mit der Aufnahme in die UNESCO-Welterbeliste gewürdigt.
In Warschau befinden sich der Sitz des polnischen Präsidenten, des Sejm, des Senats, des Ministerrats sowie der Polnischen Nationalbank. Auch internationale Institutionen wie die Grenzschutzagentur Frontex der EU und das Büro für demokratische Institutionen und Menschenrechte der OSZE (ODIHR) haben hier ihren Sitz.
Die Denkfabrik Globalization and World Cities (GaWC) stufte Warschau im Jahr 2000 in die Kategorie Alpha- und im Jahr 2024 in die Kategorie Alpha ein – was ihre zunehmende globale Bedeutung unterstreicht.

## Namensherkunft
Nach volkstümlicher Überlieferung war Warschau ursprünglich eine abgelegene kleine Fischersiedlung am Ufer der Weichsel. Sie soll vom armen Fischer Wars und dessen Frau Sawa gegründet worden sein. Sawa soll der Erzählung nach ursprünglich eine im Fluss beheimatete Meerjungfrau gewesen sein (siehe Wappen der Stadt Warschau), die sich in den Fischer verliebt hat.
Warschau wurde erstmals im Jahr 1241 in der lateinischen Ausfertigungsformel einer Schenkungsurkunde erwähnt (actum et datum Varschevie, also „verfügt und ausgegeben zu Warschau“). Aus dem späteren Mittelalter überlieferte Namensformen sind unter anderem Warseuiensis (1321, lateinisches Adjektiv), Varschewia (1342) und Warschouia (1482).
Die Etymologie des Toponyms ist ungeklärt. Am gängigsten ist die unter anderem von Aleksander Brückner favorisierte Hypothese, dass der Name der Stadt auf die Genitivform des Eigennamens Warsz zurückgeht und folglich so viel wie „[Dorf/Gut] von Warsz“ bedeutet; allerdings ist dieser Vorname seinerseits kaum belegt und in seiner Herleitung unsicher, möglicherweise handelt es sich um eine Kurzform des polnischen Vornamens Warcisław. Der mutmaßliche Eigentümer und Namensgeber der Siedlung dürfte im Bereich der heutigen Stadtviertel Solec und Mariensztat begütert gewesen sein und mag ein Angehöriger des Adelsgeschlechts der Rawa oder Rawicz gewesen sein.
Andere Autoren vermuten einen baltischen Ursprung des Namens, wobei sich eine ganze Reihe Etyma zum Vergleich anbieten, etwa das Adjektiv *virš-ī’n- „oberer“ (vgl. litauisch viršùs „Höhe, Spitze, Gipfel“); Simas Karaliūnas zufolge geht Warszawa vielmehr auf ein litauisches Ãpvaršuva zurück, das so viel wie „Ort, mit Gastungspflicht [gegenüber dem visitierenden König]“ bedeutet (vgl. Litauisch apvaišinti, „alle bewirten“) und auch den Namen des königlichen Guts Opvoišovo bei Pajūris in Tauroggen ergeben haben soll.
Der heutige amtliche Name der Stadt lautet Miasto stołeczne Warszawa („Die Hauptstadt Warschau“). Die Einwohner von Warschau werden auf Polnisch Warszawiak (männlich), Warszawianka (weiblich) sowie Warszawiacy (Plural) genannt.

## Geographie

### Geographische Lage

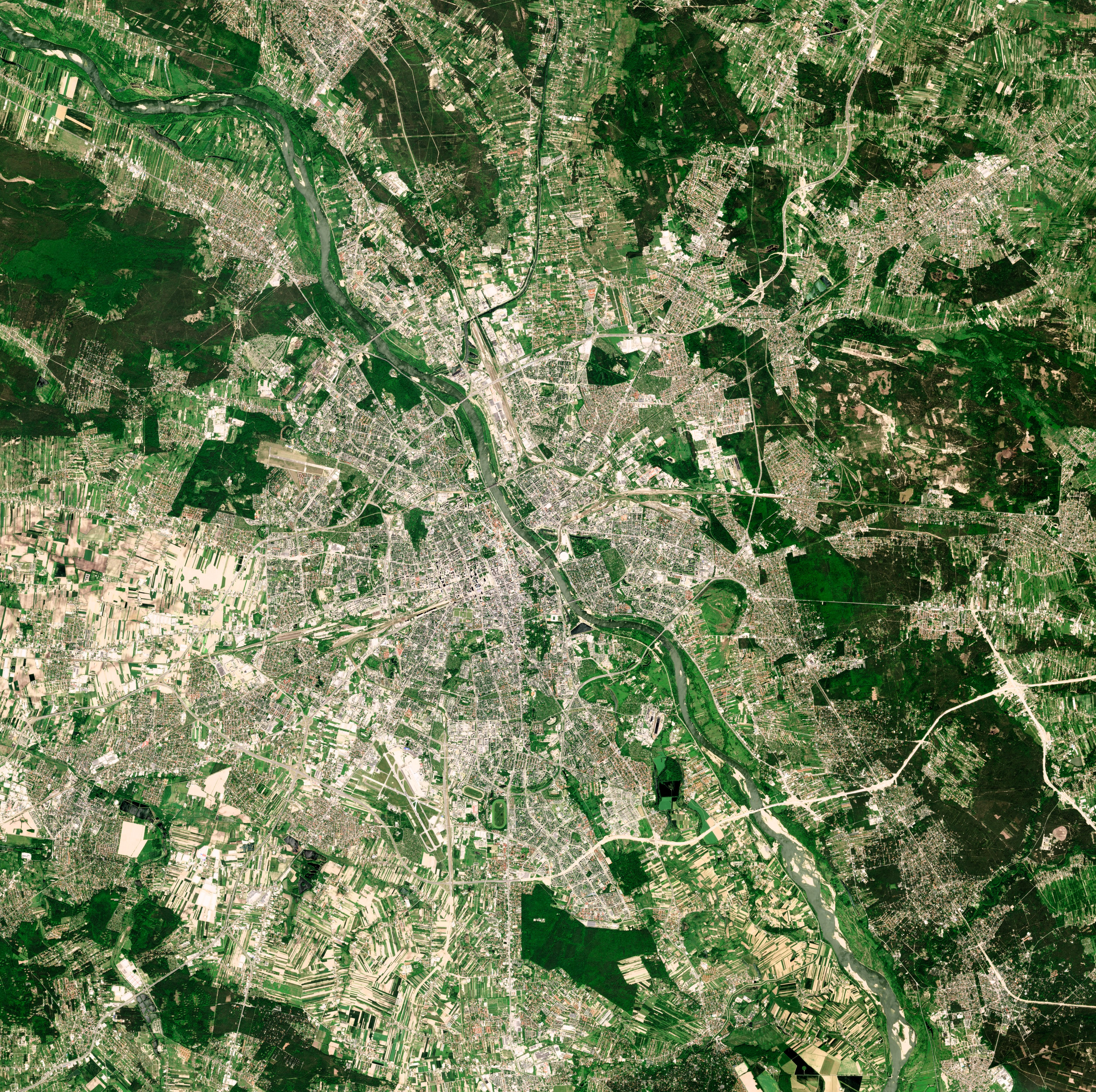
Satellitenbild

Warschau liegt an der mittleren Weichsel, im Urstromtal der Weichsel sowie an der Mittelmasowschen Senke auf durchschnittlich 100 Metern über dem Meeresspiegel. Die Stadt breitet sich beidseitig der Weichsel aus und liegt in etwa der Mitte zwischen den Karpaten und der Ostsee – es sind jeweils ca. 350 km. Der historische Stadtkern liegt am linken, westlichen Weichselufer auf dem langgezogenen Weichselkliff Skarpa Wiślana, welches relativ steil etwa 15 bis 30 Meter über die Weichsel emporragt. Eine der ersten Brücken in Europa mit einer Länge von mehreren hundert Metern verband die beiden Ufer bereits im 16. Jahrhundert. Das begünstigte die Ausdehnung der Stadtbebauung auf das rechte Weichselufer, welches seit jeher den Namen Praga trägt. Im Stadtgebiet gibt es mehrere eiszeitliche Moränenhügel sowie von Menschenhand geschaffene Anhöhen. Die Weichsel ist im Gebiet von Warschau schiffbar. Die Stadt hat am rechten Weichselufer den Binnenhafen Żerań. Allerdings beschränkt sich der Schiffsverkehr auf kleinere Schiffe und Boote, da die Flusstiefe oftmals drei Meter nicht übersteigt.

### Klima
Warschau befindet sich in der Übergangszone vom maritimen zum kontinentalen Klima. Die Jahresdurchschnittstemperatur liegt bei 8,5 °C. Der kälteste Monat ist der Januar mit einer Durchschnittstemperatur von −1,9 °C und der wärmste ist Juli mit 19 °C. Die Sommer sind warm bis heiß, die Winter kühl und teilweise auch eiskalt. Die Summe der jährlichen Niederschlagsmenge übersteigt nicht 550 mm. Eine dicke Schneeschicht ist in den Wintermonaten keine Seltenheit und die Gewässer in den Parkanlagen sowie die Weichsel können vollständig zufrieren.
|                        | Jan  | Feb  | Mär  | Apr  | Mai  | Jun  | Jul  | Aug  | Sep  | Okt  | Nov  | Dez  |   |       |
| Mittl. Temperatur (°C) | −0,6 | 1,3  | 4,7  | 10,0 | 14,7 | 19,6 | 19,9 | 20,8 | 15,4 | 9,6  | 5,0  | 2,6  | ⌀ | 10,3  |
| Mittl. Tagesmax. (°C)  | 2,0  | 4,6  | 9,1  | 15,6 | 19,9 | 25,1 | 25,3 | 26,5 | 20,6 | 13,6 | 7,7  | 4,8  | ⌀ | 14,6  |
| Mittl. Tagesmin. (°C)  | −3,0 | −1,4 | 0,7  | 4,5  | 9,4  | 14,2 | 14,9 | 15,3 | 10,8 | 6,2  | 2,6  | 0,2  | ⌀ | 6,2   |
|                        |      |      |      |      |      |      |      |      |      |      |      |      |   |       |
| Niederschlag (mm)      | 28,7 | 32,4 | 27,0 | 23,2 | 49,5 | 61,7 | 65,0 | 50,3 | 60,8 | 63,5 | 28,7 | 38,0 | Σ | 528,8 |
|                        |      |      |      |      |      |      |      |      |      |      |      |      |   |       |
| Sonnenstunden (h/d)    | 1,4  | 2,0  | 3,6  | 6,7  | 6,9  | 8,5  | 6,9  | 8,1  | 5,4  | 3,2  | 1,6  | 1,2  | ⌀ | 4,6   |

| −3,0 |

| −1,4 |

| 0,7 |

| 4,5 |

| 9,4 |

| 14,2 |

| 14,9 |

| 15,3 |

| 10,8 |

| 6,2 |

| 2,6 |

| 0,2 |

| −3,0 |

| −1,4 |

| 0,7 |

| 4,5 |

| 9,4 |

| 14,2 |

| 14,9 |

| 15,3 |

| 10,8 |

| 6,2 |

| 2,6 |

| 0,2 |

|                        | Jan  | Feb  | Mär  | Apr  | Mai  | Jun  | Jul  | Aug  | Sep  | Okt  | Nov  | Dez  |   |      |
| Mittl. Temperatur (°C) | −3,3 | −2,0 | 2,0  | 7,8  | 13,4 | 16,6 | 17,9 | 17,3 | 13,2 | 8,3  | 3,2  | −0,9 | ⌀ | 7,8  |
| Mittl. Tagesmax. (°C)  | −0,8 | 0,0  | 5,9  | 12,6 | 18,6 | 21,7 | 23,0 | 22,7 | 18,4 | 12,5 | 5,6  | 1,3  | ⌀ | 11,9 |
| Mittl. Tagesmin. (°C)  | −6,0 | −4,9 | −1,5 | 3,3  | 8,3  | 11,2 | 12,9 | 12,4 | 8,8  | 4,7  | 0,9  | −3,2 | ⌀ | 4    |
|                        |      |      |      |      |      |      |      |      |      |      |      |      |   |      |
| Niederschlag (mm)      | 22,0 | 21,0 | 26,0 | 33,0 | 58,0 | 71,0 | 69,0 | 62,0 | 43,0 | 37,0 | 41,0 | 32,0 | Σ | 515  |
|                        |      |      |      |      |      |      |      |      |      |      |      |      |   |      |
| Sonnenstunden (h/d)    | 1,4  | 2,4  | 3,5  | 5,2  | 7,0  | 7,7  | 7,6  | 7,1  | 4,8  | 3,3  | 1,4  | 0,9  | ⌀ | 4,4  |
|                        |      |      |      |      |      |      |      |      |      |      |      |      |   |      |
| Regentage (d)          | 15,0 | 14,0 | 11,0 | 13,0 | 11,0 | 13,0 | 16,0 | 13,0 | 12,0 | 12,0 | 12,0 | 16,0 | Σ | 158  |
|                        |      |      |      |      |      |      |      |      |      |      |      |      |   |      |
| Luftfeuchtigkeit (%)   | 86   | 85   | 77   | 73   | 68   | 69   | 74   | 74   | 77   | 82   | 86   | 88   | ⌀ | 78,2 |

| −6,0 |

| −4,9 |

| −1,5 |

| 3,3 |

| 8,3 |

| 11,2 |

| 12,9 |

| 12,4 |

| 8,8 |

| 4,7 |

| 0,9 |

| −3,2 |

| −6,0 |

| −4,9 |

| −1,5 |

| 3,3 |

| 8,3 |

| 11,2 |

| 12,9 |

| 12,4 |

| 8,8 |

| 4,7 |

| 0,9 |

| −3,2 |

### Stadtgliederung
Seit der letzten Verwaltungsreform im Jahre 2002 ist Warschau wieder eine einheitliche Stadtgemeinde, die gleichzeitig den Status eines Landkreises (polnisch Powiat) hat. Dieser Status ist in etwa mit einer kreisfreien Stadt in Deutschland vergleichbar. Vorher war Warschau ein aus mehreren unabhängigen Gemeinden (gminy) bestehender relativ loser Kommunalverband. Jetzt gliedert sich die Stadt in 18 Stadtbezirke (dzielnice), die einer gesamtstädtischen Verwaltung recht stark untergeordnet sind. Die meisten der neuen Bezirke sind aus den alten Gemeinden hervorgegangen, jedoch mit zwei Ausnahmen:
1. Die alte Gemeinde Centrum wurde aufgelöst und in sieben Bezirke aufgeteilt. Hier kehrte man zu der Einteilung und Benennung zurück, die bis Anfang der 1990er Jahre existiert hatte und die weitgehend aus Vorkriegszeiten stammte.
2. Die ehemalige Umlandgemeinde Wesoła wurde mit Inkrafttreten der Verwaltungsreform eingemeindet und bildet jetzt den gleichnamigen Bezirk der Stadt Warschau.

Verwaltungsgliederung von Warschau seit 2002

Nachfolgend die derzeitigen Bezirke Warschaus in Zahlen (Stand: 2014):
| Name           | Fläche in km² | Bevölkerung | Bevölkerungsdichte in Ew./km² |
| -------------- | ------------- | ----------- | ----------------------------- |
| Bemowo         | 25,0          | 118.057     | 4722                          |
| Białołęka      | 73,0          | 109.062     | 1494                          |
| Bielany        | 32,3          | 131.934     | 4084                          |
| Mokotów        | 35,4          | 218.911     | 6184                          |
| Ochota         | 9,7           | 84.280      | 8688                          |
| Praga-Południe | 22,4          | 178.309     | 7960                          |
| Praga-Północ   | 11,4          | 67.279      | 5901                          |
| Rembertów      | 19,3          | 23.812      | 1233                          |
| Śródmieście    | 15,6          | 120.091     | 7698                          |
| Targówek       | 24,2          | 123.677     | 5110                          |
| Ursus          | 9,4           | 56.490      | 6009                          |
| Ursynów        | 43,8          | 148.385     | 3387                          |
| Wawer          | 79,7          | 72.921      | 915                           |
| Wesoła         | 22,6          | 24.073      | 1065                          |
| Wilanów        | 36,7          | 30.703      | 836                           |
| Włochy         | 28,6          | 39.940      | 1396                          |
| Wola           | 19,3          | 138.462     | 7174                          |
| Żoliborz       | 8,5           | 49.056      | 5771                          |
| Gesamt         | 516,7         | 1.735.442   | 3356                          |

## Geschichte

### Frühe Piastenzeit

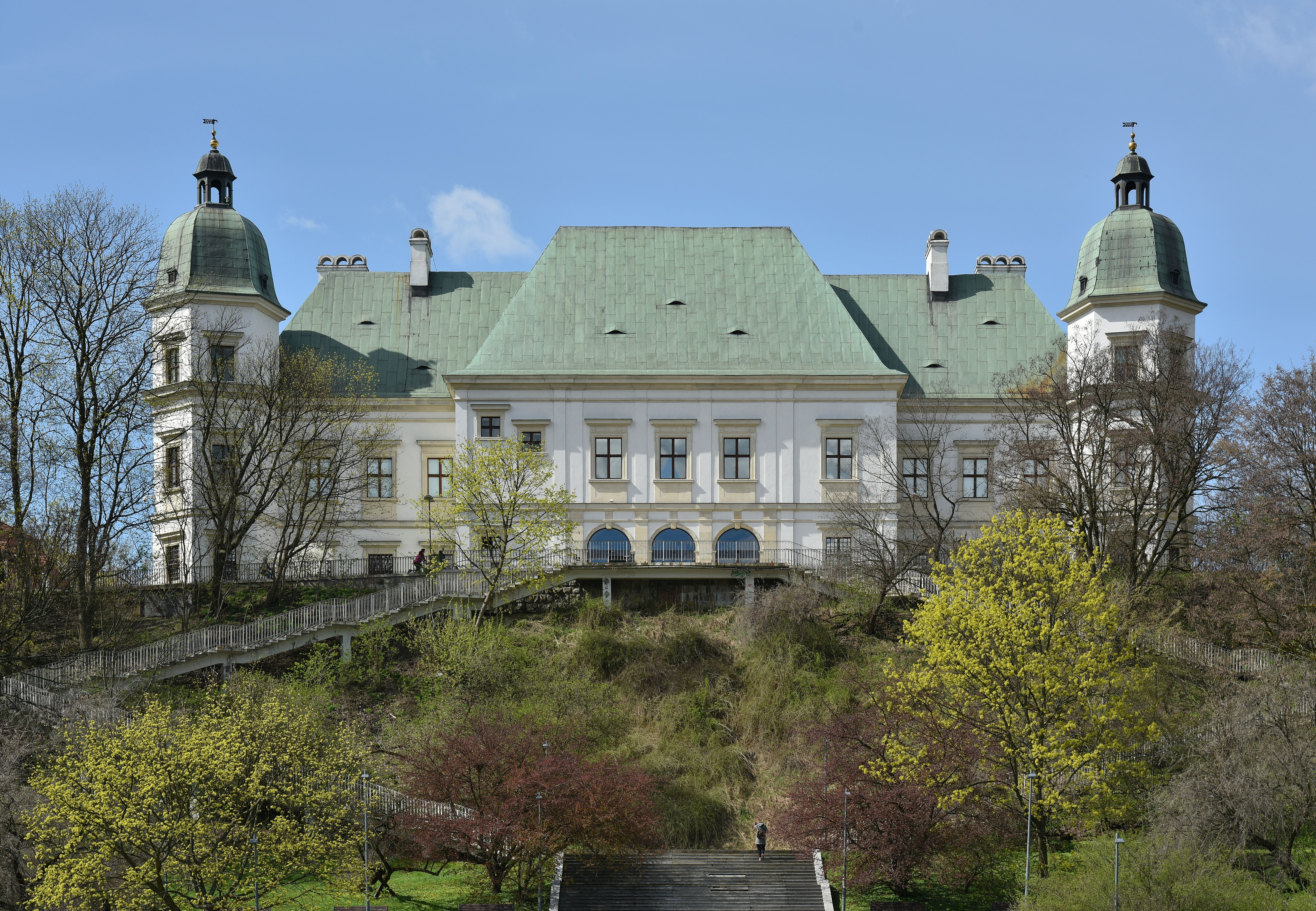
An der Stelle des Schlosses Ujazdowski stand schon im 12. Jahrhundert eine Burg

Die erste befestigte Siedlung auf dem Gebiet des heutigen Warschau war das Stare Bródno im 9. Jahrhundert. Hier befanden sich eine Wallburg und ein Dorf. Diese Siedlung wurde Ende des 11. Jahrhunderts aufgegeben. Eine neue befestigte Anlage entstand im 12. Jahrhundert in Jazdów auf dem Weichselkliff am linksseitigen Weichselufer. Diese kleine Anlage war einer der Sitze der masowischen Herzöge. Es wird vermutet, dass sie in der Gegend des heutigen Ujazdowski-Schlosses lag und 1262 von den Litauern unter Mindaugas zerstört wurde. In der Nähe wurden weitere kleinere Ansiedlungen in Kamion, Gocław und Solec angelegt. Sie alle lagen im von westslawischen Stämmen besiedelten Gebiet Masowien, das im 10. Jahrhundert von dem polnischen Herzog Mieszko I. aus der Dynastie der Piasten erobert wurde. Die wichtigste Stadt in Masowien war zu jener Zeit das ca. 100 Kilometer weichselabwärts gelegene Płock, das im 11. Jahrhundert für kurze Zeit die Hauptstadt Polens unter Władysław I. Herman war. Nach dem Tod von Bolesław III. Schiefmund wurde in Polen die Senioratsverfassung eingeführt, welche das Staatsgebiet unter den Söhnen Bolesław III. Schiefmunds aufteilte und der jeweils Älteste das Seniorat über die Juniorherzöge hatte. Masowien wurde an dessen zweitältesten Sohn übergeben. Seit 1146 wurde Senior Bolesław IV., der die Linie der masowischen Piasten begründete und das Land von Płock aus regierte, Herr über diese Ländereien.

### Senioratsverfassung

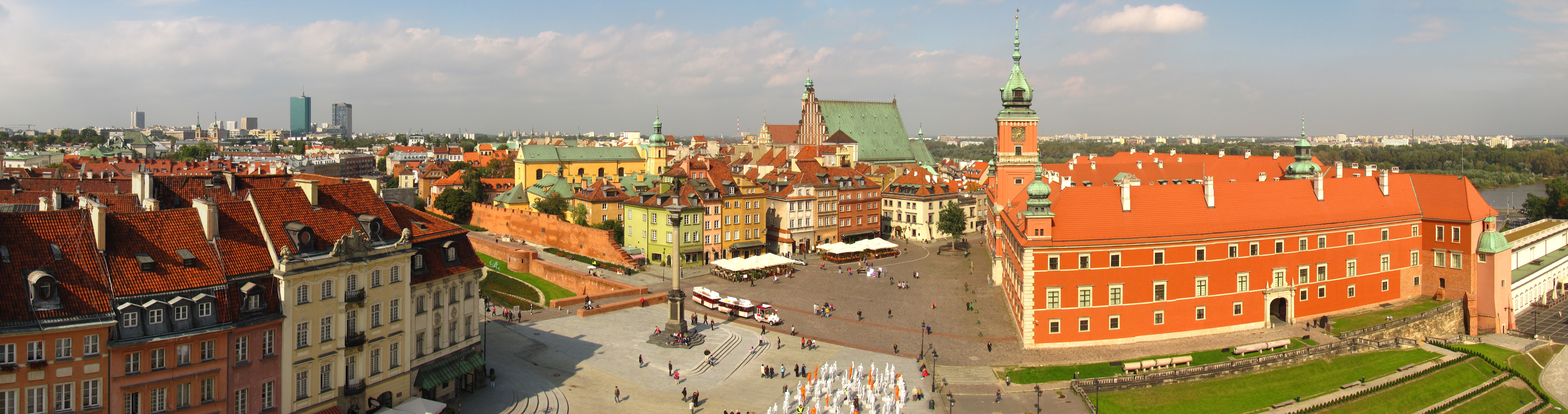
Der Schlossplatz mit dem Königsschloss und Blick auf die Johanneskathedrale

Die Aufteilung Polens in Senioratsherzogtümer im Jahr 1188 schwächte das ganze Land, was zu zahlreichen Einfällen der Ruthenen und Litauer in Masowien führte. Daraufhin wurde der Handelsweg, der vom Schwarzen Meer bis zur Ostsee verlief, vom westlichen Bug auf das linke Weichselufer verlegt. Dies führte zu einer wirtschaftlichen Blüte der Warschauer Siedlung Jazdów, in der die masowischen Herzöge eine ihrer Burgen errichteten. Jazdów wurde jedoch 1262 von den Litauern zerstört, sodass die Bewohner ihre Siedlung drei Kilometer weiter nördlich auf dem Gebiet der heutigen Warschauer Altstadt errichteten. Der Herzog von Masowien Bolesław II. gab die Burg in Jazdów (heute befindet sich dort das Ujazdowski-Schloss) ebenfalls auf und errichtete ein Schloss innerhalb der Altstadt (das heutige Warschauer Königsschloss). Sein Hauptsitz blieb aber Płock. In den Jahren 1281 bis 1321 wurde Warschau urkundlich öfter erwähnt. Die Lokationsurkunde ist aber nicht mehr erhalten. Im Jahr 1334 verlieh Trojden I. Warschau das Kulmer Stadtrecht und viele Kaufleute aus Thorn siedelten sich in der Stadt an. 1339 fand in Warschau ein bedeutender Rechtsstreit zwischen Kasimir III. von Polen und dem Deutschen Orden statt. Im Jahr 1356 wurde durch Siemowit III. das erste Kloster des Augustiner-Ordens in Warschau gegründet. Zu dieser Zeit entstanden die meisten Gebäude in der Altstadt, allen voran die gotische Johanneskathedrale und das Schloss der masowischen Herzöge, das spätere Königsschloss.

### Herzogtum Masowien und polnisches Lehen

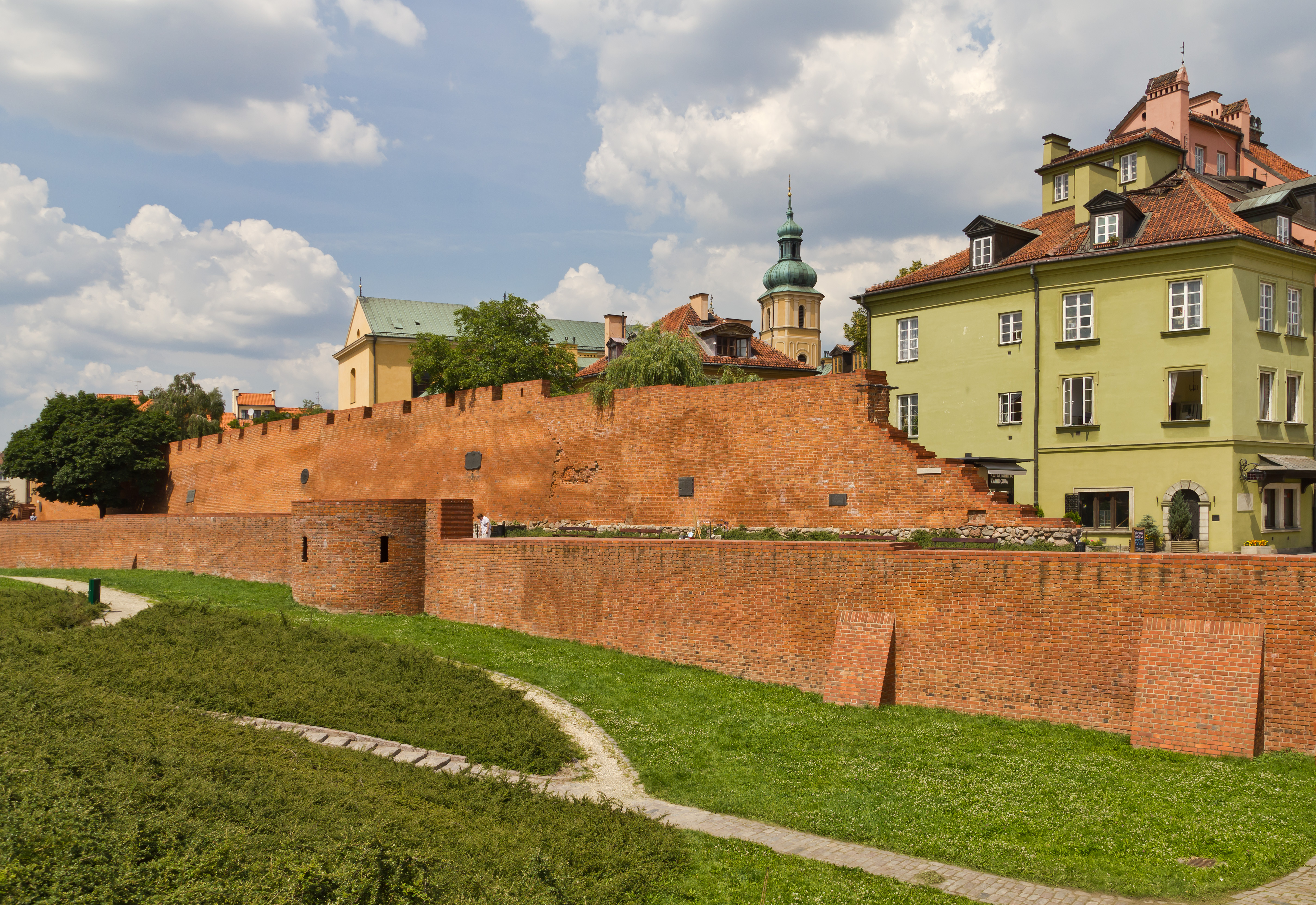
Reste der Stadtmauer von 1350

Mit der Wiedervereinigung Polens durch König Władysław I. Ellenlang 1320 wurde die Senioratsverfassung aufgehoben. Gleichwohl gehörte Masowien zu diesem Zeitpunkt nicht zu Polen, wurde jedoch um die Mitte des 14. Jahrhunderts polnisches Lehen. Es zerfiel weiter in die Einzelherzogtümer Płock, Rawa und Czersk. Warschau gehörte zu letzterem. Die Warschauer Altstadt wurde 1350 mit einem ersten und 1380 mit einem weiteren Mauerring umgeben. Um 1380 entstand nördlich der Altstadt ebenfalls am Weichselufer die Warschauer Neustadt, die 1408 das Kulmer Stadtrecht erhielt. Janusz I. Starszy verlegte 1413 die Hauptstadt des masowischen Herzogtums Czersk von Czersk nach Warschau. Nach der polnisch-litauischen Union von 1386 entwickelte sich Warschau dank der zentralen Lage zwischen den beiden Hauptstädten Krakau und Wilna sehr schnell. Insbesondere die Regierungszeit von Fürst Janusz I. von 1374 bis 1429 war eine erste Blütezeit Warschaus. Aus dieser Zeit sind mehrere gotische Gebäude und Kirchen in der Alt- und Neustadt erhalten geblieben, unter anderem das Portal des Bürgerhauses am Marktplatz der Altstadt mit der Hausnummer 21. 1454 wurden zur Regierungszeit von Bolesław IV. die St.-Anna-Kirche und das Bernhardinerkloster südlich des Krakauer Tors erbaut. Im Jahr 1469 bestätigten die masowischen Fürsten die Privilegien der jüdischen Gemeinde, die seit dem Anfang des 14. Jahrhunderts in Warschau existierte. Mit dem Aussterben der jeweiligen Piastenherzöge kamen Rawa im Jahr 1462, Płock 1496 und Czersk-Warschau 1526 direkt an Polen, wobei die letzten masowischen Fürsten wahrscheinlich 1524 (Stanisław I.) und 1526 (Janusz III.) auf Geheiß der polnischen Königin Bona Sforza vergiftet wurden. Beide sind neben ihrem Lehrer Stanislaus aus Strzelec in der Johanneskathedrale bestattet. Die prächtigen Renaissancegrabplatten der beiden Fürsten und des Kanonikers wurden von ihrer Schwester Fürstin Anna Odrowąż gestiftet. Nach ihr ist auch die St.-Anna-Kirche benannt, da sie das Bernhardinerkloster großzügig unterstützte.

### Polnisch-Litauische Adelsrepublik

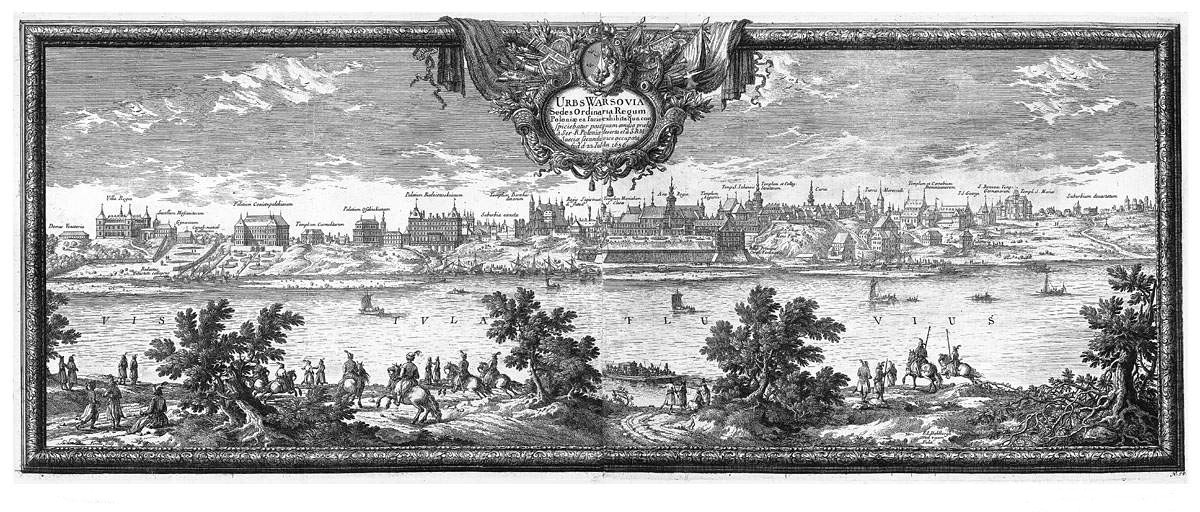
Warschau. Stich aus dem Jahr 1656

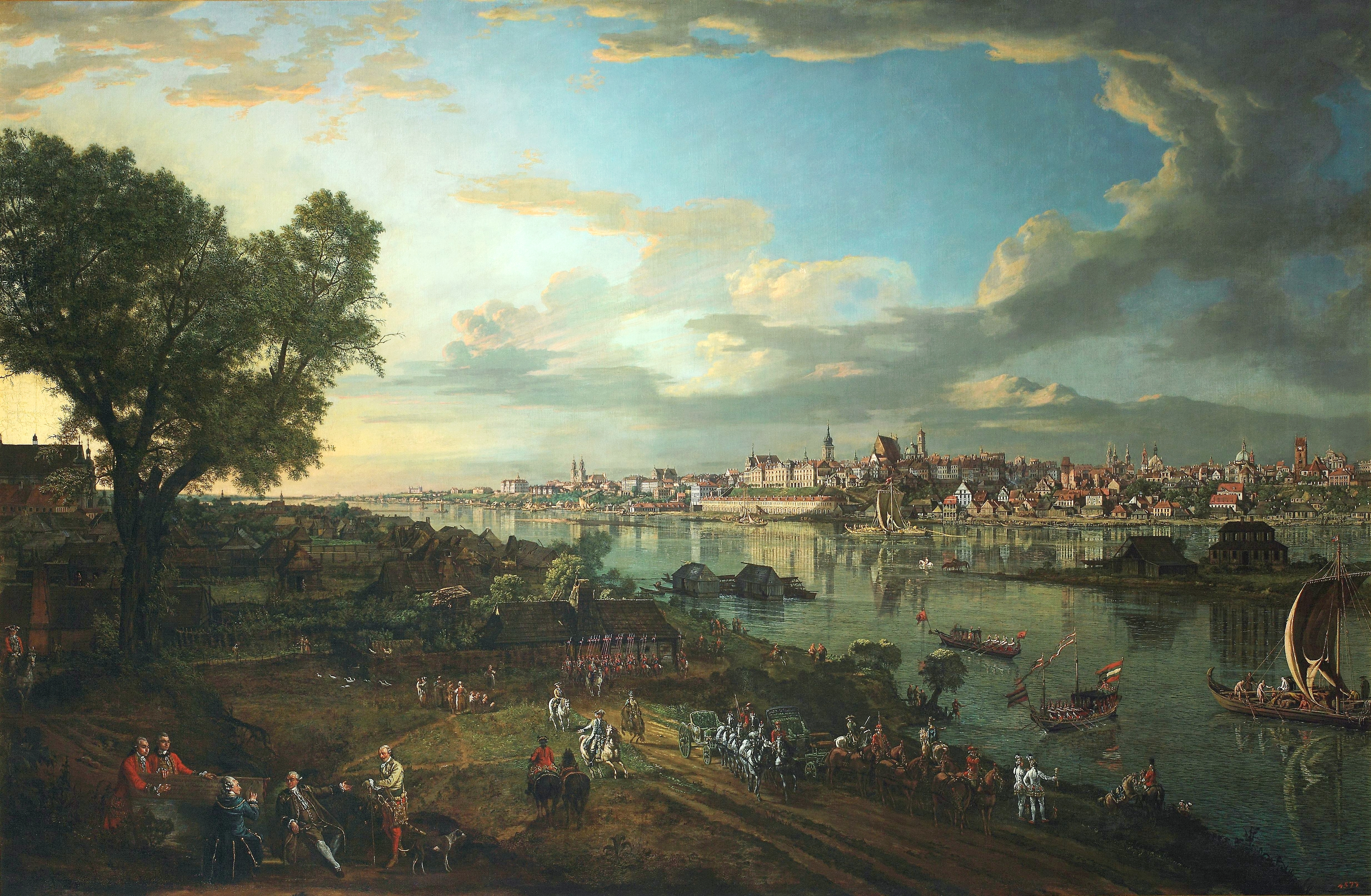
Warschau. Ölgemälde von Bernardo Bellotto, gen. Canaletto, aus dem Jahr 1770

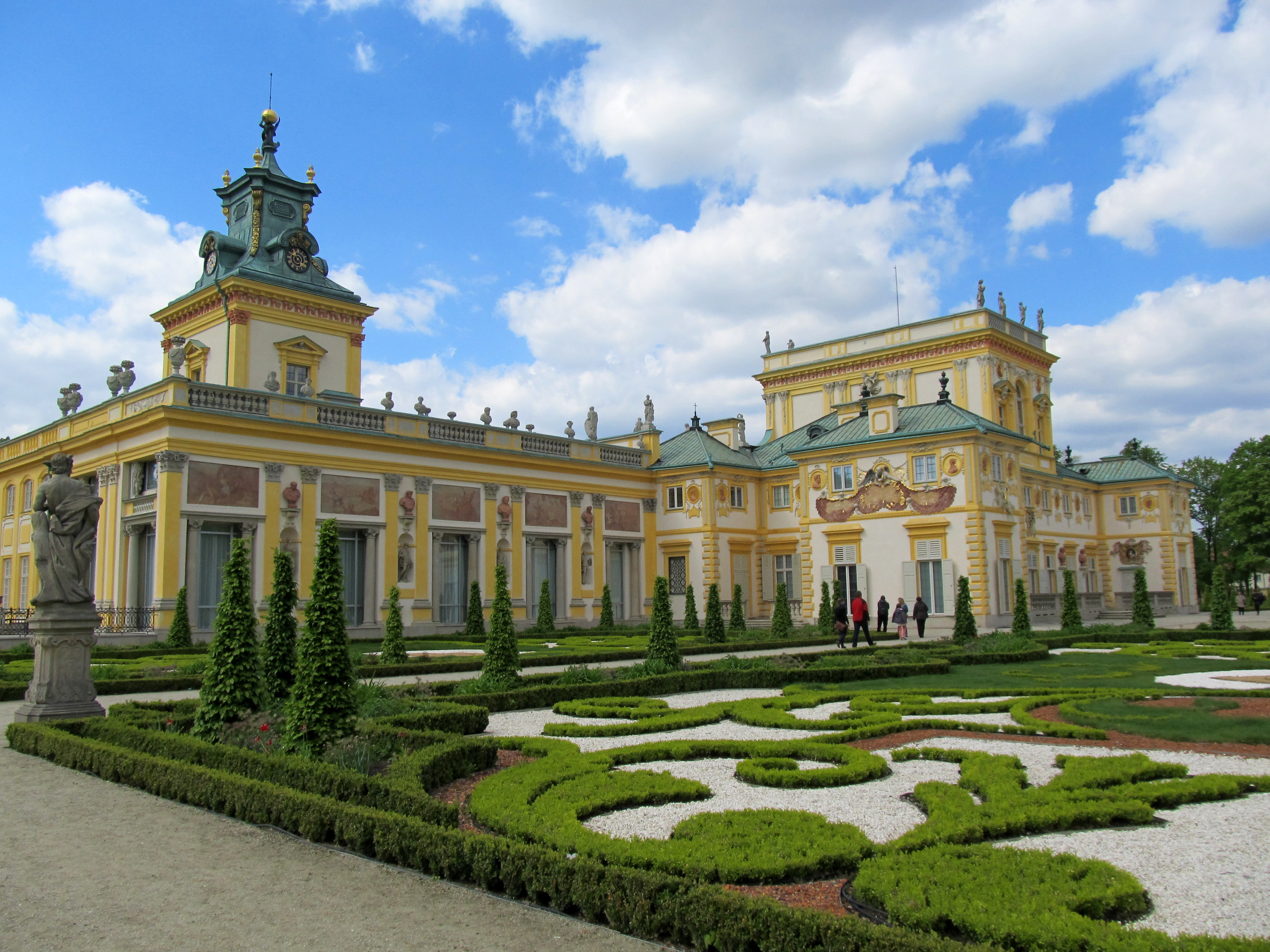
Wilanów-Palast von Jan Sobieski

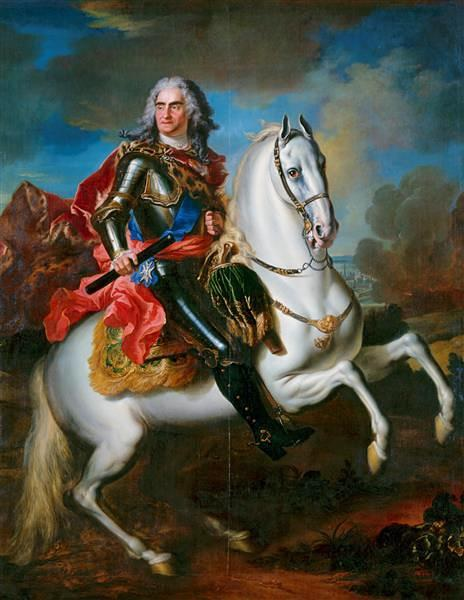
Louis de Silvestre: August der Starke – Porträtgemälde etwa aus dem Jahr 1718

Mit dem Anschluss an Polen erhielt das Warschauer Bürgertum von Sigismund I. viele Handelsprivilegien, die die Entwicklung der Stadt beschleunigten. Mit der Wiedererlangung Danzigs und des Weichseldeltas 1466 durch Polen wurde die Weichsel der wichtigste polnische Handelsweg für den Export und Import nach und aus Westeuropa. Das an der Weichsel gelegene Warschau profitierte wirtschaftlich sehr davon. Nach dem Tod Sigismunds I. verlegte seine Witwe Bona Sforza 1548 ihren Hof vom Krakauer Wawel ins Schloss Ujazdowski in Warschau. Ihr Sohn Sigismund II. August regierte Polen-Litauen jedoch weiterhin von Krakau aus, obwohl er immer öfter in Warschau zu Gast war. 1569 und 1573 wurde in der Union von Lublin bzw. den Articuli Henriciani festgelegt, dass das polnische Parlament, der Sejm, in Warschau tagen und die Königswahl in Kamion bzw. Wola vor den Toren Warschaus stattfinden sollte. So wurden in Kamion Heinrich von Valois 1573 und in Wola 1574 Stephan Báthory und 1587 Sigismund III. Wasa zu polnisch-litauischen Königen gewählt. Auch die Abnahme des Lehnseides der preußischen Herzöge wurde seit Stephan Báthory vor der St.-Anna-Kirche in Warschau statt auf dem Krakauer Marktplatz vollzogen. Nach dem Brand des Krakauer Wawels 1596 entschloss sich Sigismund III. Wasa aus dem schwedischen Hause Wasa, die Residenz der polnischen Könige nach Warschau zu verlegen, weil er zugleich König von Schweden war und Ambitionen auf den Moskauer Zarenthron hegte. Der etappenweise Umzug ging einher mit dem Ausbau des Sitzes der masowischen Herzöge zum polnischen Königsschloss ab 1598 durch italienische Baumeister. Nach der Rückkehr vom erfolgreichen Feldzug nach Moskau im Jahr 1611 blieb Sigismund III. Wasa endgültig in Warschau. Gleichwohl blieb Krakau rechtlich weiterhin Hauptstadt, da es keinen Rechtsakt gab, der den Umzug legalisieren würde. Warschau stand bis 1795 nur der Titel des Königssitzes zu.
Mit der Erlangung der Rolle der Hauptstadt begann für Warschau eine Blütezeit im Frühbarock unter der Dynastie der Wasas, die bis zur Zerstörung der Stadt durch die Schweden 1655 andauerte. Nach dem Brand der Altstadt 1607 wurde diese im manieristischen Stil wieder aufgebaut. Warschau wuchs im 16. Jahrhundert weit über die mittelalterlichen Stadtmauern der Alt- und Neustadt hinaus und hatte über 50.000 Einwohner. Es entstanden neue Stadtviertel beiderseits der Weichsel. In den Jahren 1568 bis 1573 entstand die Most Zygmunta Augusta, die erste feste, über 500 m lange Weichselbrücke auf 18 Pfeilern. Es war eine der längsten Brücken im damaligen Europa. Im Jahr 1648 erhielt Praga, der Stadtteil auf dem rechten Weichselufer, die Stadtrechte. Andere Stadtviertel (Jurydyka) waren Privateigentum einzelner Magnaten, reicher Adeliger (Szlachta), Geistlicher und Klöster. Sie waren von der städtischen Gerichtsbarkeit ausgenommen. Sie entstanden zahlreich um die neuen frühbarocken Paläste des Adels, der, die Nähe zum Königshof suchend, von Krakau herzog. Die Magnaten stifteten auch zahlreiche frühbarocke Kirchen und Klöster. Im Jahr 1597 kamen beispielsweise die Jesuiten nach Warschau. Sigismund III. Wasa ließ das Königsschloss, das Schloss Ujazdowski und den Kazimierz-Palast im frühbarocken Stil um- und ausbauen. Entlang der Krakauer Vorstadt entstanden am Königsweg prachtvolle Paläste des Adels wie der Koniecpolski-Palast, der Potocki-Palast oder der Krasiński-Palast. Als eines der luxuriösesten Palais Europas galt der 1641 errichtete Ossoliński-Palast. 1637 eröffnete Władysław IV. das erste dauerhafte Theater im Königsschloss. Für seinen 1632 verstorbenen Vater Sigismund III. Wasa ließ er 1643 auf dem Schlossplatz die Sigismundssäule errichten, das erste profane Denkmal Warschaus. Ab 1661 erschien in Warschau die erste polnische Tageszeitung, der „Polnische Merkur“. In der ersten Hälfte des 17. Jahrhunderts war Warschau eines der führenden Zentren der frühen Neuzeit in Europa. In den Jahren 1655 bis 1657, während des Zweiten Nordischen Krieges, wurde Warschau von den Schweden, Brandenburgern und Siebenbürgern zerstört. Die reichen Paläste wurden ausgeraubt und niedergebrannt, und die geplünderten Kunstschätze und Bücherbestände wurden nach Schweden verschifft. Die Verwüstungen waren so groß, dass diese Jahre als die Schwedische Sintflut in die Geschichte der Stadt eingingen und der 23. Juni als Festtag zur Erinnerung an den Rückzug der feindlichen Truppen 1657 begangen wurde. Aus der Wasa-Zeit sind gleichwohl wertvolle frühbarocke Baudenkmäler erhalten geblieben oder rekonstruiert worden, wie beispielsweise das Königsschloss, das Schloss Ujazdowski, die Jesuitenkirche und die Dominikanerkirche sowie der Gianotti-Palast in der Altstadt. Die Wasa-Zeit endete 1668 endgültig mit der Abdankung von Johann II. Kasimir.
Eine erneute Blütezeit begann für Warschau unter der Herrschaft Jan Sobieskis ab 1673, der vor allem als großzügiger Mäzen und Kunstliebhaber die südlichen Stadtteile ausbauen ließ. Er folgte dem nur fünf Jahre in Warschau regierenden Michael I. Korybut Wiśniowiecki. Ab 1677 baute Sobieski den Wilanów-Palast an dem nach Süden verlängerten Königsweg im Versailler Stil mit einem großen französischen Garten. Im Jahr 1687 stiftete er ebenfalls im Süden Warschaus die Antoni-Padewski-Kirche als Votum für den Sieg bei Wien 1683. Sobieski holte zwei der genialsten europäischen Baumeister des Hochbarock nach Warschau, Tylman van Gameren und Andreas Schlüter, sowie zahlreiche Künstler, unter denen vor allem Jan Reisner zu erwähnen ist. Sobieskis Ehefrau Marysieńka baute ab 1692 eines der damals weltweit größten Handelszentren, das Marywil, an dessen Stelle sich heute das Große Theater und der Theaterplatz befinden. In dieser Zeit entstanden unter der Anleitung von Tylman van Gameren auch der Krasiński-Palast, der Ostrogski-Palast, die Sakramentinnenkirche, die Kapuzinerkirche und die Karmeliterkirche. Für Marysieńka wurde außerhalb der Stadt auch das Palais Marymont errichtet, heute ein dicht besiedelter Wohndistrikt Warschaus.
Nach dem Tod von Sobieski 1696 und der Wahl Augusts II. 1697 begann die Sachsenzeit. Diese Zeit der sächsischen Könige begann für Warschau sehr unglücklich mit dem Großen Nordischen Krieg ab 1702. Während dieses Krieges und des später folgenden Polnischen Thronfolgekriegs ab 1734 wurde Warschau erneut von schwedischen bzw. russischen Truppen besetzt und zerstört. Zuletzt verflocht August III. Polen in den Siebenjährigen Krieg ab 1756. In der sächsischen Zeit unter August II. und August III. wurde ab 1713 die Sächsische Achse mit dem Sächsischen Palais, dem Brühlschen Palais und dem Sächsischen Park senkrecht zum Königsweg geschaffen. 1726 wurde der Sächsische Park für die Öffentlichkeit geöffnet. 1740 entstand das Collegium Nobilium, eine Aristokratenschule der Piaristen, aus der die Warschauer Universität hervorgehen sollte. 1748 wurde die Warschauer Oper eröffnet. Auch die Palais an der Senatorska- und der Miodowa-Straße (z. B. das von Ephraim Schröger erbaute Palais Lelewel) gehen auf die Sachsenzeit zurück. Die Wettiner holten hervorragende Dresdner Baumeister und Künstler, wie Johann Georg Plersch und Johann Sigmund Deybel, und die Mode für Meissner Porzellan an den Warschauer Hof. Diese gestalteten Warschau im Stil des Spätbarock und Rokoko um. 1732 führte August II. eine der größten Militärparaden auf den Czerniaków-Feldern vor Warschau zu Ehren seiner Tochter Anna Orzelska, für die er auch das Blaue Palais errichten ließ, durch. Aufgrund der großen Verwüstungen in den zahlreichen Kriegen ging die Sachsenzeit dennoch als eine der schwärzesten Perioden in die Warschauer Geschichte ein.
Zur erneuten Blütezeit kam es während der polnischen Aufklärung unter Stanislaus August Poniatowski ab 1764, der viele Warschauer Gebäude im klassizistischen Stil umbauen bzw. errichten ließ. Unter seiner Herrschaft wurde Warschau zu einem der bedeutendsten Zentren der Aufklärung und des Klassizismus in Europa. Er verlängerte den Königsweg südlich der Krakauer Vorstadt um die Neue Welt und gründete dort neue „Jurydykas“. Südlich des Schlosses Ujazdowski ließ er den Łazienki-Komplex mit vielen Gärten und Schlössern erbauen. Zahlreiche Paläste aus der Stanislaus-Zeit finden sich auch an der Długa- und der Senatorska-Straße. Unter seiner Zeit hatte Warschau mehr als 150.000 Einwohner und war damit eine der größten Städte in Europa. Er begann seine Regierungszeit sehr ambitioniert. Bereits im ersten Regierungsjahr 1765 gründete er die Ritterschule, die Münzerei und das Große Nationale Theater in Warschau unter der Regie von Wojciech Bogusławski. Seit 1770 wurde die Stadt neu geordnet und alle Straßen erhielten Straßennamen und Hausnummern. Ab 1772 wurde der Łazienki-Komplex umgebaut. Ab 1776 wurde die Altstadt durch eine weitere Weichselbrücke mit dem rechts der Weichsel gelegenen Stadtteil Praga verbunden. Ab 1773 hatte das erste Bildungsministerium der Welt, die Kommission für Nationale Erziehung, ihren Sitz in Warschau und zwischen 1788 und 1792 tagte im Warschauer Königsschloss der Große Sejm, der am 3. Mai 1791 die erste moderne Verfassung Europas verabschiedete. Dem war 1789 die sogenannte Schwarze Prozession vorausgegangen, in der die Städte mehr politische Mitspracherechte verlangten. Sie führte schließlich zur Einbeziehung der Stadtverfassung vom 20. April 1791 in die Verfassung vom 3. Mai 1791. Für Warschau hatte dies unter anderem zur Folge, dass die Jurydykas aufgehoben und dass eine einheitliche Stadtverwaltung eingeführt wurde. Daher ist auch der 21. April (der Tag, an dem Warschau die Städteverfassung ratifizierte) der Stadtfeiertag. Die Verfassung vom 3. Mai 1791 hatte zur Folge, dass russische und preußische Truppen 1792 Polen besetzten und das Land 1793 zum zweiten Mal geteilt wurde. Bei einem zunächst erfolgreichen Aufstand in Warschau im April 1794 unter der Führung des Schustermeisters Jan Kiliński innerhalb des ganzpolnischen Kościuszko-Aufstandes, an dem die ganze Bevölkerung Warschaus regen Anteil nahm, wurde die russische Garnison vernichtet und mehr als 4000 russische Soldaten und Zivilisten getötet. Die russischen Truppen Suworows veranstalteten 1794 nach der Schlacht bei Warschau als Rache ein Massaker unter der Bevölkerung des rechtsufrigen Stadtteils Praga. Dabei kamen mehr als zehntausend Zivilisten ums Leben. 1795 wurde Polen zum dritten Mal geteilt. Nach der Abdankung Stanisław August Poniatowskis, der 1798 in Sankt Petersburg verstarb, wurde Warschau 1796 von preußischen Truppen besetzt und für 11 Jahre Sitz der neuen preußischen Provinz Südpreußen, die Warschau, Posen und Kalisz umfasste. Die Bevölkerungszahl sank rapide auf 115.000 Einwohner 1806, und die wirtschaftliche Lage verschlechterte sich. 1800 gründete Stanisław Staszic die Polnische Akademie der Wissenschaften (Polska Akademia Nauk) in Warschau, die bis heute ihren Sitz im Staszic-Palast an der Krakauer Vorstadt hat.

### Herzogtum Warschau

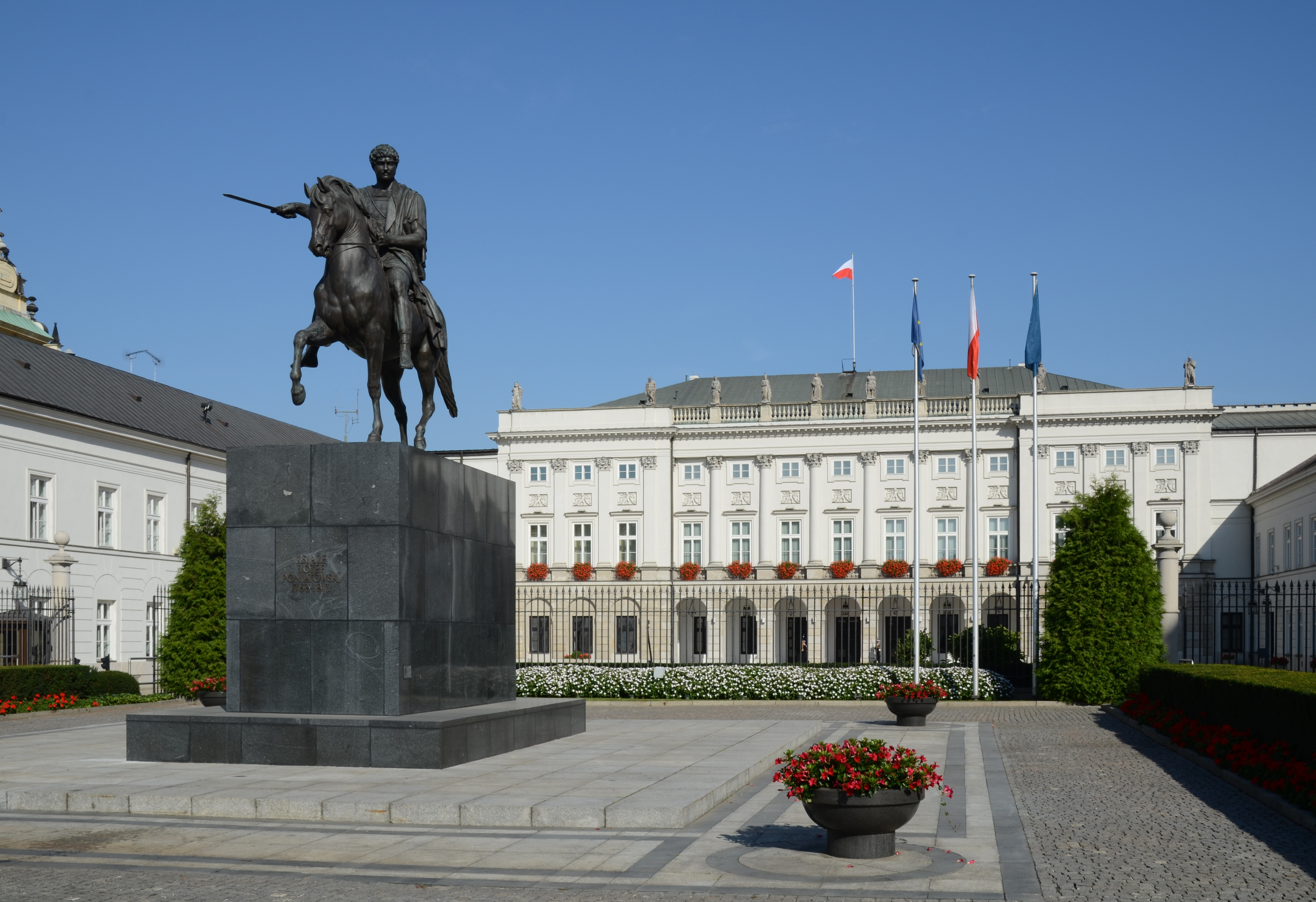
Denkmal von Józef Antoni Poniatowski vor dem Präsidentenpalast

Nach dem Frieden von Tilsit wurde 1807 aus den beiden preußischen Teilungsgebieten von 1793 und 1795 – mit Ausnahme von Danzig – das Herzogtum Warschau mit Warschau als Hauptstadt gebildet. 1807 erhielt es eine neue liberale Verfassung und der polnische Sejm wurde nach zwölf Jahren Unterbrechung wieder in Warschau einberufen. Im selben Jahr trat ein der polnischen Rechtstradition angepasster Code Napoléon (Code civil) in Kraft, eines der ersten zusammengefassten Zivilrechtsbücher Europas. Als Grundlage für den 1964 erlassenen Kodeks Cywilny prägt der Code Civil bis heute die polnische Zivilrechtsordnung. Der Neffe des letzten polnischen Königs, General Józef Antoni Poniatowski, baute die polnische Armee in Warschau wieder auf, die bald schon 200.000 Mann zählte. Im Fünften Koalitionskrieg wurde das Herzogtum von Österreich angegriffen. Anfänglich unterlegen (→ Schlacht von Raszyn), konnte das Herzogtum sich gegen die Habsburger behaupten und erhielt im Frieden von Schönbrunn mit Westgalizien und Krakau die Gebiete, die bei der Dritten Polnischen Teilung an Österreich gefallen waren. Truppen des Herzogtums beteiligten sich 1812 am Russlandfeldzug Napoleons sowie im Jahr darauf an der Völkerschlacht bei Leipzig, in der Józef Poniatowski den Tod in der Weißen Elster fand. Er wurde danach in der Wawel-Kathedrale in Krakau feierlich als Nationalheld bestattet. Poniatowski wurde zur Symbolfigur des Herzogtum Warschaus, obwohl er nicht Herzog war, sondern nur der Oberbefehlshaber der Armee. Die Warschauer gaben ihm bereits Anfang des 19. Jahrhunderts ein Denkmal in Auftrag, das vom berühmten dänischen Bildhauer des Klassizismus Bertel Thorvaldsen angefertigt wurde. Im Zuge der Neuordnung Europas 1814/15 durch den Wiener Kongress wurde das Herzogtum Warschau aufgehoben.

### Kongresspolen

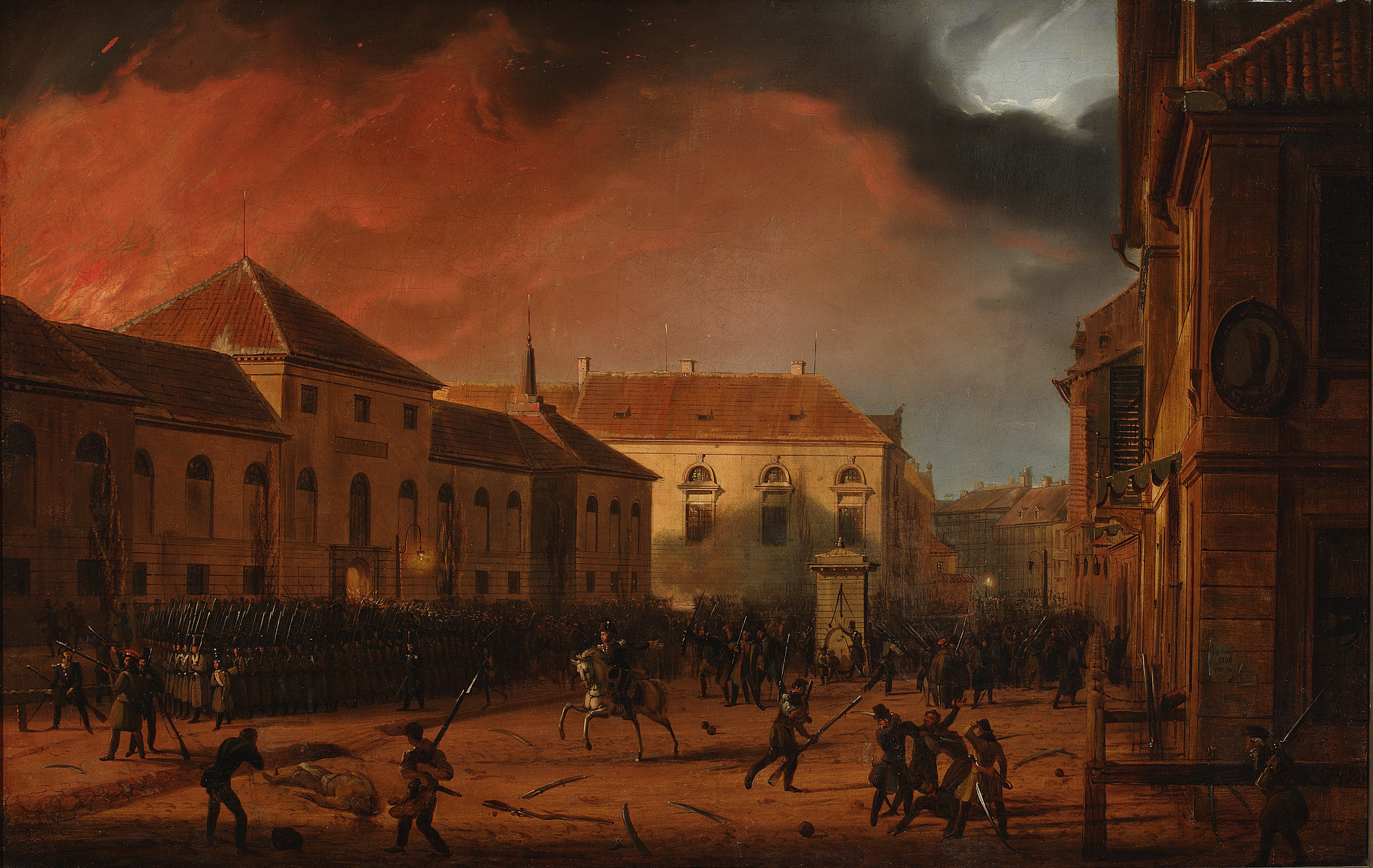
Erstürmung des Arsenals 1830 beim Novemberaufstand

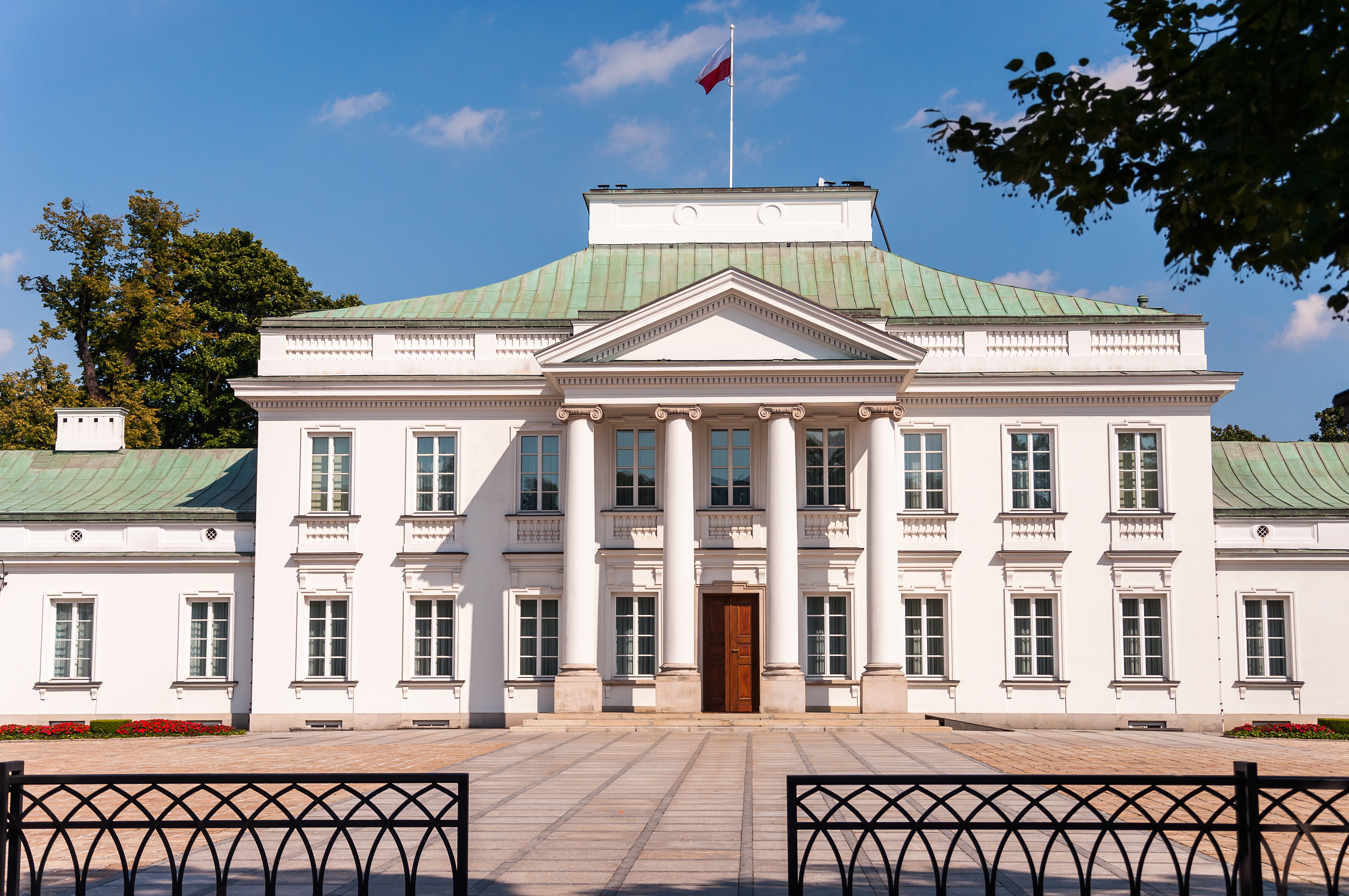
Belvedere – hier begann der Novemberaufstand

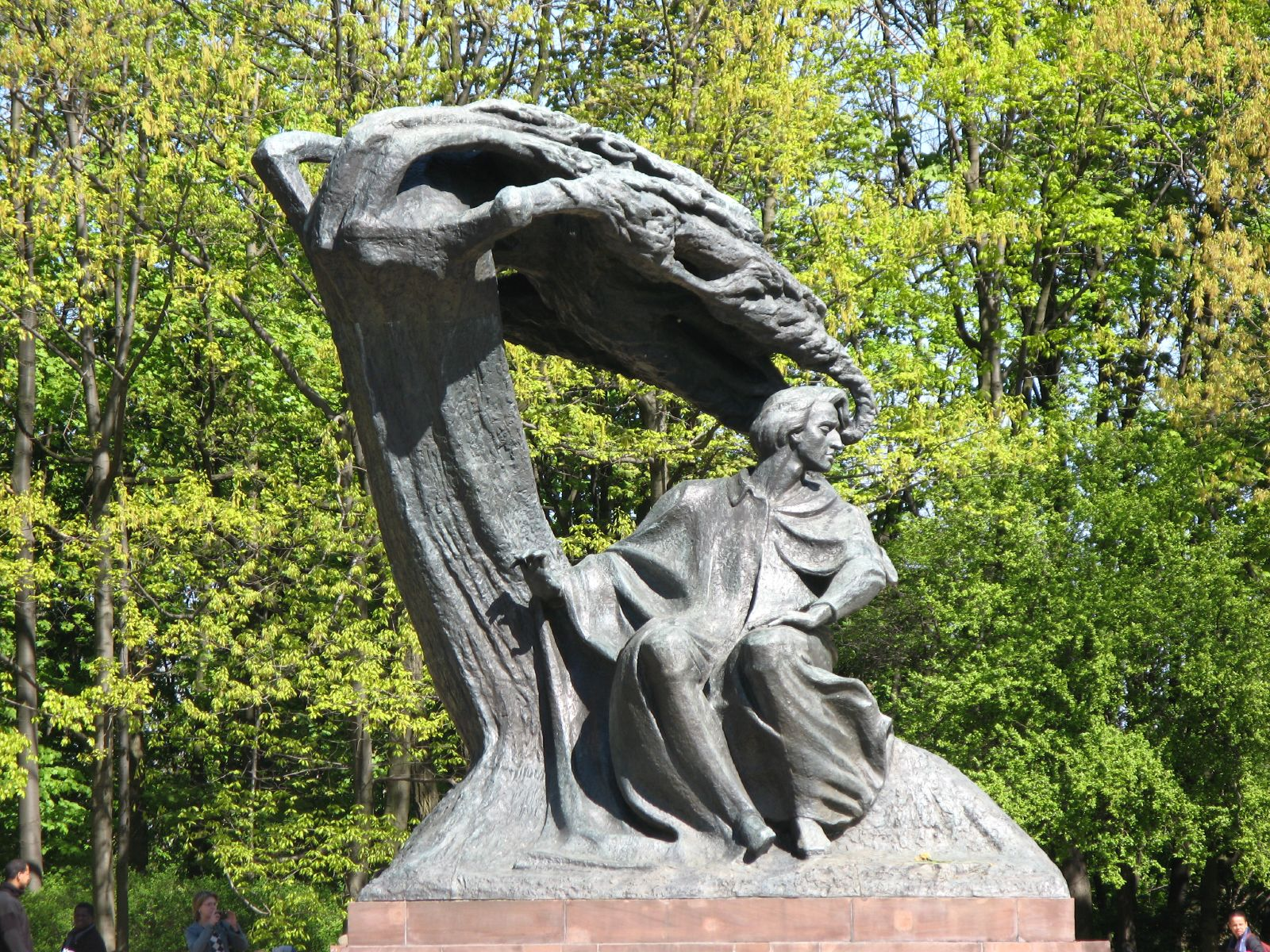
Chopin-Denkmal im Łazienki-Park

Nach dem Wiener Kongress wurde Warschau die Hauptstadt des Königreiches Polen (Kongresspolen), das vom russischen Zaren in Personalunion mit Russland regiert wurde. Es erhielt 1817 eine relativ liberale Verfassung, und der polnische Sejm in Warschau hatte weitgehende Befugnisse. Die Exekutivmacht lag beim Statthalter Großfürst Konstantin, dem Bruder des Zaren Alexander I.
1816 wurde auf Grundlage des Collegium Nobilium von 1740 die Warschauer Universität, ein Jahr später die Warschauer Wertpapierbörse als erste moderne polnische Wertpapierbörse (1818 wurde eine Wertpapierbörse in Krakau errichtet) gegründet. Bereits seit dem 17. Jahrhundert ist der börsenmäßige Handel mit Wertpapieren (vor allem Wechsel) in Warschau belegt. Auch in anderen polnischen Handelsstädten (Danzig, Krakau, Posen, Lemberg etc.) bestand unregelmäßiger Börsenhandel seit dem Mittelalter, der von niederländischen und italienischen Kaufleuten nach Polen gebracht wurde. Doch die erste Börse mit einer öffentlich-rechtlichen Börsenordnung war die besagte Warschauer Wertpapierbörse von 1817.
In dieser Zeit setzte auch die Industrialisierung in Warschau ein, und die ersten großen Fabriken entstanden in der Stadt. Außerhalb der Tore wurde 1792 der Powązki-Friedhof angelegt, eine der größten und schönsten Nekropolen des 19. Jahrhunderts, und 1825 wurde unter Führung von Antonio Corazzi mit dem Bau des Großen Theaters, des damals größten in Europa, begonnen. Hier spielten unter anderem Helena Modrzejewska und Pola Negri.
In den 1810/20ern lebte und konzertierte der junge Frédéric Chopin in Warschau, der in der Nähe der Stadt im Gutshof der Familie seiner Mutter in Żelazowa Wola geboren wurde. Bereits zu Anfang der 1820er Jahre wurde klar, dass der Zar sich nicht an die Verfassung halten würde und autokratisch über seinen Statthalter zu regieren gedachte. Dies änderte sich auch nach dem Dekabristenaufstand in Russland 1825 nicht.
1830 wurde bekannt, dass der Zar polnische Truppen gegen die Revolutionäre in Belgien einsetzen wollte. So brach am 30. November 1830 mit der Erstürmung des Belvedere-Palastes (Belweder) in Warschau durch Aufständische der Novemberaufstand los. Der Großfürst Konstantin musste nach wenigen Tagen aus der Stadt fliehen, und der polnische Sejm setzte den Zaren als polnischen König ab. Der Aufstand hatte in den ersten Monaten Erfolg, und die russischen Truppen mussten Warschau und das Umland räumen. Nach über einem Jahr Krieg mussten jedoch die Aufständischen kapitulieren. Mit der großen Emigration flohen ca. 30.000 Warschauer und andere Kongresspolen nach Westeuropa und in die Vereinigten Staaten. Zu ihnen gehörten unter anderem Frédéric Chopin und Adam Mickiewicz.
1832 wurden die Verfassung und der Sejm aufgehoben, und es begann eine Zeit der politischen Repressalien. Im selben Jahr wurde als Antwort auf den Novemberaufstand nördlich der Neustadt die Zitadelle, die auch ein Gefängnis für politische Gefangene enthielt, errichtet. In der sich anschließenden romantischen Epoche wurde Warschau ausgebaut.
Seit 1840 erreichte die Eisenbahn Warschau, und bald war eine erste Verbindung nach Wien fertiggestellt. Während des Völkerfrühlings 1848 blieb es in Warschau, anders als in den preußischen und österreichischen Teilungsgebieten, relativ ruhig, denn die Verschwörer, die einen gesamtpolnischen Aufstand planten, wurden zuvor verhaftet. In dieser Zeit wurde auch die Textilindustriestadt Łódź etwa 80 km südwestlich von Warschau in Kongresspolen an der Eisenbahnstrecke nach Wien aufgebaut und stieg bald zu einer der führenden Industriemetropolen Europas auf.
Im Januar 1863 brach der Januaraufstand gegen das Zarenregime los. In einem Partisanenkrieg konnten die Warschauer zwei Jahre lang Widerstand leisten, bis sie Ende 1864 aufgeben mussten. Das Königreich Polen wurde endgültig aufgelöst und Russland einverleibt. Somit wurde Warschau nach Moskau und St. Petersburg die drittgrößte Stadt im Zarenreich. Der Wegfall der Zollgrenze zu Russland brachte einen rasanten Wirtschaftsaufschwung, der bis zum Ersten Weltkrieg andauerte.
Das wirtschaftliche Zentrum der Stadt verlagerte sich vom Königsweg auf die westlich von ihm gelegene prächtige Marszałkowska-Straße. 1866 fuhr die erste von Pferden gezogene und 1908 die erste elektrische Straßenbahn in Warschau. Hier entstanden zahlreiche repräsentative Miets- und Handelsgebäude sowie Kultureinrichtungen im Stil des Historismus, der Sezession und des Eklektizismus.
Nach den Zerstörungen des Zweiten Weltkriegs ist dieser Teil der Stadtgeschichte vollständig verloren gegangen. Reste der historischen Bebauung des 19. Jahrhunderts findet man in der Lwowska-Straße und teilweise in den Ujazdów- und Jerusalemer-Alleen.
Ab 1881 wurde ein modernes Kanalisationssystem gebaut. Ende des 19. Jahrhunderts entstanden die beiden Fortgürtel der Warschauer Festung. 1900 errichtete man das prächtige Gebäude der Warschauer Philharmonie im Jugendstil, in der in der ersten Hälfte des 20. Jahrhunderts Ignacy Paderewski und Jan Kiepura auftraten. 1867 wurde die doppelte und erste weibliche Nobelpreisträgerin Marie Skłodowska-Curie in der Neustadt geboren. Der Zeit des Warschauer Positivismus hat vor allem der Schriftsteller Bolesław Prus in seinen dem Realismus treuen Romanen ein Denkmal gesetzt. Allen voran ist hier der Roman „Lalka“ zu nennen, in dem Prus den Werdegang und den Fall eines Warschauer Unternehmers beschreibt. Ein anderer Vertreter des Warschauer Positivismus, Henryk Sienkiewicz, erhielt 1905 den Literaturnobelpreis. Er wurde später in einer Krypta der Warschauer Kathedrale bestattet. Auch Teodor Józef Korzeniowski (Pseudonym Joseph Conrad) wohnte im 19. Jahrhundert in Warschau (Nowy Świat 47). Im selben Jahr fand als Reaktion auf den verlorenen Krieg Russlands gegen Japan und den Blutsonntag in St. Petersburg eine kurze sozialistische Erhebung statt, die von Rosa Luxemburg, die aus einer jüdischen Familie in Zamość (südliches Kongresspolen) stammte und in Warschau aufgewachsen war, mitorganisiert wurde. Um die Jahrhundertwende waren 36 % der Warschauer Wohnbevölkerung Juden. 1909 waren 36,9 % Juden, 2,4 % Protestanten und 0,4 % Mariaviten.

### Erster Weltkrieg

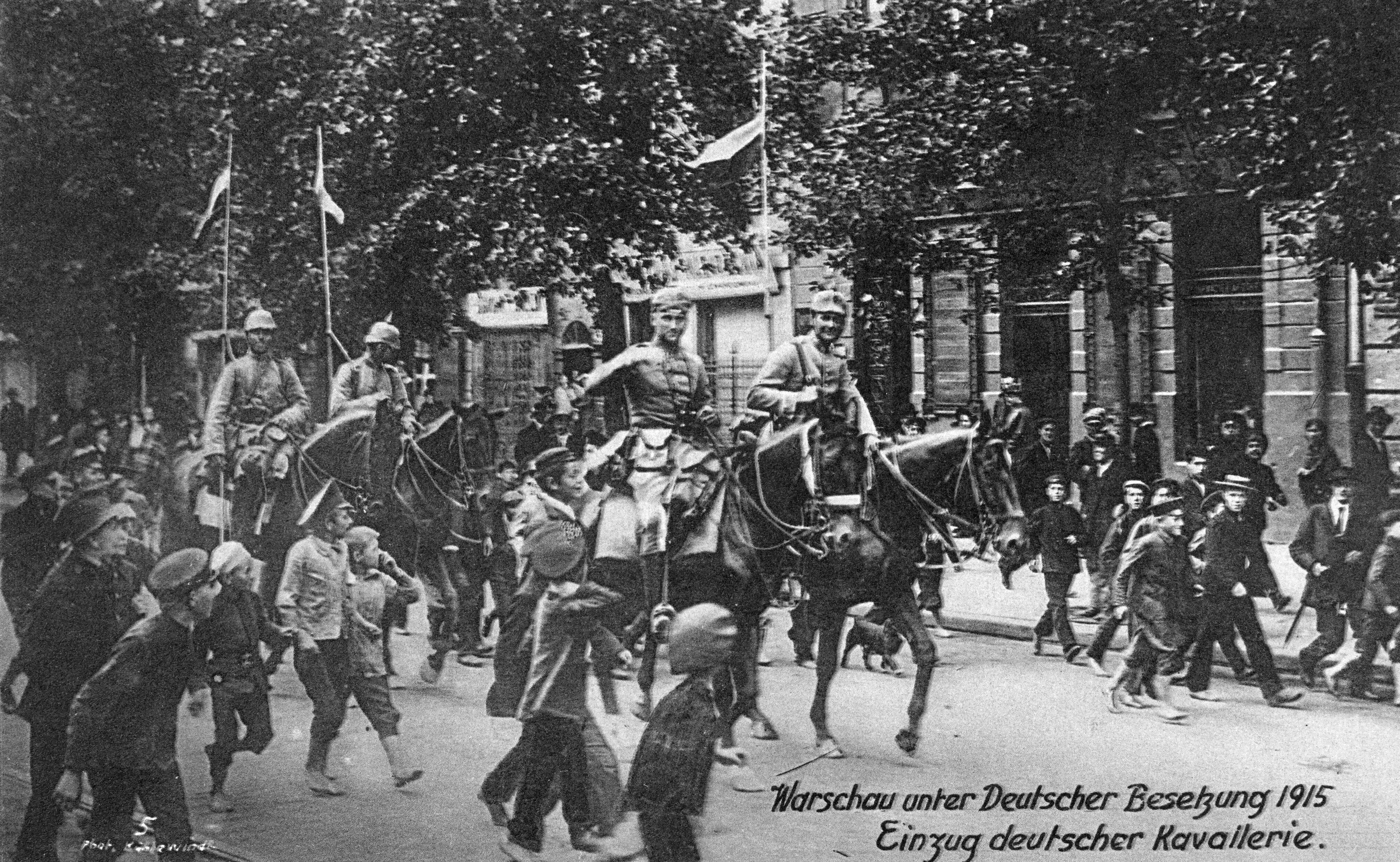
Einmarsch deutscher Kavallerie 1915

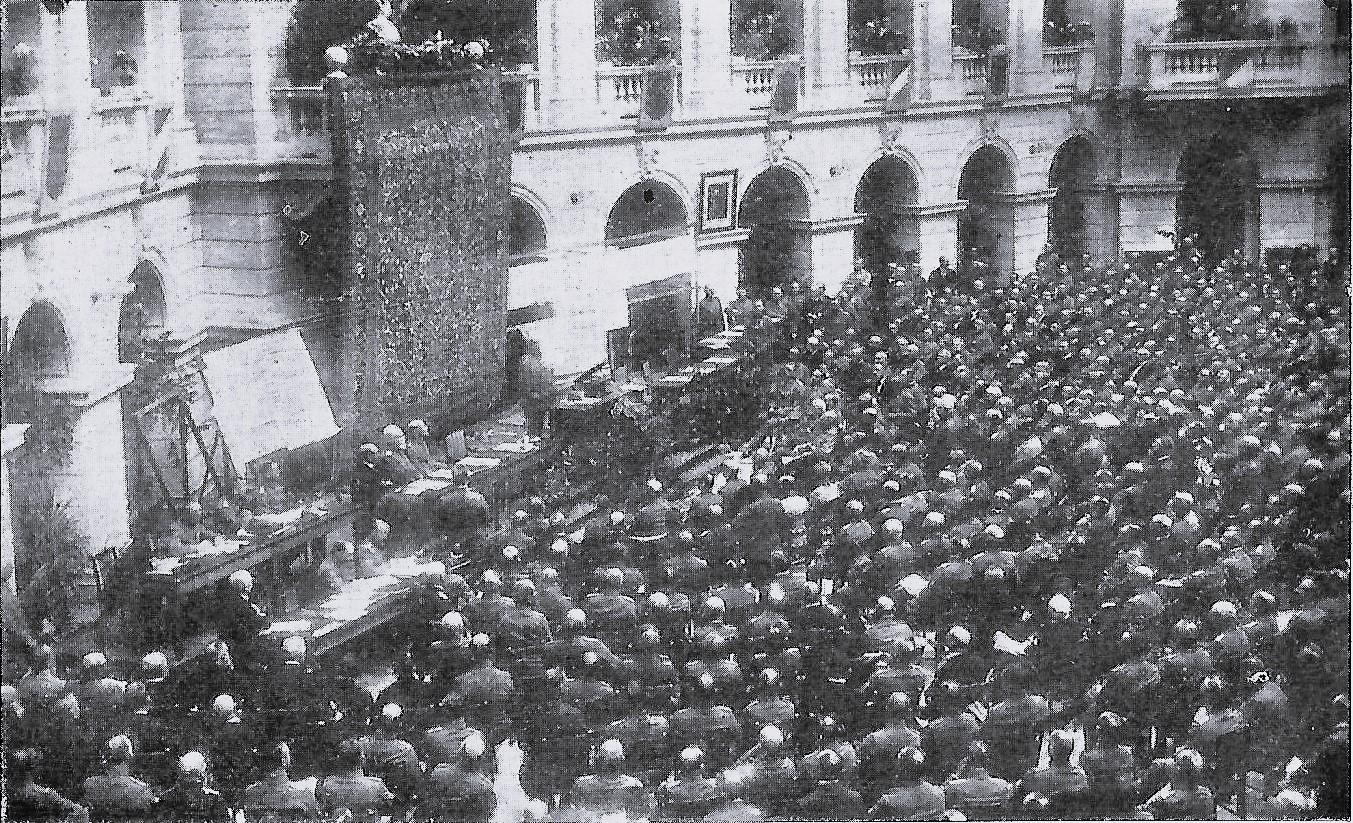
Sitzung des im Mai 1916 in Warschau stattfindenden außerordentlichen Kongresses für Innere Medizin

Im Ersten Weltkrieg bildete Russisch-Polen zunächst einen weit nach Westen reichenden Frontvorsprung Russlands gegen die Mittelmächte. Nach den deutschen Abwehrerfolgen gegen die russische Armee bei Tannenberg und an den Masurischen Seen und der gleichzeitigen Niederlage Österreich-Ungarns in der Schlacht in Galizien sollte eine Offensive in Zentralpolen die k.u.k. Streitkräfte entlasten. Der russische Sieg in der Schlacht an der Weichsel südlich von Warschau ließ diesen Vorstoß im Herbst 1914 jedoch scheitern. In Frühjahr und Sommer 1915 führten die Mittelmächte erneut Großangriffe an der Ostfront durch (Schlacht bei Gorlice-Tarnów, Bug-Offensive, Narew-Offensive), die zu umfangreichen Gebietsgewinnen führten. Unter dem Eindruck mehrerer schwerer Niederlagen sah sich die russische Armee zur Aufgabe Russisch-Polens und zum Rückzug ins Landesinnere gezwungen (→ Großer Rückzug der russischen Armee 1915). Am 5. August 1915 nahm die 9. deutsche Armee Warschau ein, zuvor hatte die russische Armee bei ihrem Abzug noch strategische Gebäude und Brücken niedergebrannt.
In dem von ihnen besetzten Gebiet Russisch-Polens richteten die Deutschen im August 1915 das bis November 1918 bestehende Generalgouvernement Warschau ein. Hans von Beseler wurde Generalgouverneur, Ernst Reinhold Gerhard von Glasenapp Polizeipräsident. Unter der deutschen Militärverwaltung wurde die Universität mit Polnisch als Unterrichtssprache wiedereröffnet. Am 1. und 2. Mai 1916 fand in Warschau ein hauptsächlich von Militärärzten besuchter außerordentlicher Kongress der Inneren Medizin statt. Im Herbst 1916 einigten sich das Deutsche Reich und Österreich-Ungarn auf die Schaffung eines provisorischen polnischen Königreiches mit Warschau als Hauptstadt und stellten der polnischen Bevölkerung ein unabhängiges Polen in Aussicht. Begünstigt wurde dies durch die Entwicklung in Russland (→ Oktoberrevolution); im Friedensvertrag von Brest-Litowsk verzichtete es auf seine Hoheitsrechte in Polen.

### Zweite Republik
Im 14-Punkte-Programm des US-amerikanischen Präsidenten Woodrow Wilson, das die Grundzüge einer Friedensordnung für Europa benannte, war auch die Wiedererrichtung eines unabhängigen Polens angeführt. Mit dem Waffenstillstand von Compiègne am 11. November 1918 endeten die Kampfhandlungen, die deutschen Truppen in Warschau wurden entwaffnet. Am gleichen Tag traf Józef Piłsudski in Warschau ein, wo er durch den Regentschaftsrat den Oberbefehl über die polnischen Truppen erhielt und die Unabhängigkeit Polens ausrief; dieses Datum gilt seitdem als Polnischer Unabhängigkeitstag.
Warschau war seit 1919 Hauptstadt der Zweiten Polnischen Republik. Im Polnisch-Sowjetischen Krieg war es im August 1920 von einer Einnahme durch die Rote Armee bedroht, doch unter Piłsudskis Oberbefehl gelang den Polen ein überwältigender Sieg, der als Wunder an der Weichsel in die Geschichte eingegangen ist.
In der Zwischenkriegszeit erlebte Warschau einen neuen Bauboom. An der Aleje Ujazdowskie (seitdem Regierungs- und Botschaftsviertel) wurden in den 1920er Jahren ein neues Sejm-Gebäude sowie verschiedene Ministerienpaläste und Botschaften errichtet. In derselben Zeit wurde auf dem Pole Mokotowskie der erste polnische Flughafen eingeweiht. Zudem blühte auch das kulturelle Leben auf, so wirkte hier u. a. der spätere Nobelpreisträger Czesław Miłosz. Die Warschauer Bohème dieser Zeit ist unter anderem in den Bildern von Józef Rapacki festgehalten worden. 1926 kam es bei dem Piłsudski-Maiputsch zu Straßenkämpfen in Warschau, die auf der Most Poniatowskiego anfingen. Nachdem jedoch ziemlich früh klar wurde, dass die amtierende Regierung unter Stanisław Wojciechowski weder in der Armee noch in der Stadtbevölkerung einen Rückhalt hatte, gab sie nach zwei Tagen auf.
Unter Stadtpräsident Stefan Starzyński (seit 1934 im Amt) erlebte Warschau eine kulturelle Blütezeit. Warschaus Flughafen Okęcie erhielt nationale und internationale dauerhafte Flugverbindungen. Das Straßenbahn- und Busnetz wurde ausgebaut, und neue Straßenzüge in den Außenbezirken entstanden. 1939 hatte Warschau bereits über 1.350.000 Einwohner.
Im September 1939 begann mit dem deutschen Überfall auf Polen der Zweite Weltkrieg. Im Verlauf des Konflikts wurde die Stadt Warschau Zentrum erbitterter Kämpfe. Die Reste der in der Schlacht an der Bzura geschlagenen polnischen Armee verschanzten sich im Stadtgebiet und verteidigten dieses zäh. Kurz darauf wurde Warschau von deutschen Truppen vollständig eingeschlossen, nachdem diese die Front am Narew durchbrochen hatten und nun auch im Osten vor Warschau standen. Während dieser schweren Kämpfe wurde das Stadtgebiet von Warschau, insbesondere die Außenbezirke, sowohl von deutscher Artillerie beschossen als auch aus der Luft bombardiert. Hierbei fanden weit mehr als zehntausend Zivilisten den Tod. Bei der deutschen Belagerung von Warschau verlor die Stadt rund 10 % ihrer Bebauung, das zerbombte Warschauer Königsschloss brannte aus. Am 28. September 1939 musste Warschau kapitulieren und wurde von deutschen Truppen besetzt. Der Stadtpräsident Stefan Starzyński wurde von der Gestapo verhaftet und 1943 im KZ Dachau ermordet.

### Deutsche Besatzungszeit im Zweiten Weltkrieg

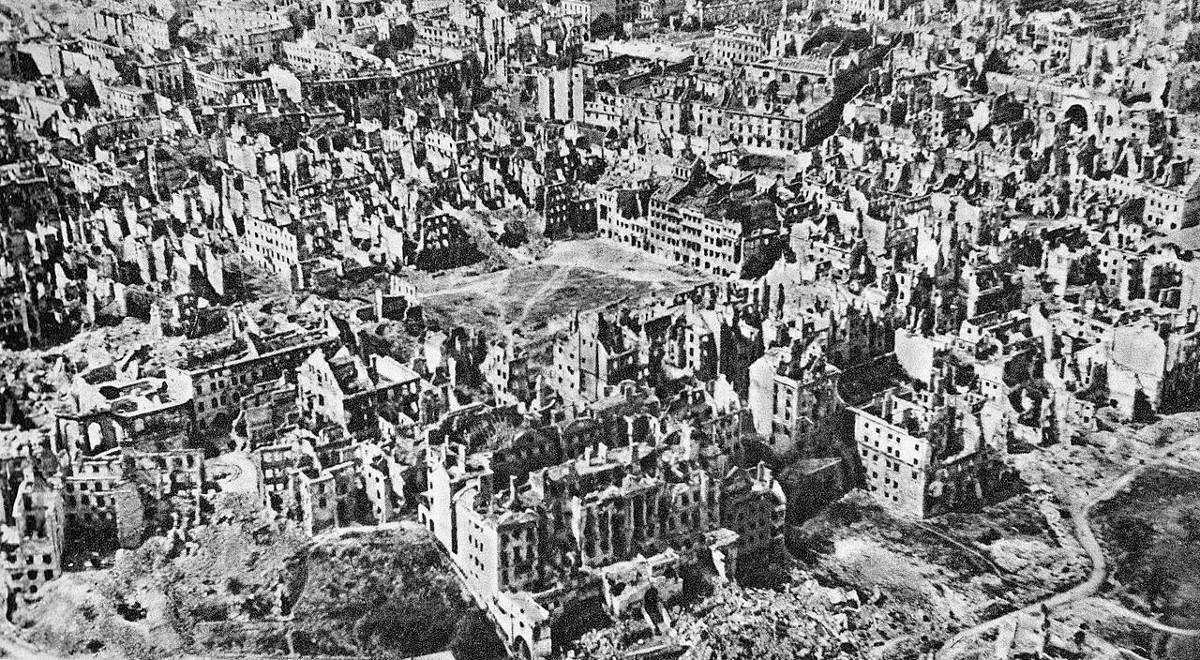
Das zerstörte Warschau im Januar 1945

#### Einmarsch
Vier Wochen nach Beginn des Überfalls auf Polen marschierten am 28. September 1939 Truppen der Wehrmacht in Warschau ein und eine über fünfjährige verheerende Besatzungszeit brach an. Der Terror der Besatzer traf von Anfang an auf einen entschiedenen Widerstand weiter Teile der Bevölkerung. Der organisierte Widerstand nahm verschiedene Formen an, von geheimen Bildungseinrichtungen sowie kleinen und großen Sabotagen bis zu Attentaten. Warschau war von Beginn der Besatzung an das Zentrum des Polnischen Untergrundstaates mit der Geheimverwaltung der Londoner Exilregierung und der Heimatarmee.

#### Sowjetische militärische Aktionen
An den beiden Tagen nach dem Überfall der Wehrmacht auf die Sowjetunion am 22. Juni 1941 versuchte die sowjetische Luftwaffe, die Weichselbrücken in der Stadt zu zerstören. Bei den Bombardierungen kamen sechs Soldaten der Wehrmacht sowie 42 polnische Zivilisten ums Leben.
Am 31. Juli 1944 erreichte im Zuge der Operation Bagration die Rote Armee den Warschauer Stadtteil Praga. In den folgenden Monaten bildete die Weichsel die Frontlinie, die östlichen Teile der Stadt standen unter Kontrolle der Roten Armee. Im Rahmen der Weichsel-Oder-Operation konnte erst über fünf Monate später am 17. Januar 1945 auch der westliche Teil Warschaus eingenommen werden.

#### Warschauer Ghetto
Nach der Besetzung Warschaus durch die deutsche Wehrmacht wurden ab November 1940 die Juden der Stadt und der Umgebung im Warschauer Ghetto (Stadtteil Muranow) eingesperrt. Es war das größte jüdische Ghetto im besetzten Europa. Mindestens 300.000 jüdische Bürger Warschaus wurden von dort deportiert und ermordet. 1941 wurde für Juden die Ghettopflicht eingeführt und das Verlassen des Ghettos sowie jegliche Hilfe für die jüdischen Warschauer unter Todesstrafe gesetzt. Gleichwohl konnten die Organisation Żegota sowie viele Privatleute hunderte Juden vor dem Tod retten.
Am 18. April 1943 kam es zum Aufstand im Warschauer Ghetto unter der Führung von Mordechaj Anielewicz und Marek Edelman als Reaktion auf die Liquidierung des Ghettos durch die Waffen-SS. Am 8. Mai 1943 nahmen sich die meisten jüdischen Anführer im Versteck in der Miła-Straße 18 das Leben. Einigen jüdischen Einheiten, unter anderem Marek Edelman, gelang die Flucht zum polnischen Untergrund. Nach dem Ghettoaufstand wurden von der SS am 16. Mai 1943 die Große Synagoge in Warschau zerstört, ein ganzes Stadtviertel niedergebrannt (der Stadtteil Muranow) dem Erdboden gleichgemacht und überlebende Juden im KZ Treblinka ermordet. Dieser Widerstand gegen die deutsche Besatzung wurde international wahrgenommen.

#### Warschauer Aufstand

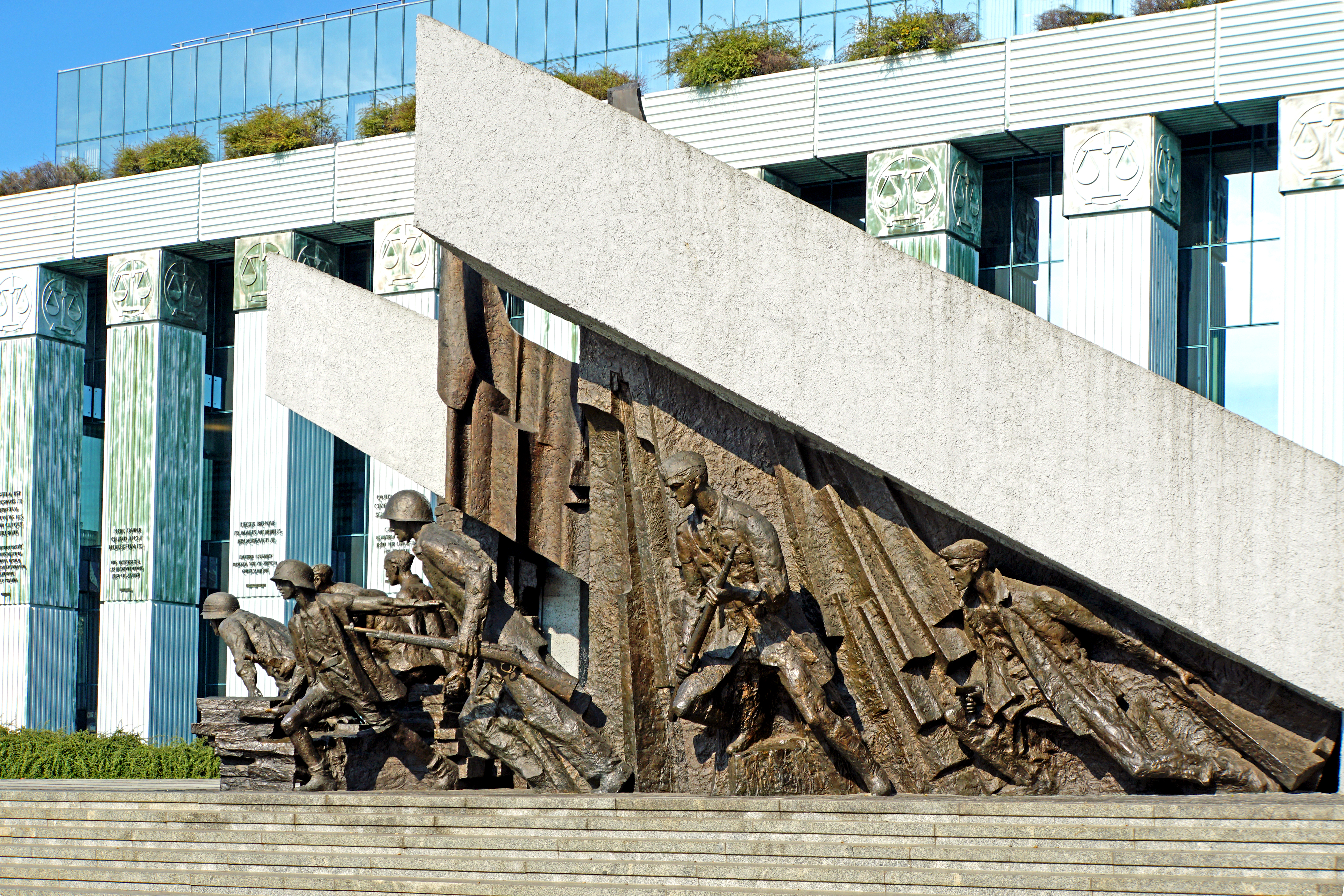
Denkmal des Warschauer Aufstandes

Der Warschauer Aufstand, getragen von der polnischen Heimatarmee, begann am 1. August 1944 unter der Führung von Tadeusz Bór-Komorowski. Er war die größte Erhebung gegen die Okkupanten im besetzten Europa während des Zweiten Weltkrieges. Fast die gesamte verbliebene Stadtbevölkerung beteiligte sich an den Kriegshandlungen, deren Ziel ein von Nazideutschland und der Sowjetunion unabhängiges Polen sein sollte. In den ersten Augusttagen wurden die polnischen Medien und eine Pfadfinderpost wiederhergestellt und die Erhebung hatte zunächst Erfolg, als sich die deutschen Truppen aus weiten Teilen der Innenstadt zurückziehen mussten. Aufgrund mangelnden Nachschubs jedweder Form kam der Aufstand schnell in eine kritische Situation. Die der Wehrmacht zu diesem Zeitpunkt weit überlegene Rote Armee war am rechten Weichselufer stehen geblieben und leistete dem Widerstand keine Unterstützung. Außerdem verweigerten die Sowjets den Westalliierten Flugplätze, von denen aus sie mehr Hilfsgüter und Waffen hätten einfliegen können. Die Heimatarmee musste am 2. Oktober 1944 kapitulieren. Im Warschauer Aufstand, der überwiegend durch Einheiten der Waffen-SS niedergeschlagen wurde, kamen fast 200.000 polnische Soldaten und Zivilisten ums Leben. Als Repressalie wurde die Mehrzahl der noch vorhandenen Gebäude auf dem linken Weichselufer von den deutschen Truppen planmäßig gesprengt und Warschau weitgehend zerstört. Die überlebende Bevölkerung wurde in Konzentrationslager oder zur Zwangsarbeit deportiert.

### Volksrepublik

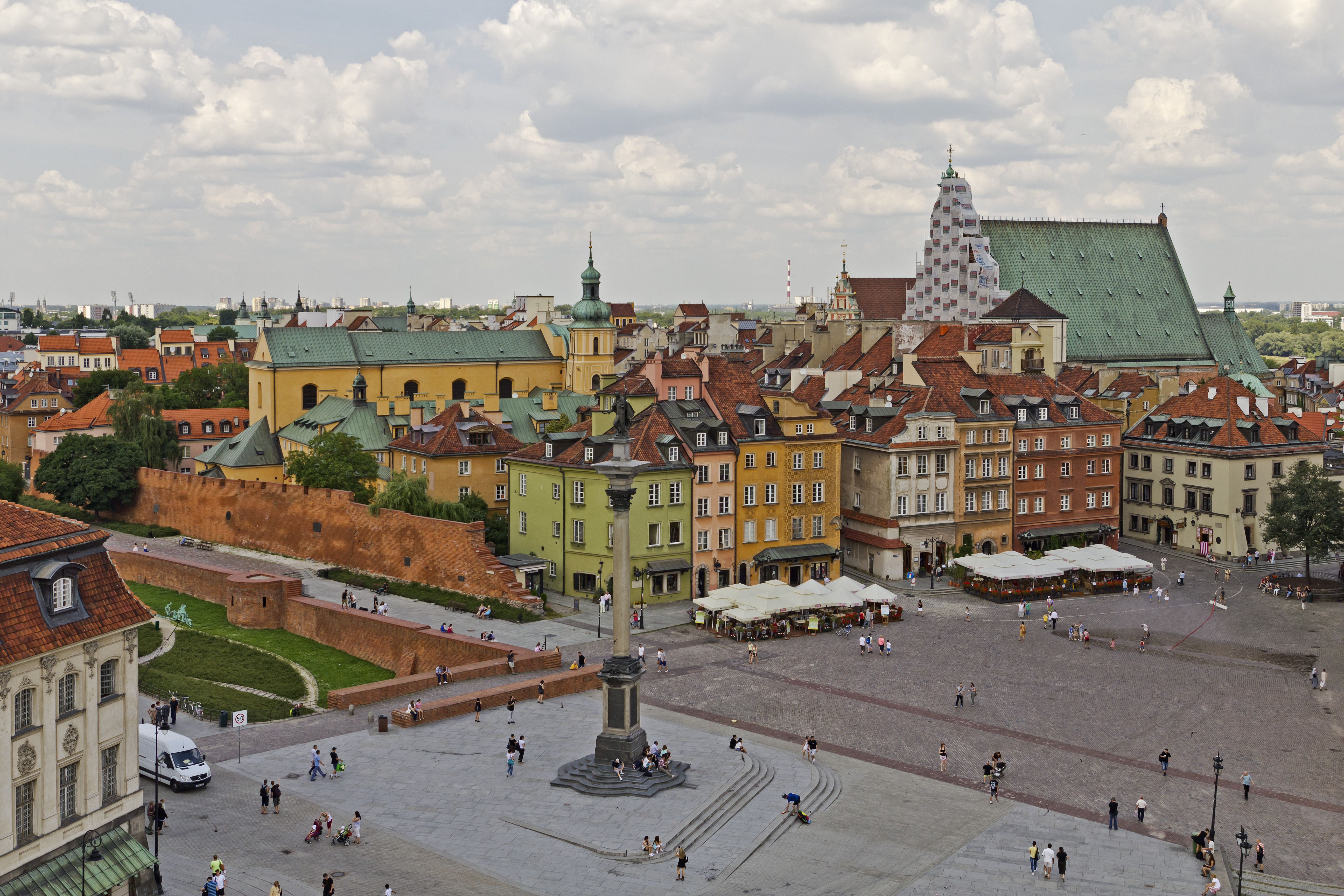
Wiedererrichtete Altstadt

Im Zuge der Weichsel-Oder-Offensive der Roten Armee fand in der Frontmitte im Raum beiderseits und südlich von Warschau am 13. Januar 1945 der Angriff der 1. Weißrussischen Front unter Marschall Schukow gegen die deutsche 9. Armee (General von Lüttwitz) statt. Dabei umfassten die sowjetische 47. Armee und die polnische 1. Armee die Stadt, die bis zum Abend des 17. Januar erobert werden konnte. Es war eine Ruinenstadt fast ohne Einwohner. Doch die aus Lagern befreite Bevölkerung kam schon bald zum großen Teil nach Warschau zurück.
Den Soldaten der Heimatarmee blieb jedoch eine Rückkehr verwehrt. Viele mussten emigrieren. Die Stadtverwaltung wurde von der sich bildenden kommunistischen Partei (Polska Partia Robotnicza) eingesetzt. Bald wurde der Beschluss gefasst, Warschau detailgetreu wieder aufzubauen. 1945 wurde ein Fonds für den Wiederaufbau Warschaus gegründet. Im Februar 1945 begann eine Kommission unter der Leitung von Roman Piotrowski erste Rekonstruktionsarbeiten. Die Altstadt, die Neustadt und die Krakauer Vorstadt wurden ab 1946 bis 1953 in einer historischen Rekonstruktion wieder aufgebaut (1980 als Weltkulturerbe der UNESCO ausgezeichnet). Die Aufbauarbeiten stellen bis heute weltweit die größte geplante Rekonstruktion einer Bebauung dar. Gleichzeitig wurde auch die Bebauung der Straßenzüge Miodowa, Długa und Senatorska sowie der Plätze Teatralny und Bankowy rekonstruiert. Die Arbeiten orientierten sich dabei zu einem großen Teil an Gemälden des italienischen Malers Bernardo Bellotto (Canaletto), der im 18. Jahrhundert viele Stadtpanoramen Warschaus geschaffen hatte.
Von 1947 bis 1949 wurde unter Teilen der Altstadt der Tunnel der „Ost-West-Arterie“ gebaut. Im Jahre 1971 entstand ein Komitee zum Wiederaufbau des Warschauer Königsschlosses unter der Leitung von Stanisław Lorentz. Dieser Wiederaufbau wurde in den 1970er und 1980er Jahren durchgeführt.
Mehrere Stadtteile entstanden im realsozialistischen Stil. Von 1952 bis 1955 wurde der Warschauer Kulturpalast errichtet, das damals zweithöchste Gebäude Europas. Daneben wurden die Stadtviertel Marienstadt und Marszałkowska Dzielnica Mieszkaniowa (MDM) im realsozialistischen Stil (wieder) errichtet. Die Blütezeit dieser Stilrichtung in Polen datiert auf die Jahre von 1949 bis 1955 und verschmolz in ihrer Warschauer Abwandlung mit der polnischen Architektur der 1930er Jahre, die wiederum stark von dem Warschauer Klassizismus beeinflusst war. Lange Zeit verschmäht, wird die Architektur des Sozrealismus in jüngster Zeit allmählich wiederentdeckt. Stadtansichten dieses Stils malte unter anderem Helena Krajewska.
Im Mai 1955 wurde in Warschau unter dem Diktat der Sowjetunion das Militärbündnis Warschauer Pakt gegründet. Im selben Jahr fand hier das Weltjugendfestival statt. Als Reaktion auf den Polnischen Oktober 1956 wurde Władysław Gomułka zum Ersten Parteisekretär ernannt; die Zeit des Stalinismus ging zu Ende (siehe auch hier). Gomułka hielt im selben Jahr am Defiladenplatz eine Rede vor über einer Million Menschen, die den ersehnten Umbruch einläuten sollte. Im März 1968 kam es zu einer Studentenrevolte, die von dem Verbot der Aufführung des Theaterstücks Totenfeier von Adam Mickiewicz in Warschau ausgelöst wurde. Dies war der Beginn des Endes der Ära Gomułka, der im Dezember 1970 nach einem Arbeiteraufstand von Edward Gierek abgelöst wurde.
Neben dem Aufruf der polnischen Bischöfe an ihre deutschen Amtsbrüder zur Versöhnung 1965 war Willy Brandts Kniefall von Warschau am 7. Dezember 1970 vor dem Mahnmal für den Ghettoaufstand 1943 einer der wichtigsten Eckpfeiler für die deutsch-polnische Aussöhnung. 1976 wurde in Warschau das KOR (Komitee zur Verteidigung der Arbeiter) gegründet, aus dem später die Gewerkschaft Solidarność hervorgehen sollte, die am 10. November 1980 beim Woiwodschaftsgericht in Warschau registriert wurde. Entscheidende Bedeutung für den Untergang des Kommunismus hatte der Papstbesuch Johannes Paul II. am 2. Juni 1979 in Warschau, der mitursächlich für die Gründung der ersten unabhängigen Gewerkschaft im Ostblock war, sowie seine Messe vor über einer Million Warschauern auf dem Defiladenplatz im Jahr 1987. Mit der Ausrufung des Kriegsrechts durch General Jaruzelski am 13. Dezember 1981 wurde Warschau von motorisierten Spezialeinheiten (ZOMO) mit Panzern und schwerem Kriegsgerät besetzt.
Nach der Solidarność-Bewegung in den 1980er Jahren kam es Februar bis April 1989 zu den Gesprächen am Runden Tisch in Warschau; als ein Ergebnis daraus wurden die ersten (fast) freien Wahlen in einem Warschauer-Pakt-Staat eingeleitet (4. und 18. Juni 1989 Parlamentswahlen; Präsidentschaftswahl 19. Juli 1989).

### Dritte Republik

#### Warschau ab 1989
Mit dem Gesetz über den Warschauer Verwaltungsaufbau vom 18. Mai 1990 wurde die Warschauer Selbstverwaltung wiedereingeführt und am 27. Mai 1990 wurde nach über 50 Jahren wieder ein Stadtparlament gewählt. Zum Präsidenten von Warschau wurde Stanisław Wyganowski gewählt, der bereits seit Januar 1990 diese Funktion vorläufig innehatte. Am 7. April 1991 wurde nach einem halben Jahrhundert die Warschauer Wertpapierbörse als zweite Kapitalmarktinstitution dieser Art in einem ehemaligen Ostblockstaat wiedereröffnet, die sich in den folgenden Jahren zu der führenden Börse in Ostmitteleuropa entwickelte. Sie bekam – was durchaus auch Symbolcharakter hatte – ihren Sitz in dem Gebäude der ehemaligen Polnischen Vereinigten Arbeiterpartei und zog später in ein neuerrichtetes Gebäude an der Aleje Ujazdowskie. 1994 wurden elf Stadtteile aus dem Stadtgebiet gebildet und 1995 wurde das erste Teilstück der U-Bahn in Betrieb genommen. Im Jahr 2002 wurde das Gesetz über den Warschauer Verwaltungsaufbau modernisiert, sodass Warschau wieder eine einheitliche Gemeinde der Woiwodschaft Masowien mit 18 Untereinheiten wurde. In den 1990er Jahren entstanden viele moderne Wolkenkratzer und Bürogebäude im Zentrum und Stadtteil Wola und Warschau wurde zum führenden Finanzzentrum in Ostmitteleuropa. Die umstrittene Reprivatisierung von Immobilien führte in den 2010er Jahren zur Warschauer Reprivatisierungsaffäre.

#### Gegenwart
Der in der Volksrepublik begonnene Wiederaufbau Warschaus dauert auch heute noch an. In den nächsten Jahrzehnten sollen die Königsgärten rekonstruiert werden und der Brühlsche und Sächsische Palast wiedererrichtet werden. Gleichwohl werden die allermeisten Gebäude des alten Warschaus nicht mehr neu entstehen können. Die heutigen Straßenzüge verlaufen weitgehend anders als vor 1939. Die reiche Sezessionsarchitektur der Marszałkowska-Straße und der Jerusalemer Alleen ist unwiederbringlich verloren.
Wie andere Zentren Mitteleuropas auch, profitiert Warschau von der Revolution und Reform 1989. Die Stadt beansprucht den Titel größte Baustelle Europas, denn in der Innenstadt sind in den letzten Jahren viele Läden, Einkaufszentren, Bürohochhäuser und Freizeitmöglichkeiten geschaffen worden. Warschau hat sein Blockbauten-Image abgelegt und ist nun neben Frankfurt, London, Rotterdam und Paris die „höchste“ Stadt Europas.
Warschau ist der größte Investitionsschwerpunkt in Polen. In der Stadt entstehen neue Bürohochhäuser, wie beispielsweise der 1999 fertiggestellte 208 Meter hohe Warsaw Trade Tower oder der 2016 eröffnete Warsaw Spire mit einer Höhe von 220 Metern. Beide bestimmen neben dem 237 Meter hohen Kulturpalast (erbaut 1955) die Skyline der Stadt. 2022 wurde der Bau des 500 Millionen EUR teuren und 310 Meter hohen Varso Towers abgeschlossen, der dank seiner Antenne das höchste Gebäude der Europäischen Union ist. Neben Neubauten kommt es auch zu Revitalisierungen ehemaliger industrieller Gebiete. Brachliegende Fabrikgelände, deren verfallende Bebauung teilweise unter Denkmalschutz steht, werden zu neuer multifunktionaler Nutzung entwickelt. Soho Factory und Centrum Praskie Koneser sind gelungene Beispiele solcher Transformation; beide im Stadtteil Praga gelegen, in dem es noch viele solcher Fabrikbrachen gibt.
Warschau ist Sitz verschiedener Hochschulen, darunter der Warschauer Universität und der Kardinal-Stefan-Wyszyński-Universität. Zudem ist Warschau seit 2005 Sitz der Europäischen Agentur für die operative Zusammenarbeit an den Außengrenzen (FRONTEX).
Infolge des Krieges in der Ukraine meldeten sich in Warschau im Jahr 2022 mindestens 150.000 geflüchtete Ukrainer wohnhaft.

## Politik

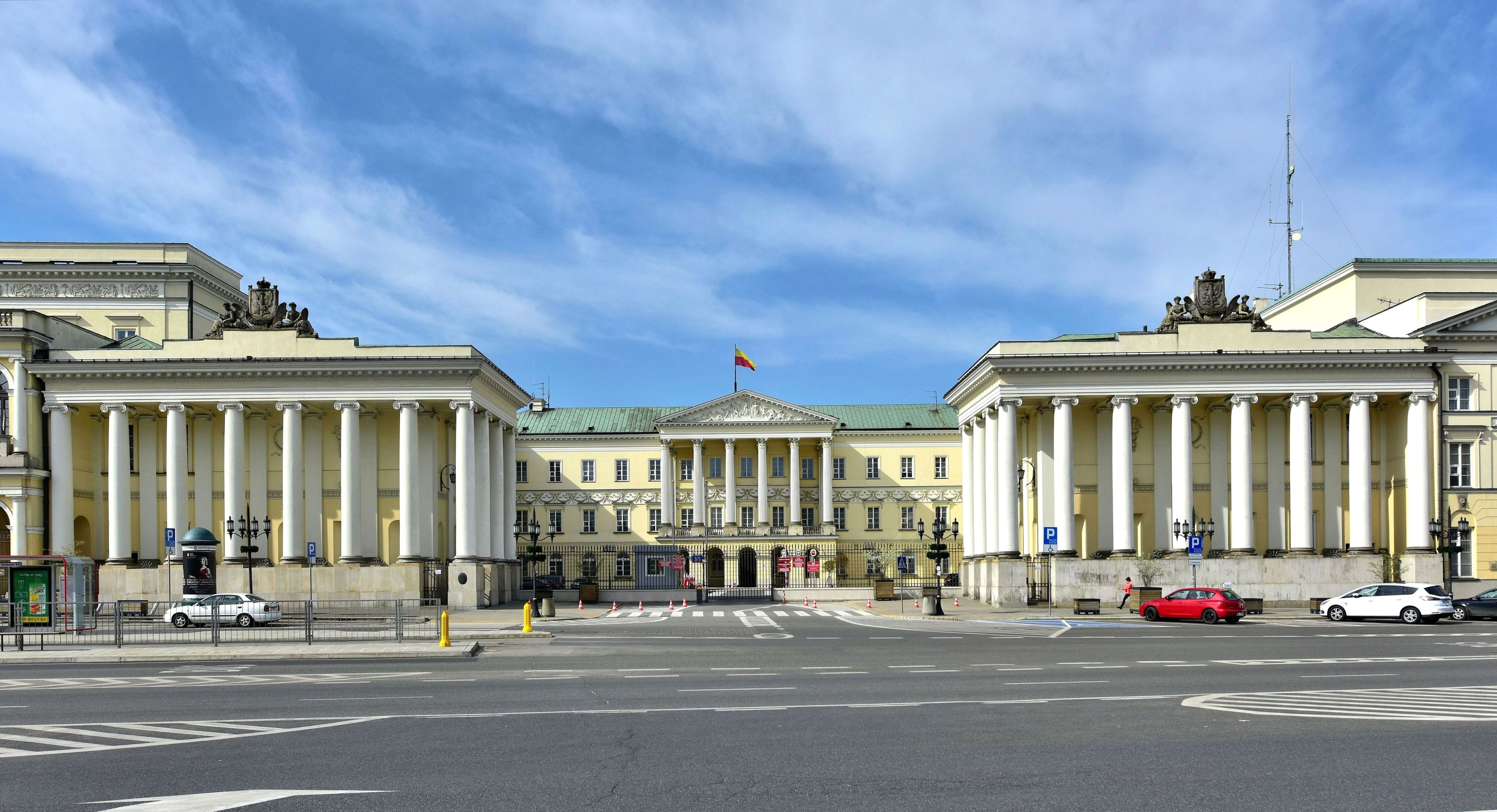
Palast der Regierungskommission für Einkünfte und Finanzen. Heute ist hier der Sitz des Warschauer Oberbürgermeisters untergebracht.

### Gesetzliche Grundlage
Den politischen Aufbau der Stadtverwaltung regelt das Gesetz über die Verwaltungsstruktur der Hauptstadt Warschau vom 15. März 2002. Das ist der dritte Gesetzestext dieser Art nach den Beschlüssen von 1990 und 1994. Das Gesetz von 2002 hat unter anderem folgendes festgelegt:
- Warschau ist eine Gemeinde (polnisch Gmina) mit dem rechtlichen Status einer Stadt mit Rechten eines (Land)-Kreises (miasto na prawach powiatu)[31]
- Stadtwappen
- Anzahl der Ratsmitglieder der Stadt Warschau
- Warschau ist verpflichtet, delegierte staatliche Aufgaben, zu deren Delegation per Gesetz oder freiwilliger Vereinbarung die nationale Regierung bzw. Verwaltung ermächtigt ist, auszuführen, sofern die dafür notwendigen finanziellen Mittel zur Verfügung gestellt wurden
- Gliederung der Stadt Warschau in Bezirke als helfende Organe, deren Schaffung gesetzlich vorgeschrieben ist
- Fläche der Stadt für den Tag des Inkrafttretens des Gesetzes

### Präsident der Stadt
Der Stadtpräsident oder die Stadtpräsidentin ist das Exekutivorgan der polnischen Hauptstadt. Ihm oder ihr unterstehen die Beschäftigten der Stadtverwaltung, der Leiter der städtischen Organisationseinheiten wie auch anderer Diensteinheiten wie zum Beispiel die im Jahr 1836 gegründete Warschauer Feuerwehr. Der Präsident oder die Präsidentin wird in allgemeiner, geheimer, gleicher und unmittelbarer Wahl von den Bewohnern der Stadt gewählt. Zur gleichen Zeit finden die Kommunalwahlen statt. Vor der Reform von 2002 hat der Stadtrat den Präsidenten oder die Präsidentin gewählt.

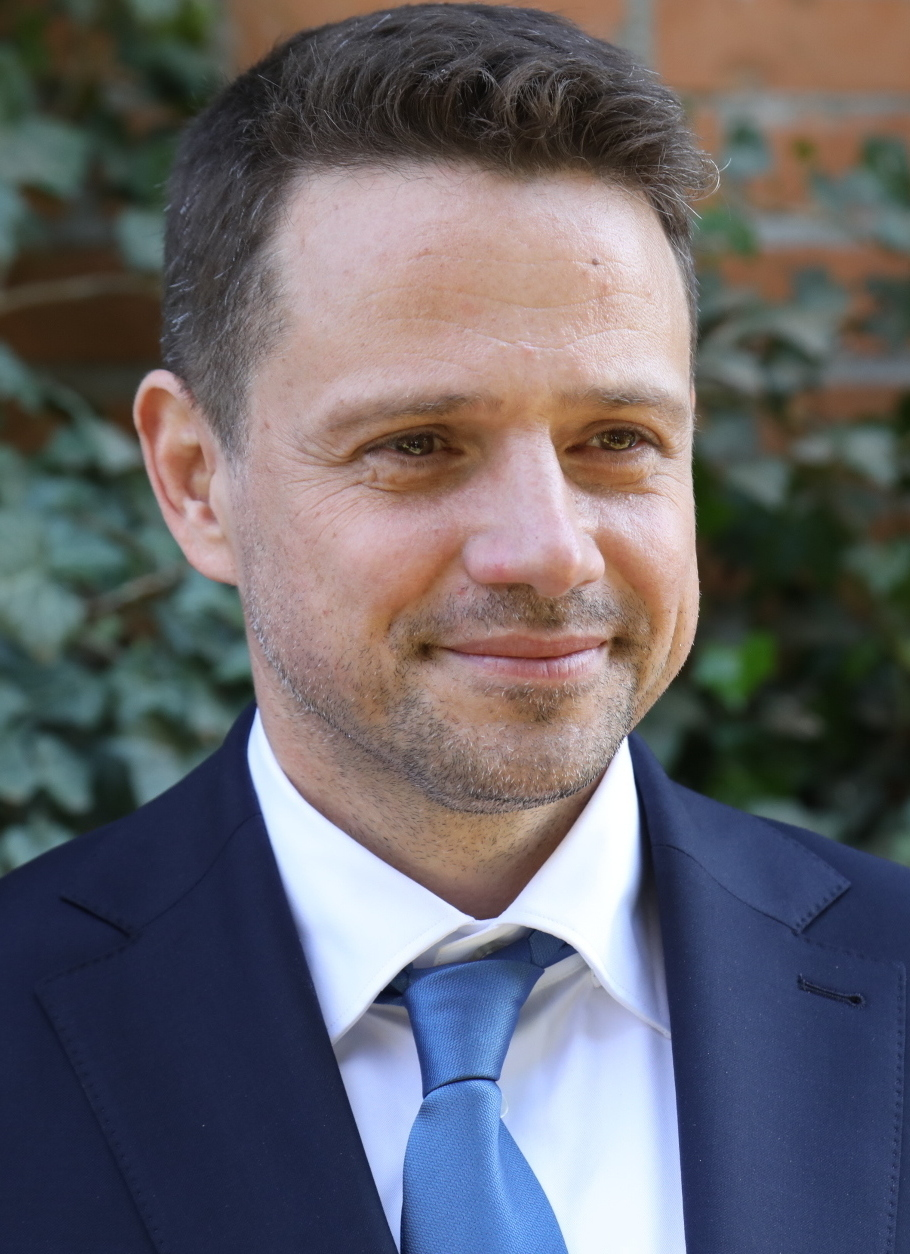
Rafał Trzaskowski

Der Präsident/die Präsidentin beruft die wichtigsten Amtsträger der Stadt, darunter seine eigenen Stellvertreter, die für bestimmte Sachbereiche zuständig sind und mit dem Präsidenten/der Präsidentin das Stadtmagistrat bilden (zarząd miasta). Zusätzlich wirkt er/sie bei der Berufung der Bezirksbürgermeister mit.
Ergebnis der Stadtpräsidentenwahl 2024:
- Rafał Trzaskowski (Koalicja Obywatelska) 57,4 % der Stimmen
- Tobiasz Bocheński (Prawo i Sprawiedliwość) 23,1 % der Stimmen
- Magdalena Agnieska Biejat (Lewica) 12,8 % der Stimmen
- Przemysław Wipler (Nowa Nadzieja) 4,5 % der Stimmen
- Übrige 2,2 % der Stimmen

Damit wurde Rafał Trzaskowski bereits im ersten Wahlgang mit absoluter Mehrheit wiedergewählt.
Ergebnis der Stadtpräsidentenwahl 2018:
- Rafał Trzaskowski (Koalicja Obywatelska) 56,7 % der Stimmen
- Patryk Jaki (Prawo i Sprawiedliwość) 28,5 % der Stimmen
- Jan Śpiewak (Wahlkomitee Jan Śpiewak) 3,0 % der Stimmen
- Marek Jakubiak (Kukiz’15) 3,0 % der Stimmen
- Justyna Glusman (Wahlkomitee Unsere Stadt) 2,3 % der Stimmen
- Übrige 6,5 % der Stimmen

Damit wurde der als liberal geltende Rafał Trzaskowski bereits im ersten Wahlgang mit absoluter Mehrheit zum Nachfolger von Hanna Gronkiewicz-Waltz gewählt, die 2018 infolge der Warschauer Reprivatisierungsaffäre nicht mehr zur Wahl aufgestellt worden war.

### Stadtrat
Der Stadtrat besteht aus 60 Abgeordneten und wird alle vier Jahre gewählt. Seine Hauptaufgabe besteht zum einen darin, die Hauptsatzung der Stadt zu verabschieden und zum anderen, den Haushaltsplan zu beschließen und dessen Einhaltung zu kontrollieren.
Hauptsatzung der Stadt Warschau:
Der Stadtrat ist vor der Verabschiedung der Hauptsatzung der Stadt Warschau verpflichtet, die Meinungen der einzelnen Bezirksräte einzuholen. Sollte sich ein Bezirksrat innerhalb von 14 Tagen nicht äußern, gilt die Einholung der Meinung als erfolgt.
Zusätzlich muss der Satzungsentwurf mit dem Premierminister/der Premierministerin abgesprochen werden, was spätestens 30 Tage nach Einbringung der Sache passieren muss. Sollte der Premierminister/die Premierministerin nach 30 Tagen keine Handlung vorgenommen haben, gilt die Besprechung als erfolgt.
Die Stadtratswahl 2024 führte zu folgendem Ergebnis:
- Koalicja Obywatelska (KO): 47,0 % der Stimmen, 37 Sitze
- Prawo i Sprawiedliwość (PiS): 22,2 % der Stimmen, 15 Sitze
- Lewica: 13,3 % der Stimmen, 8 Sitze
- Trzecia Droga (TD): 7,9 % der Stimmen, kein Sitz
- Wahlkomitee für unabhängige lokale Verwaltungen: 5,4 % der Stimmen, kein Sitz
- Überparteiliches Wahlkomitee: 2,8 % der Stimmen, kein Sitz
- Übrige: 1,4 % der Stimmen, kein Sitz

- Lewica: 8
- KO: 37
- PiS: 15

Die Stadtratswahl 2018 führte zu folgendem Ergebnis:
- Koalicja Obywatelska (KO): 44,0 % der Stimmen, 40 Sitze
- Prawo i Sprawiedliwość (PiS): 25,5 % der Stimmen, 19 Sitze
- Sojusz Lewicy Demokratycznej (SLD) / Lewica Razem (Razem): 5,7 % der Stimmen, 1 Sitz
- Wahlkomitee Unsere Stadt: 5,7 % der Stimmen, kein Sitz
- Wahlkomitee für unabhängige lokale Verwaltungen: 4,9 % der Stimmen, kein Sitz
- Kukiz’15: 4,1 % der Stimmen, kein Sitz
- Wahlkomitee Jan Śpiewak: 3,9 % der Stimmen, kein Sitz
- Übrige: 6,2 % der Stimmen, kein Sitz

- SLD: 1
- KO: 40
- PiS: 19

### Städtepartnerschaften
- Astana, Kasachstan (2002)
- Athen, Griechenland
- Berlin, Deutschland (1991)
- Budapest, Ungarn (2005)
- Chicago, Vereinigte Staaten (1995)
- Den Haag, Niederlande (1991)
- Düsseldorf, Deutschland (1989)
- Hamamatsu, Japan (1990)
- Hanoi, Vietnam (2000)
- Harbin, Volksrepublik China (1993)
- Region Île-de-France, Frankreich (1990)
- Istanbul, Türkei (1991)
- Kiew, Ukraine (1994)
- Madrid, Spanien
- Riga, Lettland (2002)
- Rio de Janeiro, Brasilien (1997)
- Saint-Étienne, Frankreich (1995)
- Seoul, Südkorea (1996)
- Taipeh, Republik China (Taiwan) (1995)
- Tel Aviv, Israel (1992)
- Toronto, Kanada (1990)
- Vilnius, Litauen (1998)
- Wien, Österreich (2001)

### Das Stadtwappen
Das aktuell gültige Wappen wurde im Rahmen eines Wettbewerbs im Jahre 1938 beschlossen. Der Autor schöpfte aus einer historischen Darstellung des Jahres 1390.
Blasonierung: Auf rotem Grund ist die Figur einer Frau mit einem Fischschwanz und erhobenem Schwert in der rechten Hand und einem runden Schild in der linken Hand zu sehen. Über dem Wappen befindet sich eine goldene Königskrone. Die Haare der Seejungfer, das Schild, das Schwert und die Krone sind goldfarben.

## Kultur

### Veranstaltungen
Vom 24. bis 30. Juli 1989 wurden in Warschau die IX. Internationalen Feuerwehrwettkämpfe des Weltfeuerwehrverbandes CTIF (Feuerwehrolympiade) veranstaltet. Zum Programm gehörten Traditionelle Internationale Feuerwehrwettbewerbe, Internationale Feuerwehrsportwettkämpfe und Internationale Jugendfeuerwehrwettbewerbe.

### Darstellende Kunst

#### Theater

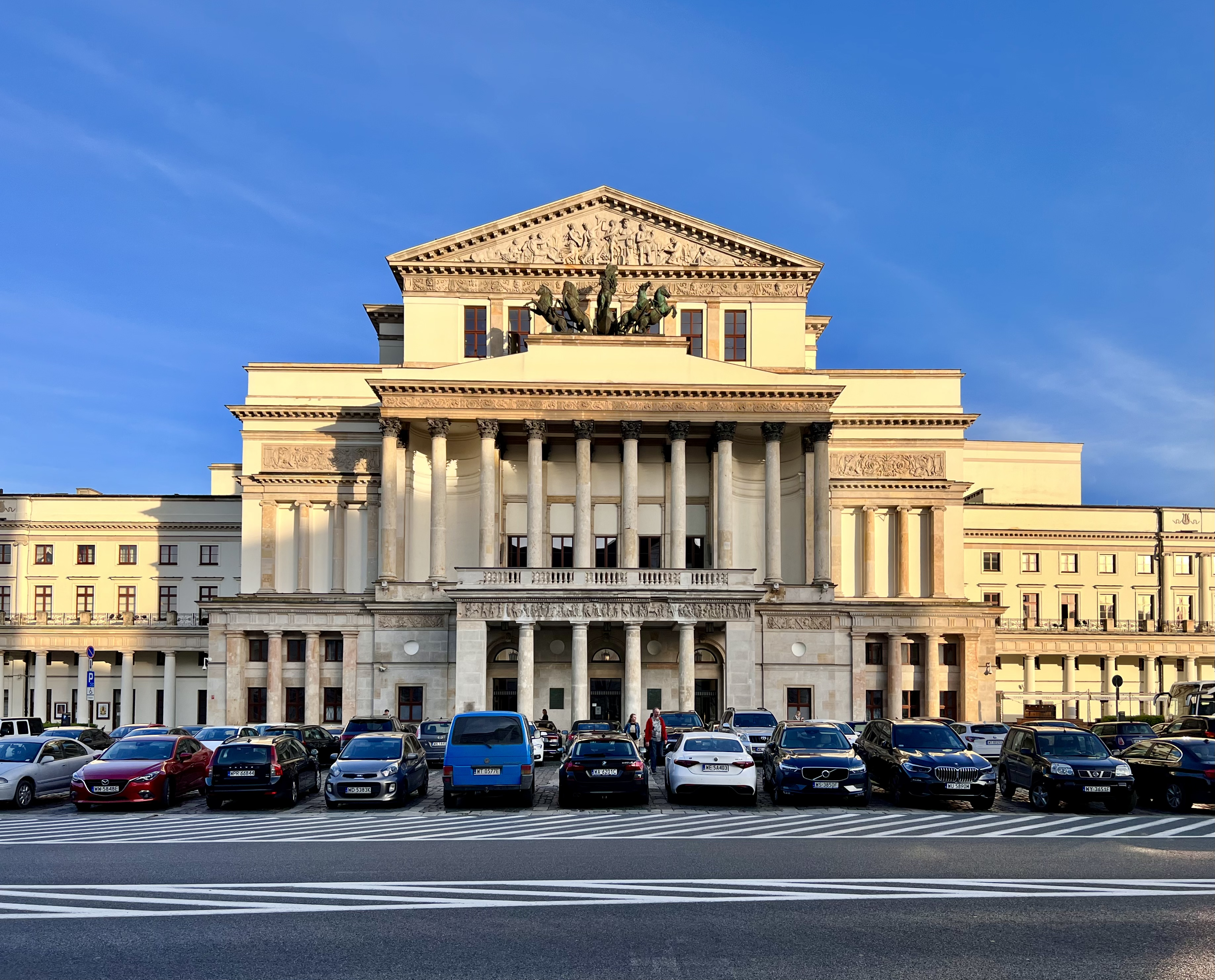
Teatr Wielki (Staatsoper und Nationaltheater)

In Warschau gibt es etwa 30 das ganze Jahr hindurch arbeitende Theater. Die beiden wichtigsten sind das 1765 gegründete Nationaltheater (Teatr Narodowy) sowie die Staatsoper Opera Narodowa im Teatr Wielki (dt. Großes Theater) von 1833, die die lange Warschauer Theatertradition verkörpern. Darüber hinaus sind die wichtigsten Schauspielhäuser: Teatr Studio, Teatr Polski, Teatr Rozmaitości und Teatr Ateneum. Populäre Musicals wie Phantom of the Opera werden im Teatr Roma gespielt.
Berühmte Warschauer Theaterregisseure: Jerzy Grzegorzewski, Grzegorz Jarzyna, Adam Hanuszkiewicz.
Berühmte Warschauer Theaterschauspieler: Gustaw Holoubek, Daniel Olbrychski, Zbigniew Zapasiewicz, Krystyna Janda, Andrzej Seweryn.

#### Musik
Seit 1927 wird in der Warschauer Nationalphilharmonie der Internationale Chopin-Wettbewerb veranstaltet.

### Bildende Kunst

#### Galerien
Die wichtigsten Galerien mit wechselnden und dauerhaften Ausstellungen sind die Galeria Zachęta, das Zentrum für Zeitgenössische Kunst (Centrum Sztuki Współczesnej) im Schloss Ujazdowski, Galerie Foksal, Galerie XXI, Galerie Test, Galerie Zapiecek und die Galerie Kordegarda.

### Museen
In Warschau gibt es zahlreiche staatliche wie auch private Museen. Die meisten wurden während des Zweiten Weltkriegs zerstört und in der Nachkriegszeit wiederaufgebaut, wobei große Teile der Museumsbestände dem Krieg zum Opfer fielen und bis heute verschollen sind. Nachfolgend eine kleine Liste ausgewählter Museen.
|                                  | Name                                   | Adresse                                              | Kurzbeschreibung |
| -------------------------------- | -------------------------------------- | ---------------------------------------------------- | --- |
|                                  | Katyn-Museum                           | ulica Jeziorańskiego 3, Warschauer Zitadelle (Karte) | Darstellung der Vorgeschichte, Ausführung und des anschließenden politischen Kampfes um die Katyn-Morde von 1940. Das Museum wurde im September 2015 eröffnet. |
| nationalmuseum-warschau          | Nationalmuseum                         | Aleje Jerozolimskie 3, 00-495 Warszawa (Karte)       | Das ist das größte Warschauer Museum mit seinen Filialen im Warschauer Königsschloss, im Łazienki-Palast, im Królikarnia-Palast und im Wilanów-Palast. Seine Anfänge reichen zwar bis 1862 zurück, doch wurden erst 1932 die ersten Ausstellungen dekorativer Kunst eröffnet. Am 18. Juni 1938 wurde der Gesamtbau offiziell eingeweiht. Im 21. Jahrhundert besitzt das Museum rund 780.000 Exponate über das Altertum, die polnische und ausländische Malerei, die Bildhauerei sowie das Kunsthandwerk. Hervorzuheben sind insbesondere die sakrale Kunst (zahlreiche gotische Altäre aus ganz Polen) und die Sammlung der Gemälde von Stanisław Wyspiański, Józef Mehoffer und Jacek Malczewski. Die europäische Kunst wird durch Werke aus den Niederlanden, Flandern, Italien, Frankreich und Deutschland vertreten. Dabei seien unter anderem Sandro Botticelli, Francesco Solimena, Rembrandt van Rijn, Willem Claeszoon Heda, Élisabeth Vigée-Lebrun, Claude Joseph Vernet, Joachim von Sandrart, Hans Dürer, Angelika Kauffmann, Gebrüder Fabritius, Jean-Baptiste Greuze erwähnt. Das Highlight der Sammlung der italienischen Meister ist die Madonna von Botticelli. Das berühmte Gemälde Schlacht bei Grunwald von Jan Matejko befindet sich auch in der Sammlung der polnischen Kunst des 19. Jahrhunderts. Außerdem verfügt das Museum über eine große Münzsammlung sowie eine archäologische Abteilung, in der zahlreiche Fundstücke polnischer Archäologen aus Griechenland, Ägypten und Rom ausgestellt sind. Der interessanteste Teil der Ausstellung ist die weltweit einzigartige Sammlung frühchristlicher Wandmalereien aus Faras (Sudan). |
| warschau-königsschloss           | Warschauer Königsschloss               | Plac Zamkowy 4 (Karte)                               | Das Königsschloss beherbergt eine große Sammlung von Stadtansichten von Bernardo Bellotto und historischen Gemälden von Jan Matejko. Im baulich dazugehörigen Palast unter dem Blechdach wird die europaweit größte Ausstellung orientalischer Teppiche aus dem 17. Jahrhundert gezeigt. |
| lazienki-park-warschau           | Łazienki-Komplex                       | Karte                                                | Im Łazienki-Komplex in der Alten Orangerie befindet sich die größte Sammlung polnischer Bildhauerkunst aus fünf Jahrhunderten. |
| plakatmuseum-warschau            | Plakatmuseum in Wilanów                | ulica Stanisława Kostki Potockiego 10/16 (Karte)     | Das Plakatmuseum befindet sich im Wilanów-Komplex und ist das weltweit älteste Museum dieser Art. Zu bestaunen sind Werke von Alfons Mucha, Andy Warhol oder Pablo Picasso. Seit 1986 wird zudem die Internationale Plakat-Biennale organisiert. |
| museum-der-evolution             | Historisches Museum der Stadt Warschau | Rynek Starego Miasta 28–42 (Karte)                   | In mehreren miteinander verbundenen Gebäuden am Altstadtmarkt wird die Geschichte der Stadt und ihrer Bewohner. Besonders beachtenswert ist die Sammlung des Kunsthandwerks. 2014 erhielt das Museum den heutigen Namen. Nach einer mehrjährigen Umgestaltung wurde es 2017 wiedereröffnet. |
| museum-der-evolution             | Museum der Evolution                   | Plac Defilad 1 (Karte)                               | Das Museum der Evolution zeigt eine Sammlung von Dinosaurierskeletten, die von polnischen Paläontologen in der Wüste Gobi gefunden wurden. |
| museum-der-erde                  | Museum der Erde                        | Aleja Na Skrapie 20/26, 00-488 (Karte)               | Das Museum der Erde verfügt über eine der größten Bernsteinsammlungen der Welt. |
| museum-der-polnischen-armee      | Museum der Polnischen Armee            | Aleje Jerozolimskie 3, 00-495 Warszawa (Karte)       | Das Museum der Polnischen Armee wurde 1920 von Józef Piłsudski gegründet. Es beherbergt eine der größten Militariasammlungen Polens mit Exponaten aus über tausend Jahren polnischer Militärgeschichte. Außenstellen des Museums sind das Militärtechnik-Museum sowie ein Informationszentrum über die Ermordung von zehntausenden polnischen Offizieren, Lehrern und Kulturträgern durch den sowjetischen NKWD im Jahr 1940 in den Wäldern u. a. um Katyn. |
| museum-des-warschauer-aufstandes | Museum des Warschauer Aufstandes       | Grzybowska 79-00-001 Warszawa (Karte)                | Aus Anlass des 60. Jahrestages des Warschauer Aufstandes wurde am 31. Juli 2004 das Museum des Warschauer Aufstandes (Muzeum Powstania Warszawskiego) eröffnet. |
|                                  | Museum der Polnischen Geschichte       | Plac Gwardii Pieszej Koronnej                        | Das Museum soll die wichtigsten Ereignisse der Geschichte Polens zeigen, mit dem Schwerpunkt der polnischen Tradition des Freiheitsgedanken. |

### Sport

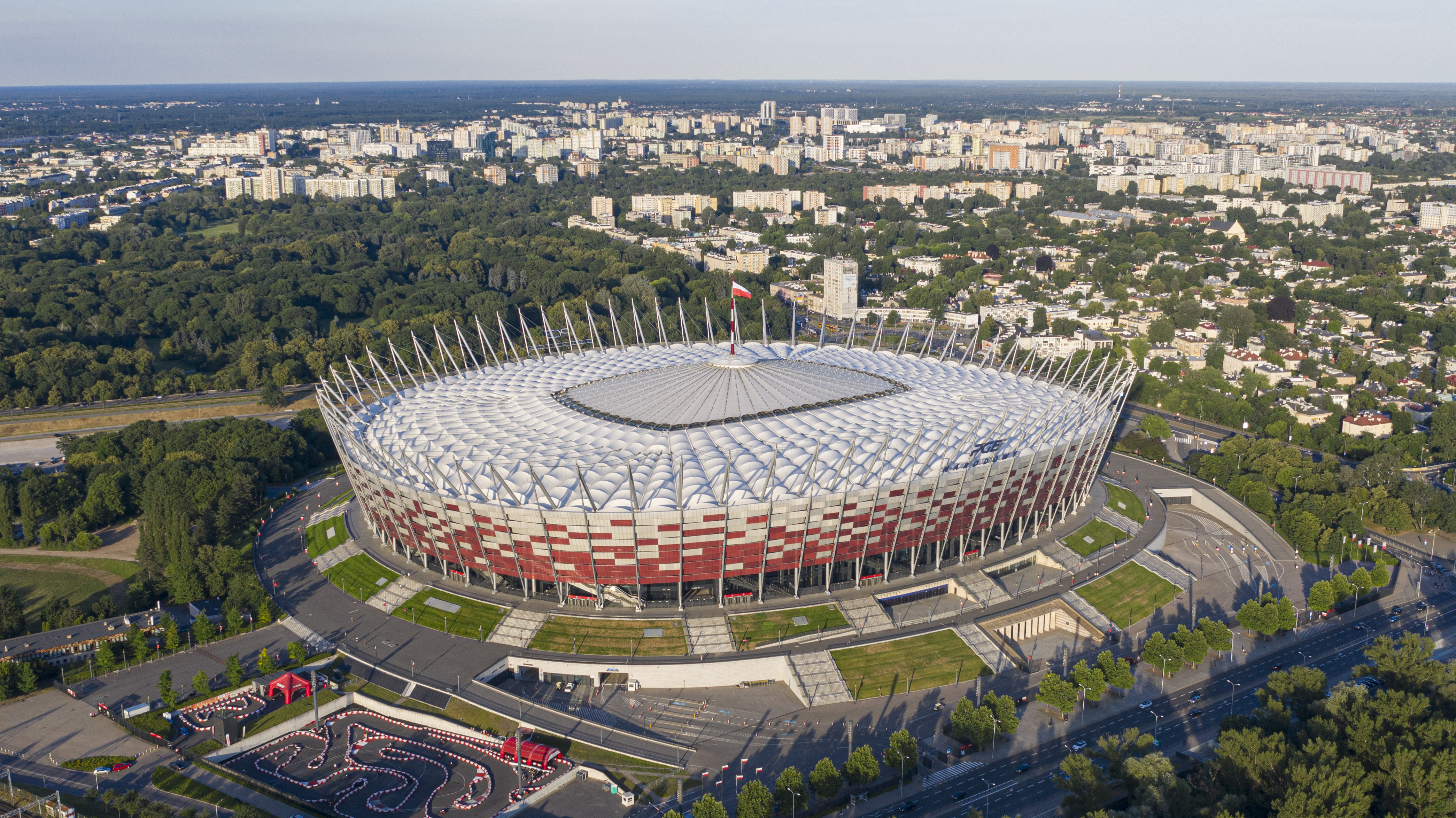
Das Nationalstadion im Juni 2019

Die erfolgreichsten Fußballvereine der Stadt sind Legia und Polonia, die jeweils mehrmals die polnische Meisterschaft gewinnen konnten. Der frühere Armeeklub Legia trägt seine Spiele im Stadion Wojska Polskiego aus, das 30.967 Zuschauern Platz bietet. Polonia spielt, wie auch der American-Football-Klub Warsaw Eagles, im deutlich kleineren Polonia-Warschau-Stadion mit Platz für 7.150 Zuschauer.
Die größte Arena der Stadt ist das Nationalstadion, das anlässlich der Fußball-Europameisterschaft 2012 gebaut wurde und 58.580 Plätze hat. Es ist die Heimstätte der polnischen Herren-Fußballnationalmannschaft und ersetzte das Stadion Dziesięciolecia. Seit 2015 findet hier auch jährlich ein Grand Prix zur Speedway-Einzel-Weltmeisterschaft statt.
Seit 1979 findet jährlich im Zentrum der Stadt der Warschau-Marathon statt.
Eine lange Tradition haben in Warschau der Rudersport, dessen ältester Verein seit 1878 aktiv ist, sowie der Radsport, in dem seit 1886 Radrennen auf Straße und Bahn organisiert werden. Auch ist Warschau immer wieder Ziel der finalen Etappe der Tour de Pologne. Ebenfalls eine große Tradition hat der Pferderennsport in Warschau. In den Jahren 1841 bis 1939 bestand die Pferderennbahn Pole Mokotowskie; diese wurde durch die Pferderennbahn Służewiec ersetzt, die heute noch existiert.
Zahlreiche weitere Mehrsportvereine, wie der AZS, Gwardia, Skra oder Warszawianka sind sowohl im Breitensport als auch im Leistungssport in Sportarten wie Volleyball, Handball, Basketball, Rugby oder der Leichtathletik aktiv.

## Bauwerke

### Architektur

#### Sozialistischer Realismus
Die Architektur des Sozialistischen Realismus wird teilweise bis in die Gegenwart als von der Sowjetunion aufgezwungen und fremd empfunden. Mittlerweile wird jedoch dieser Baustil als Teil der Architekturgeschichte der Stadt akzeptiert. Was für den künstlerisch und baulich anspruchsvolleren Stil der 1950er Jahre gilt, kann jedoch nicht für die Plattenbauten der 1970er Jahre gelten, die vor allem in den Außenbezirken entstanden sind.
Der dominanteste sozrealistische Bau in der Innenstadt ist der 1952–1955 errichtete Pałac Kultury i Nauki oder kurz Pałac Kultury (Palast der Kultur und Wissenschaft bzw. Kulturpalast). Er verbindet den Zuckerbäckerbaustil mit Elementen der traditionellen polnischen Architektur, wie der polnischen Attika, ähnelt jedoch in seinem Kubus auch dem Empire State Building in New York. Daneben gelten auch der Platz der Verfassung, das Viertel MDM, Marienstadt und die Ostwand als charakteristische Architekturbeispiele dieser Periode. Auch das Zentralratsgebäude der PVAP entstand in diesem Stil. Spätere Bauwerke aus der sozialistischen Zeit weisen einen mehr international ausgerichteten Stil auf, der sich zum Beispiel bei dem von einem schwedischen Architektenbüro entworfenen Novotel Warszawa Centrum (früher: Hotel Forum), dem Hotel Marriott, dem Intraco I, dem Intraco II (heute Oxford Tower genannt) und anderen Wolkenkratzern der real-sozialistischen Zeit manifestierte. Der ehemals größte Basar Europas im Stadion 10-lecia wirkte wie eine Reminiszenz an die frühe Nachwendezeit.

#### Moderne Architektur

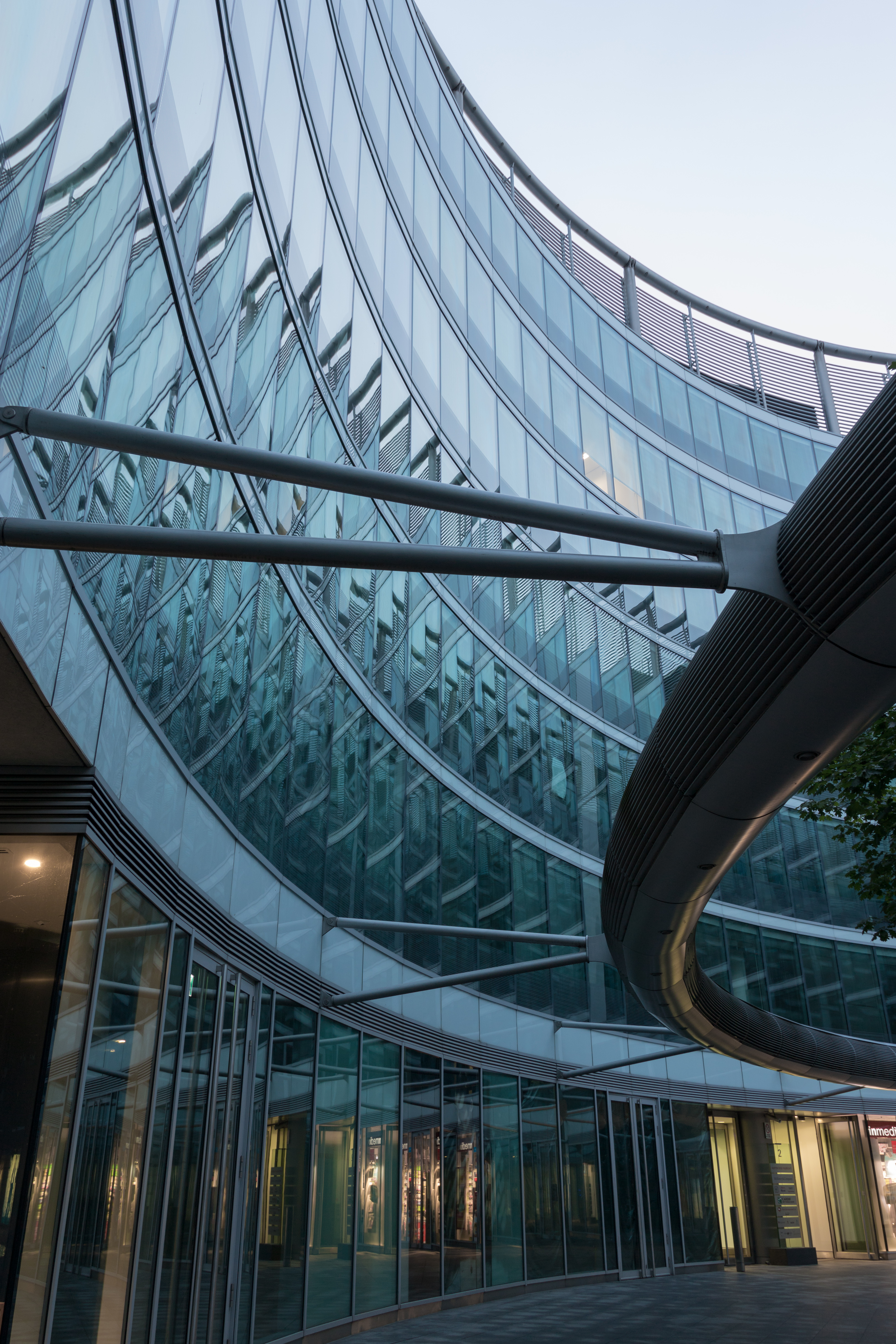
Das Metropolitan von Norman Foster

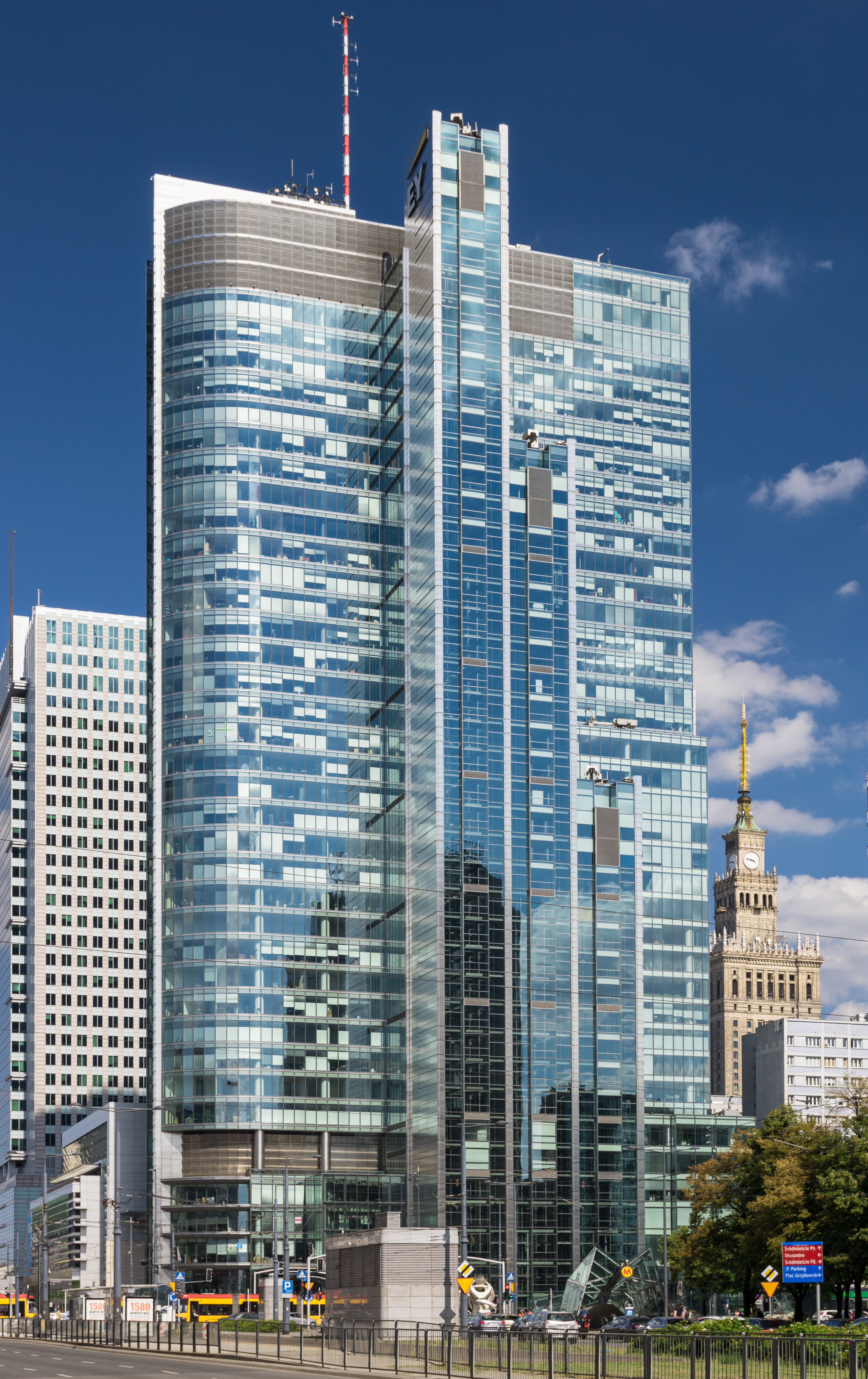
Rondo 1-B

Seit 1989 vollzog sich eine Wende in der monumentalen Warschauer Architektur, und immer mehr gläserne Gebäude entstanden. Den Anfang machte der Blaue Wolkenkratzer (Blue Tower Plaza), der Anfang der 1990er Jahre am Plac Bankowy an der Stelle der ehemaligen Hauptsynagoge fertiggestellt wurde. Insbesondere seit der Wende legt Warschau immer mehr sein Plattenbau-Image ab und der jahrzehntelang stadtbildprägende Kulturpalast verschwindet langsam hinter modernen Hochhäusern. Die interessantesten modernen Gebäude entstanden zunächst entlang der Johannes-Paul-II.-Allee und der Emilia-Plater-Straße westlich des Kulturpalastes. Seit Mitte der 2010er Jahre entstehen moderne Bürohochhäuser auch in der „City Centre West“ – rund um den Verkehrskreisel Rondo Daszyńskiego im Warschauer Stadtbezirk Wola.
Einzelne hervorragende Architekturbeispiele befinden sich auch außerhalb des Finanzviertels, wie zum Beispiel der Warsaw Trade Tower oder das Metropolitan. Meisterwerke der letzten Jahre sind das Rondo 1-B, die Złote Tarasy (Goldene Terrassen), das Gebäude des Obersten Gerichtshofes und die neue Universitätsbibliothek. 2016 erfolgte die Weihung des monumentalen Tempels der Göttlichen Vorsehung im Stadtteil Wilanów, dessen Grundstein bereits 1792 gelegt wurde. Nennenswerte Neubauten sind darüber hinaus das Wohnhochhaus Złota 44 von Daniel Libeskind an der Johannes-Paul-II.-Allee, das Warsaw-Spire-Bürogebäude und das Wissenschaftszentrum Kopernikus an der Weichsel. Ein Wiederaufbau des Sächsischen Schlosses und des Brühlschen Palastes sowie die Errichtung eines Denkmals zu Ehren Johannes Pauls II. auf dem Piłsudski-Platz sind geplant.

### Bauensembles

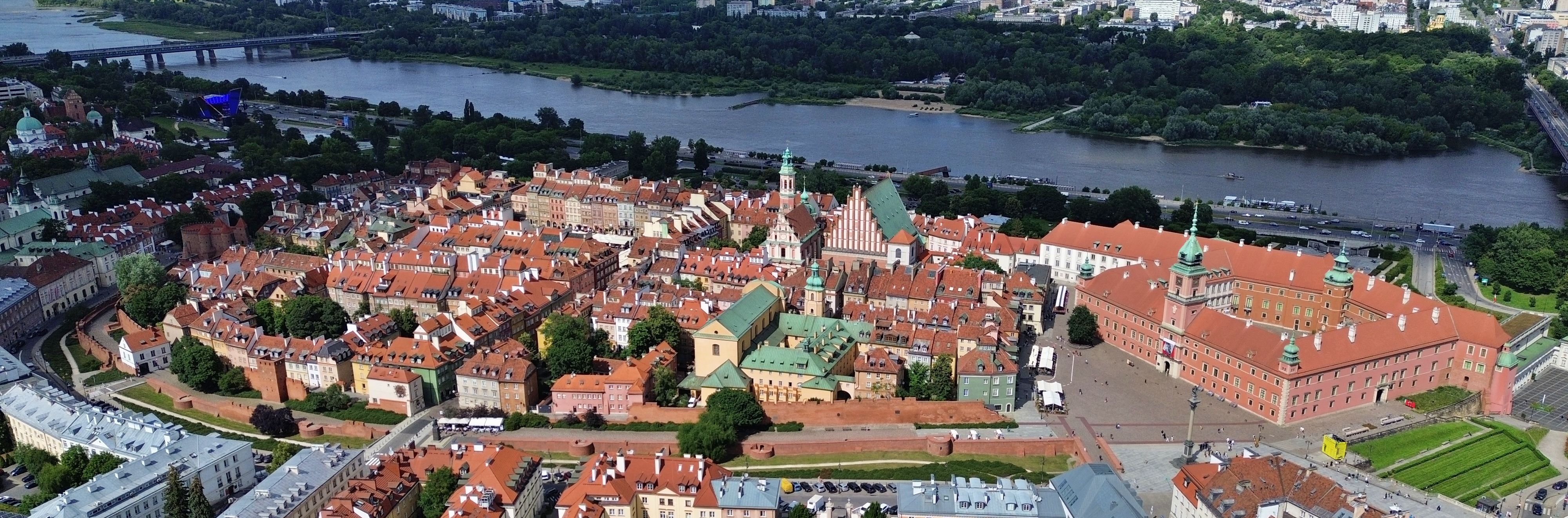
Luftbild

#### Altstadt

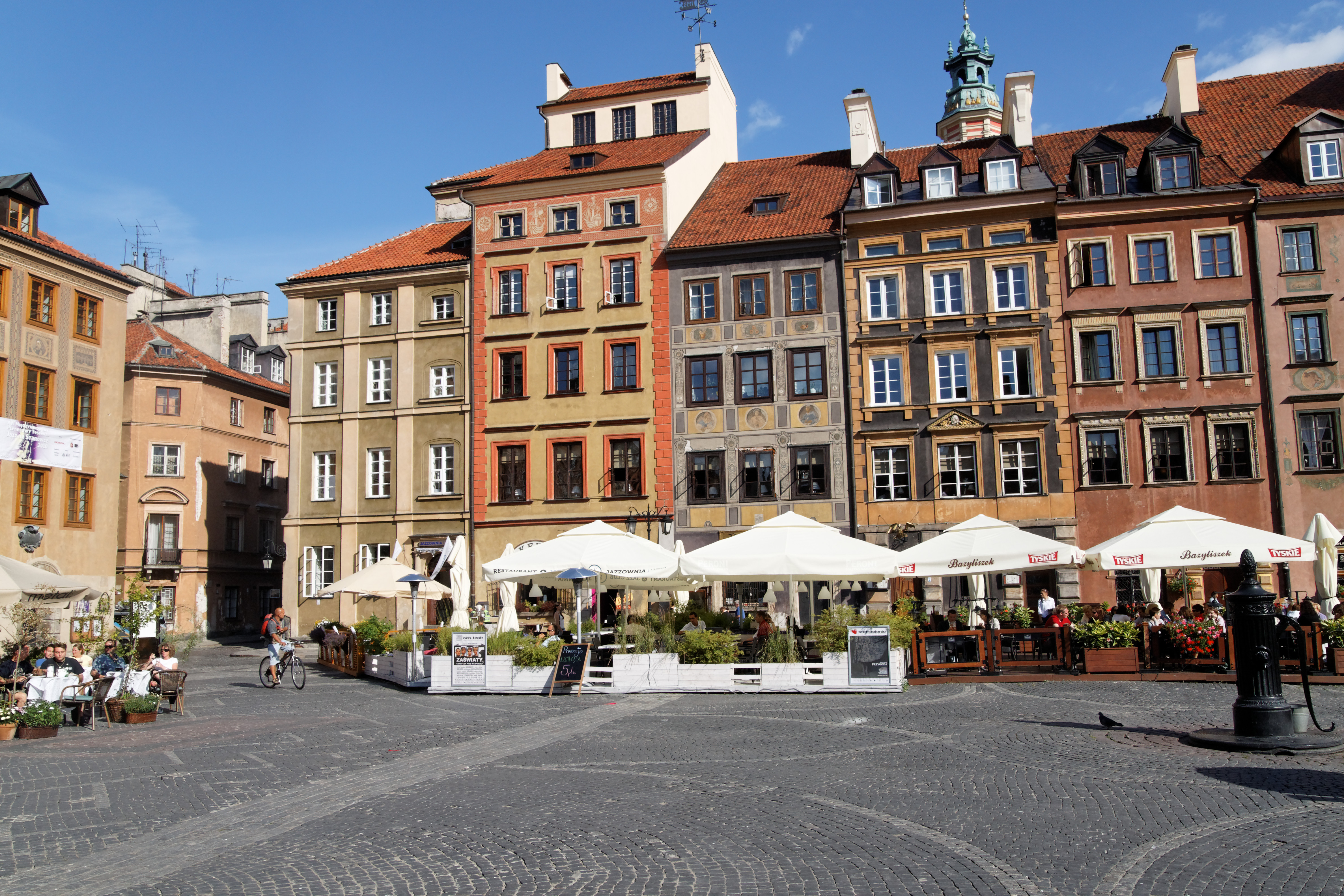
Zakrzewski-Seite des Marktplatzes

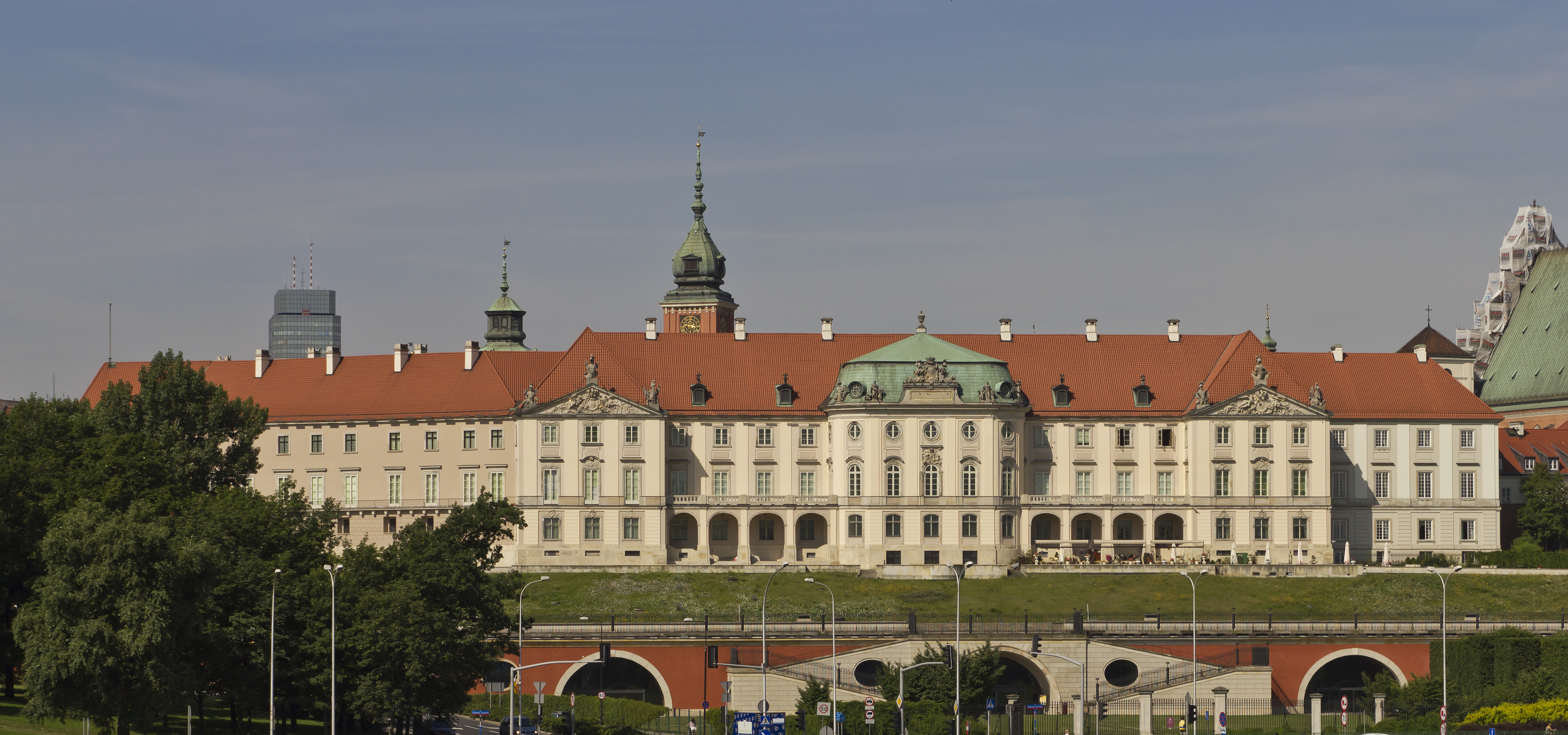
Königsschloss von Osten

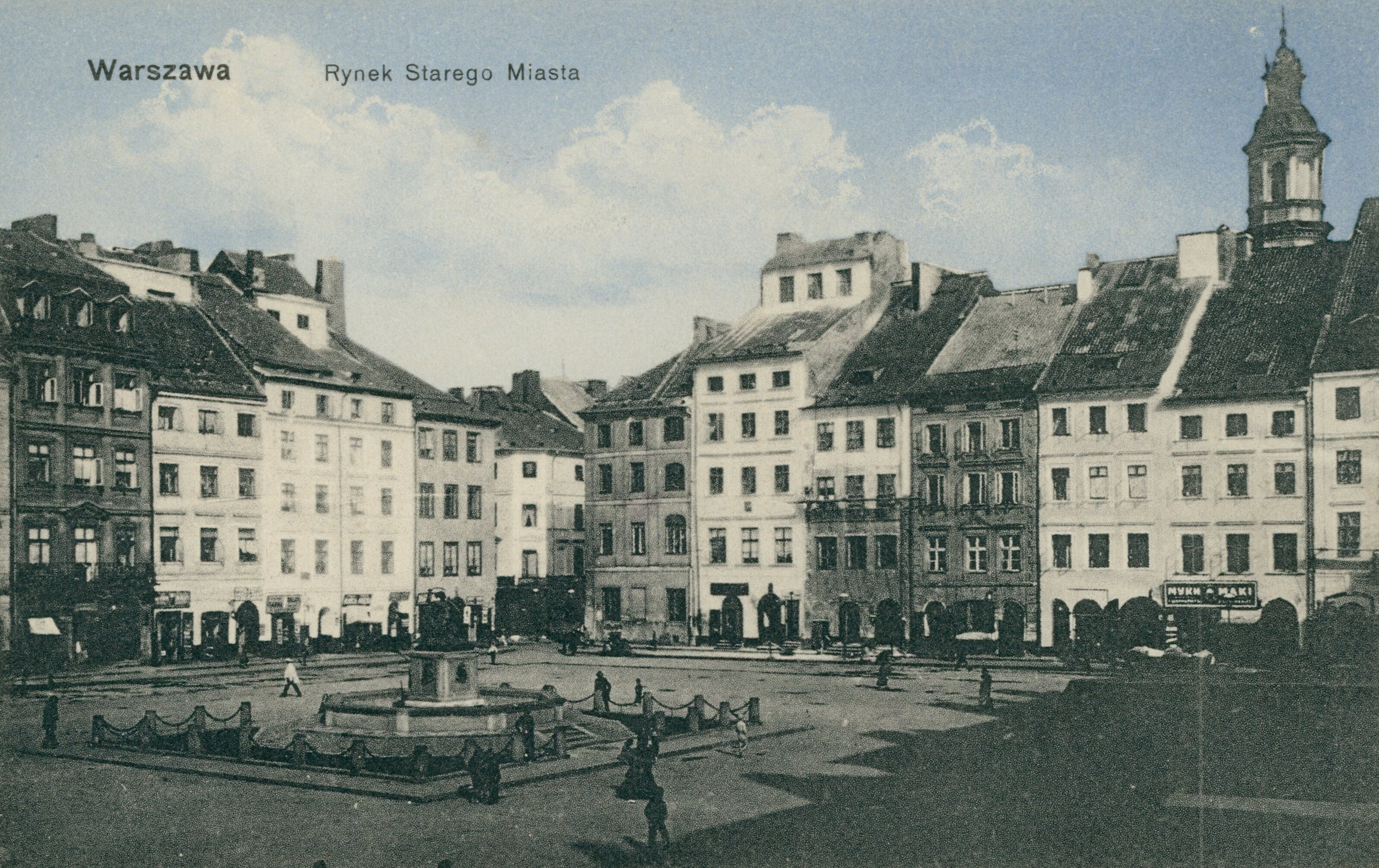
Marktplatz vor 1919

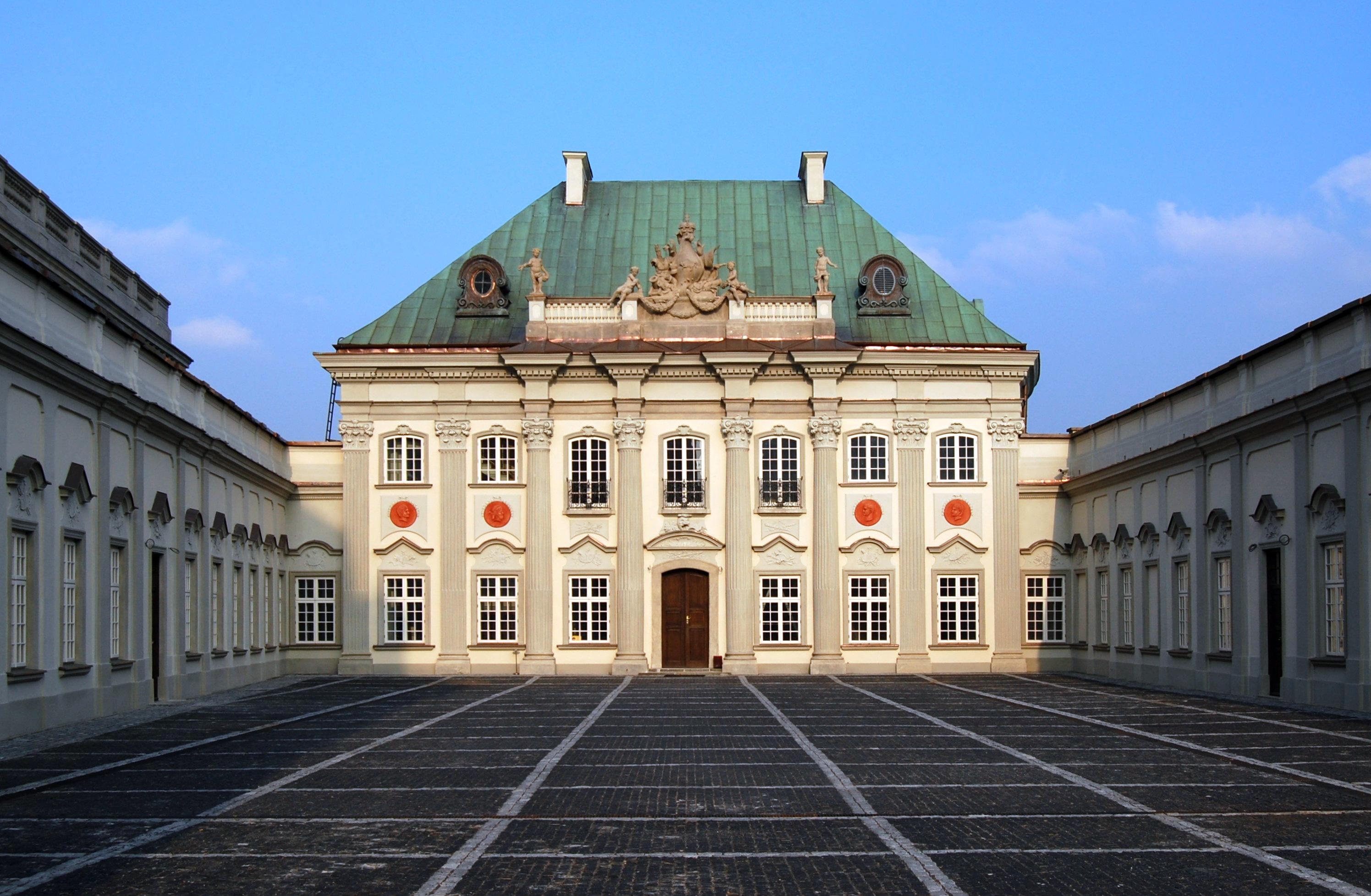
Palast unter dem Blechdach

Die Warschauer Altstadt wurde 1980 als UNESCO-Weltkulturerbe ausgezeichnet. Der repräsentativste Platz der Altstadt ist der große dreieckige Schlossplatz. Ursprünglich wurde seine Südseite durch das Krakauer Tor begrenzt, von dem nur noch eine gotische Brücke übrig geblieben ist. Die Ostseite bildet die Westfassade des Königsschlosses (Zamek Królewski), die Nordwestseite des Schlossplatzes wird von der Häuserfront der Altstadt eingenommen. Unterhalb des Schlossplatzes verläuft seit 1949 der Tunnel der Trasa W-Z. In der Mitte des Platzes steht die 1643/44 aufgestellte Sigismundssäule (Kolumna Zygmunta).
Das jetzige frühbarocke Gebäude mit dem 60 m hohen Uhrturm stammt aus den Jahren 1598–1619, der Flügel zur Weichsel dagegen aus dem Rokoko. Im Inneren dominieren Elemente des Klassizismus. Das Schloss brannte 1939 während der Bombardierung Warschaus aus und wurde 1944 von der Wehrmacht gesprengt. Nach dem Krieg blieb die Ruine jahrzehntelang stehen. 1971–1988 erfolgte aus Spendenmitteln die originalgetreue Rekonstruktion.
Östlich unterhalb des Schlossplatzes neben dem Königsschloss befindet sich der spätbarocke Palast unter dem Blechdach, der nach dem Material seines Daches benannt wurde. Er wurde 1698–1701 als Stadtresidenz der Lubomirskis errichtet. Später diente er als Residenz des Königs Stanislaus II. August. Der Palast wurde nach dem Warschauer Aufstand niedergebrannt und 1948–1949 wiederaufgebaut.
Historischer und geografischer Mittelpunkt der Altstadt ist der Marktplatz (Rynek), in dessen Mitte die Skulptur der Flussjungfrau Syrenka steht. Seit dem Mittelalter befand sich in der Mitte des Platzes das Rathaus, das 1817 abgerissen wurde. Der Marktplatz wurde im 13. Jahrhundert auf einer Fläche von 90 × 73 Meter angelegt. Um ihn herum wohnten vor allem Kaufleute und Handwerker. Später siedelten sich auch viele Künstler hier an. Der Großteil der Patrizierhäuser wurde nach dem Stadtbrand von 1607 wiederaufgebaut, wobei sich gotische Elemente vor allem in den Fundamenten erhalten konnten. Die Sgraffitomalereien und die Polychromien an einigen Häusern wurden nach der Zerstörung im Zweiten Weltkrieg von Jan Seweryn Sokołowski rekonstruiert. Die Ostseite, auch Brass-Seite genannt, war am stärksten zerstört, so dass einer Rekonstruktion der Abriss einiger Fundamente vorausgehen musste. Dagegen blieb auf der Nordseite, der Dekert-Seite, die meiste ursprüngliche Bausubstanz erhalten. In der ganzen Häuserzeile befindet sich das Historische Museum der Stadt Warschau. Besonders treten hier das Baryczka-Haus und das Haus zum Negerlein hervor, dessen Renaissancefassade von Santi Gucci stammt. Die West- oder Kołątaj-Seite besticht durch eine Neorenaissancewanduhr und das Haus zum Frieden und zur Gerechtigkeit. Die berühmteste Ansicht des Marktplatzes bietet die Südseite (Zakrzewski-Seite), die vom Turm der Jesuitenkirche überragt wird. Besondere Beachtung verdienen hier das Haus zum Löwen und die Sonnenuhr von Tadeusz Przypkowski. Die zwei Brunnen aus dem 18. Jahrhundert wurden in den 1970er Jahren wiederhergestellt.
Vom Marktplatz aus verlaufen jeweils zwei Seitenstraßen in alle Himmelsrichtungen. Die nördliche Nowomiejska-Straße führt zur Barbakane, einer massiven Verteidigungsanlage auf einer gotischen Brücke um das Neustädter Stadttor, die im 15. Jahrhundert von Jan Baptysta errichtet wurde. Die Świętojańska-Straße führt nach Südosten zum Schlossplatz.
An dieser Straße befindet sich die Johanneskathedrale. Sie stammt aus der zweiten Hälfte des 15. Jahrhunderts, wurde aber in den folgenden Jahrhunderten umgebaut. Zuletzt wurde sie, dem Zeitgeist des 19. Jahrhunderts entsprechend, im Stil der englischen Neugotik umgestaltet, was ihr historisches Aussehen zerstörte. Im Zweiten Weltkrieg wurde das Bauwerk bis auf die Fundamente verwüstet, lediglich der alte, niedrige Glockenturm blieb teilweise erhalten. Da die Kirche von Grund auf rekonstruiert werden musste, entschied man sich, sie als Neuschöpfung in Anlehnung an die Masowische Gotik neu erstehen zu lassen.
Gleich daneben steht die der Muttergottes geweihte Jesuitenkirche, die 1609–1629 im Übergangsstil des Manierismus zum Barock erbaut wurde. Außerdem ist das im Renaissancestil gehaltene Haus zum Schiff eine weitere Sehenswürdigkeit an der Świętojańska-Straße. Weitere gut erhaltene Bürgerhäuser, wie das Haus zu den Tauben, das Haus mit der Christus-Statue oder das Burbach-Patrizierhaus, finden sich an den Straßen Szeroki Dunaj (Breite Donau – ehemaliger Bach innerhalb der Altstadt), Wąski Dunaj (Schmale Donau), der Piwna-Straße, der Brzozowa-Straße und der Rycerska-Straße. An der Piwna-Straße befindet sich die 1356 erbaute Martinskirche mit einem gotischen Chor und einer barocken Fassade. Steil zur Weichsel hinab führt die malerische Ulica Kamienne Schodki (Steinerne Treppengasse), die zum ehemaligen Weißen Tor führte. Der Kanonikerplatz im Osten der Altstadt wird von manieristischen Bürgerhäusern gesäumt, die ursprünglich dem Kanoniker Orden gehörten. In seiner Mitte steht die 1646 gegossene Warschauer Erzglocke. Ein besonders schöner Blick auf die Altstadt bietet sich vom Pragaer Weichselufer.

#### Neustadt

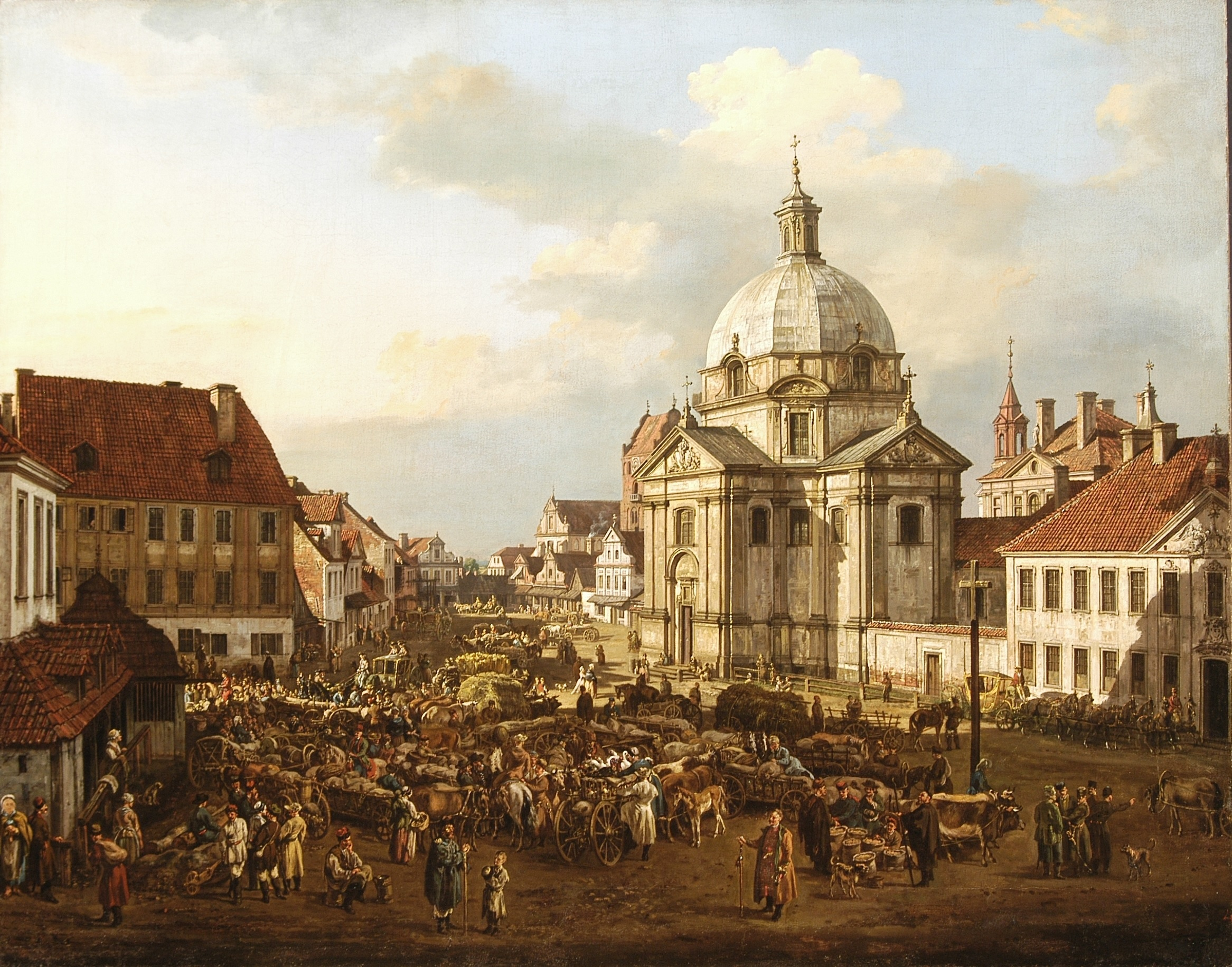
Neustädter Marktplatz nach Canaletto 1770 mit der Sakramentinnenkirche

##### Lagebeschreibung und einige Kirchen
Die Neustadt (Nowe Miasto) schließt sich im Norden an die Altstadt an und liegt ebenfalls auf einer Uferdüne an der Weichsel. Sie wurde im 14. Jahrhundert außerhalb der Stadtmauern angelegt. Die Neustadt wurde, nachdem sie im Zweiten Weltkrieg völlig zerstört wurde, zusammen mit der Altstadt in den frühen 1950er Jahren wiederaufgebaut. Das Zentrum ist der dreieckige Neustädter Marktplatz. Er besaß so wie der Altstädtische Markt ein Rathaus, das im Jahr 1818 abgebrochen wurde.
An der Südseite des Platzes befindet sich die 1688–1692 von Tylman van Gameren zu Ehren des Siegers der Schlacht am Kahlenberg (1683), König Jan Sobieski, errichtete barocke Sakramentinnenkirche des heiligen Kasimir. Sie diente während des Warschauer Aufstandes als Lazarett. Während eines Bombenangriffs der deutschen Luftwaffe fanden hunderte Verwundete, Ärzte und Krankenschwestern den Tod, als ihre Kuppel einstürzte.
Die älteste Neustädter und eine der ältesten Warschauer Kirchen ist die Anfang des 15. Jahrhunderts erbaute spätgotische Marienkirche, deren charakteristischer Turm das Weichselpanorama dominiert. Daneben gibt es drei weitere ursprünglich gotische Kirchen, die in der Barockzeit umgebaut wurden – die Franziskaner-, die Paulaner- und die Dominikanerkirche. Der barocke Adelspalast der Magnatendynastie Sapieha, der Sapieha-Palast, überragt den nördlichen Teil der Neustadt. Als besonders schön gelten die Straßenzüge der Ulica Freta und der Ulica Mostowa. In einem Haus an der ersteren wurde im 19. Jahrhundert die zweifache Nobelpreisträgerin Marie Curie geboren. An der letzteren steht das Brückentor aus der Renaissance, das zur ersten Warschauer Weichselbrücke (Most Zygmunta Augusta) aus dem 16. Jahrhundert führte. Im ehemaligen Mostowski-Palast in der Ulica Kościelna befindet sich seit dem Jahr 2004 das 5-Sterne-Hotel Le Regina. Sehenswert ist auch der sogenannte Mokronowski-Palast, der 1771 von Giacomo Fontana erbaut wurde.

##### Königsweg

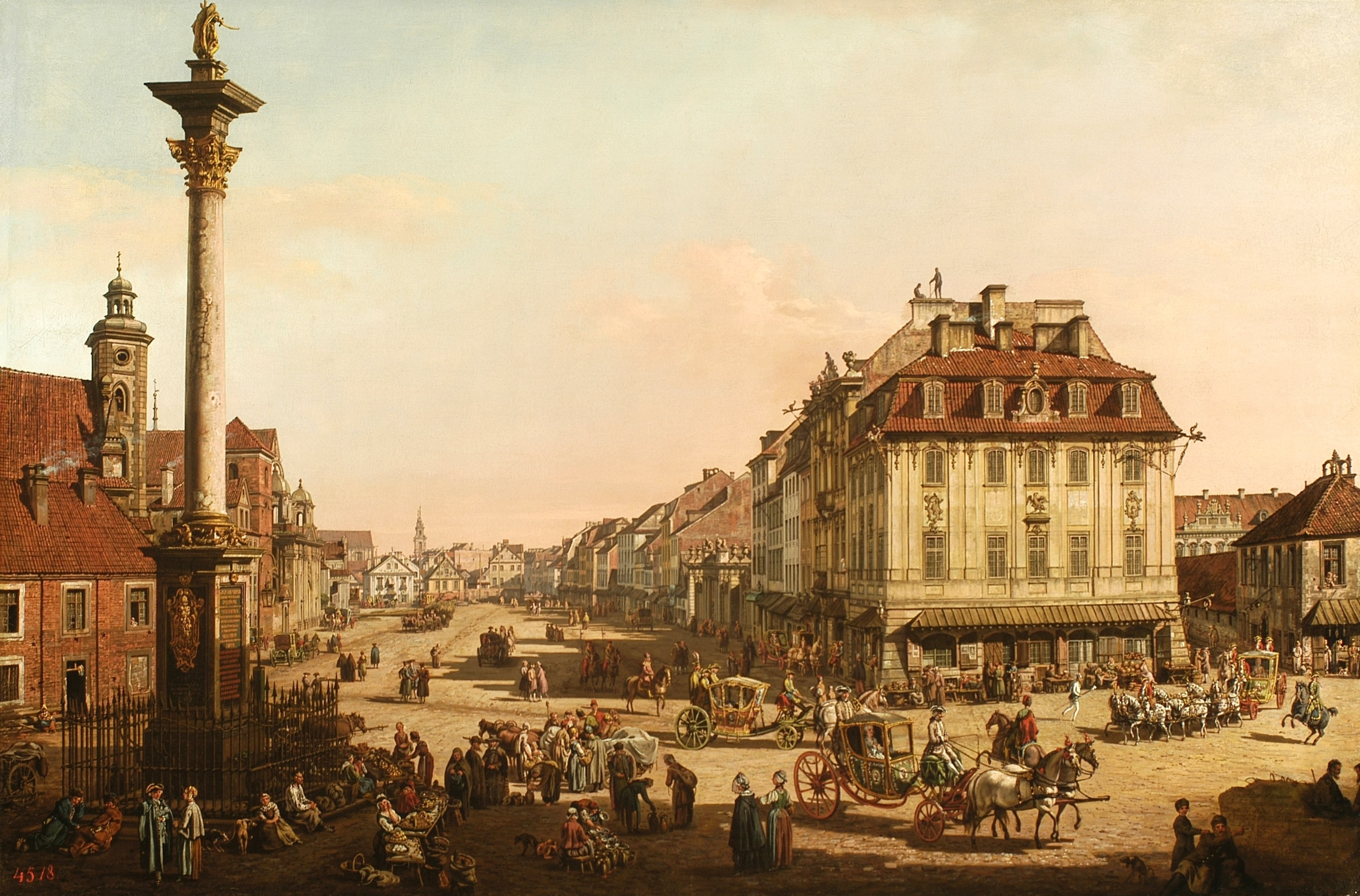
Der Beginn des Königsweges am Schlossplatz 1770

Der Warschauer Königsweg (Trakt Królewski) beginnt am Königsschloss und führt in südlicher Richtung etwa 10 km lang bis zur Stadtresidenz Wilanów König Jan Sobieskis und ist eine der längsten Repräsentationsstraßen der Welt. Er setzt sich aus mehreren repräsentativen Straßenzügen zusammen, der Krakauer Vorstadt, der Neuen Welt (Ulica Nowy Świat) und den Ujazdowski-Alleen (von Norden nach Süden). Der Königsweg verläuft entlang der Weichsel und bildete zusammen mit der senkrecht zu ihm verlaufenden Sächsischen Achse die Hauptachse der urbanen Entwicklung Warschaus. Er wurde bereits zu Beginn der Stadtgeschichte bebaut und verband die ehemalige Siedlung Jazdów mit der Altstadt. Nachdem Königin Bona Sforza Anfang des 16. Jahrhunderts auf den Fundamenten der Burg Jazdów ein Schloss errichtete und sich dort nach dem Tod ihres Ehemannes König Sigismund I. niederließ, entstand an dem Weg vom Krakauer Tor zum Schloss Ujazdowski eine dauerhafte Bebauung. Der Königsweg war eine der ersten Warschauer Straßen, die gepflastert wurden. Im Gegensatz zur engen Altstadt wurde dieser Teil der Stadt weiträumig angelegt und es dominieren weiträumige Gärten und Parkanlagen sowie große Paläste und Wohnhäuser. Seinem Ruf als Prachtstraße werden auch die vielen Regierungs- und Verwaltungsgebäude in ehemaligen Adelspalästen gerecht, die den Königsweg säumen. Weite Teile sollen in den nächsten Jahren für den Straßenverkehr gesperrt und mit ihren zahlreichen Geschäften zur Flaniermeile ausgebaut werden.

##### Krakauer Vorstadt

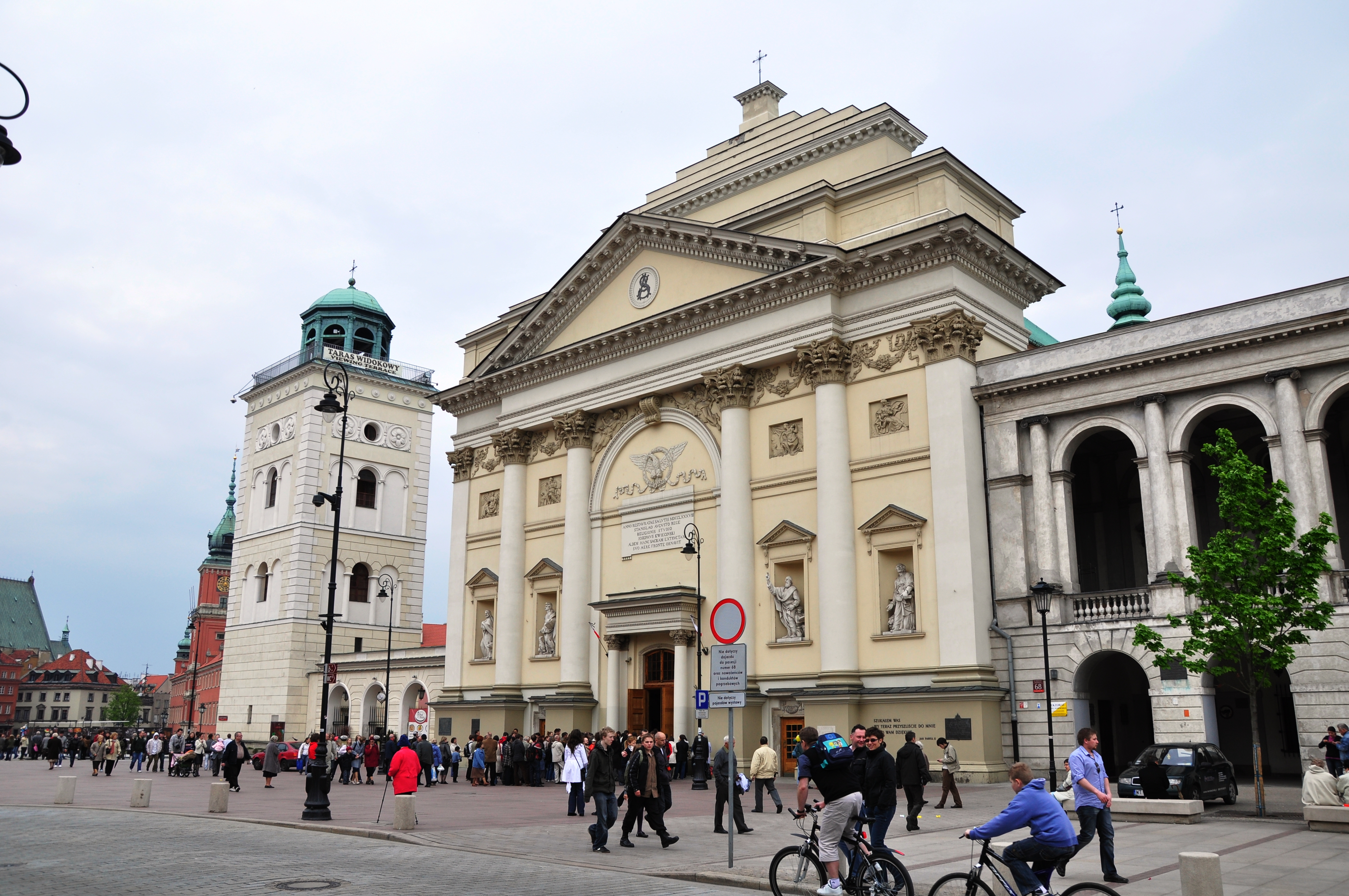
St.-Anna-Kirche

Die Krakauer Vorstadt beginnt am Königsschloss und führt neben dem Präsidentenpalast (Amtssitz des Präsidenten) bis zum Staszic-Palast.
Am nördlichen Ende der Krakauer Vorstadt befand sich im Mittelalter das Krakauer Tor. Heute steht hier markant die Sigismundssäule auf dem Schlossplatz. Die ersten Gebäude der Krakauer Vorstadt wurden während des Krieges zerstört und im Zuge des Baues der Unterführung Ost-West nicht wieder aufgebaut. Heute ist der Turm der St.-Anna-Kirche, von dem sich ein schönes Panorama auf die Stadt bietet, das nördlichste Gebäude der Krakauer Vorstadt. Die St.-Anna-Kirche ist eine Synthese aus gotischem, barockem und klassizistischem Baustil. Sie wurde 1454 von der masowischen Fürstin Anna Mazowiecka zu Ehren ihrer Namenspatronin für den Bernhardiner-Orden gestiftet. Der Chor, das Sternengewölbe und der Saal im Kirchenkloster sind im Stil der Gotik gehalten und überstanden spätere Umbauten. In der Renaissance wurde sie nach Westen ausgebaut und im 17. Jahrhundert barockisiert. Stanisław Kostka Potocki und Chrystian Piotr Aigner haben 1788 eine spätbarocke Fassade mit Skulpturen von Jakob Monaldi und Franz Pinck entworfen. Aigner hat später 1819–1821 auch die klassizistische Kolonnade entworfen. Im Zweiten Weltkrieg wurde die Kirche nur zu einem geringen Teil zerstört. Infolge des Baus des Ost-West-Tunnels drohte sie jedoch beschädigt zu werden und die Böschung musste mit Pfählen aus Eisenbeton gestützt werden. Heute wird die St.-Anna-Kirche als Universitätskirche von der Hochschulgemeinde genutzt. Zu den wichtigsten Palais in der Krakauer Vorstadt zählen das 1686 von Tylman van Gameren errichtete Palais Czapski, der 1693 von Józef Piola erbaute Potocki-Palast und der im 17. Jahrhundert geschaffene Kazimierz-Palast.

##### Nowy Świat

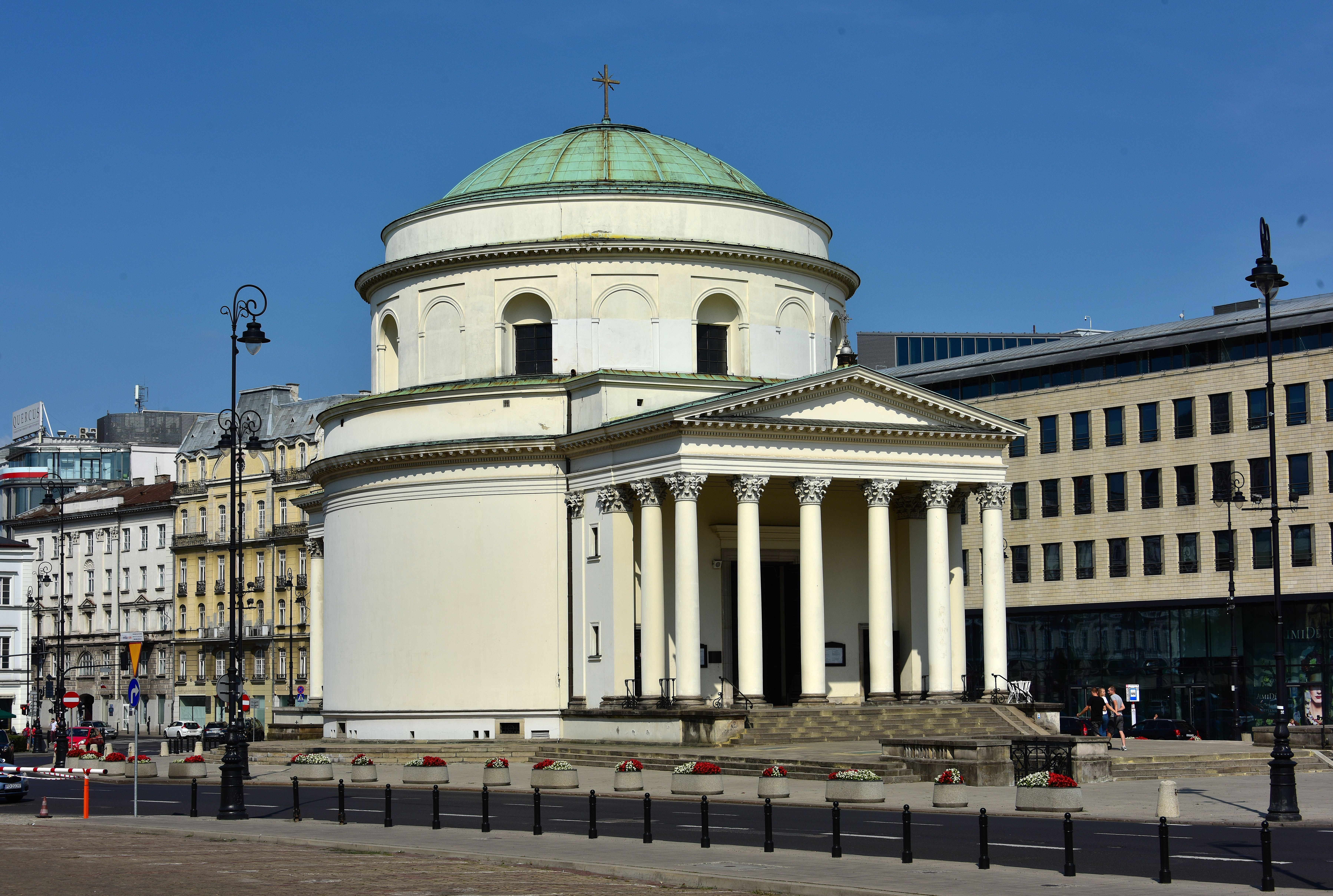
St. Alexanderkirche am Plac Trzech Krzyży

Die Nowy Świat (Neue Welt) beginnt am Staszic-Palast und führt über das Rondo de Gaulle bis zum Platz der Drei Kreuze. Sie ist eine der beliebtesten Flanier- und Einkaufsmeilen Warschaus. Hier befinden sich der Kossakowski-Palast, das Sanguszko-Palais und der Branicki-Palast. Auf dem Rondo Charles’a de Gaulle’a steht eine künstliche Palme. Hier kreuzen sich die Nowy Świat und die Jerusalemer Alleen, die zur Most Poniatowskiego führen. Am Rondo stand vor dem Ersten Weltkrieg das Palais Opalinski, an dessen Stelle 1928 bis 1931 der Sitz der Bank für Landeswirtschaft von Rudolf Świerczyński erbaut wurde. Das Gebäude gilt als eines der besten Beispiele der Architektur der Zwischenkriegszeit in Polen. Am Ende der Nowy Świat steht auf dem Platz der Drei Kreuze die Aleksander-Kirche von Chrystian Piotr Aigner.

##### Aleje Ujazdowskie

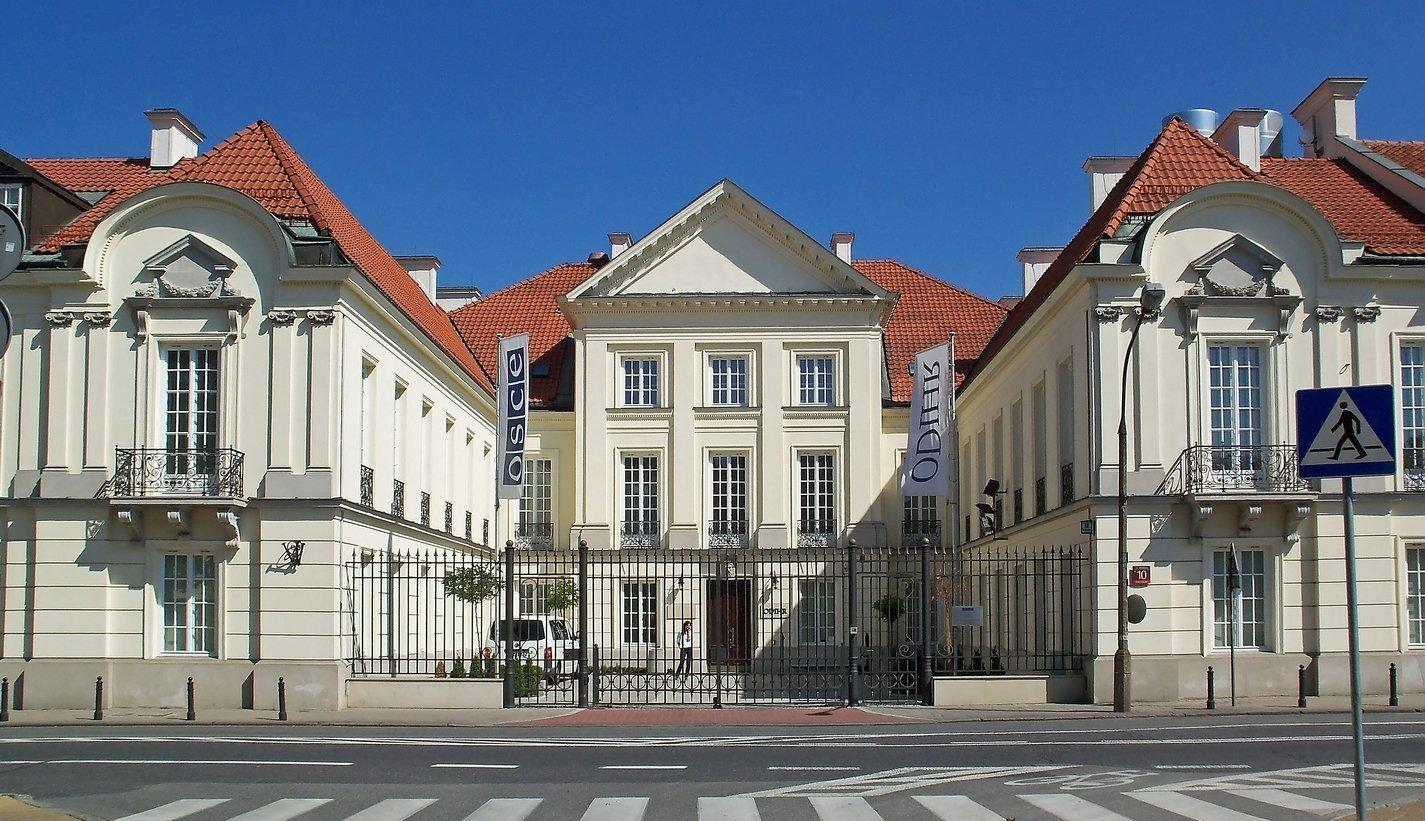
Młodziejowski-Palast an der Ulica Miodowa

Die Aleje Ujazdowskie beginnen am Platz der Drei Kreuze, in dessen Mitte die Alexanderkirche steht. Südöstlich zweigt die Wiejska-Straße ab, an der sich die Regierungsgebäude des Sejm und Senat befinden. Die eigentlichen Aleje Ujazdowskie zweigen vom Platz der Drei Kreuze direkt nach Süden ab und gehen schon bald in eine Parklandschaft über. Insbesondere an der östlichen Seite befinden sich die wichtigsten Parkanlagen Warschaus. Der Łazienki-Park, mit seinen Hauptattraktionen, dem Łazienki-Palast und dem Chopin-Denkmal, sowie der Palast Belweder (Belvedere) liegen an den Aleje Ujazdowskie. In der nahen Umgebung gibt es den 1896 geöffneten Ujazdowski-Park mit dem Schloss Ujazdowski, wo sich heute das Zentrum für zeitgenössische Kunst befindet.

#### Befestigungsanlagen
Im 19. Jahrhundert errichtete die russische Besatzungsmacht zunächst die Zitadelle und in Folge zwei Gürtel von Befestigungsanlagen (im Wesentlichen Artillerieforts) um Warschau und baute die Stadt so zur Festung Warschau aus, da sie einen Angriff westeuropäischer Großmächte befürchtete. Ähnlich verfuhren die Österreicher mit Krakau und Przemyśl sowie Deutschland mit Lötzen und Toruń, da sie jeweils einen russischen Angriff voraussahen. Im Ersten Weltkrieg kamen diese Bastionen teilweise zum Einsatz. Neben der Zitadelle sind einige dieser Warschauer Forts (sowie die Festung Modlin, die zum Polnischen Festungsdreieck gehörte) erhalten geblieben und können besichtigt werden.

#### Paläste

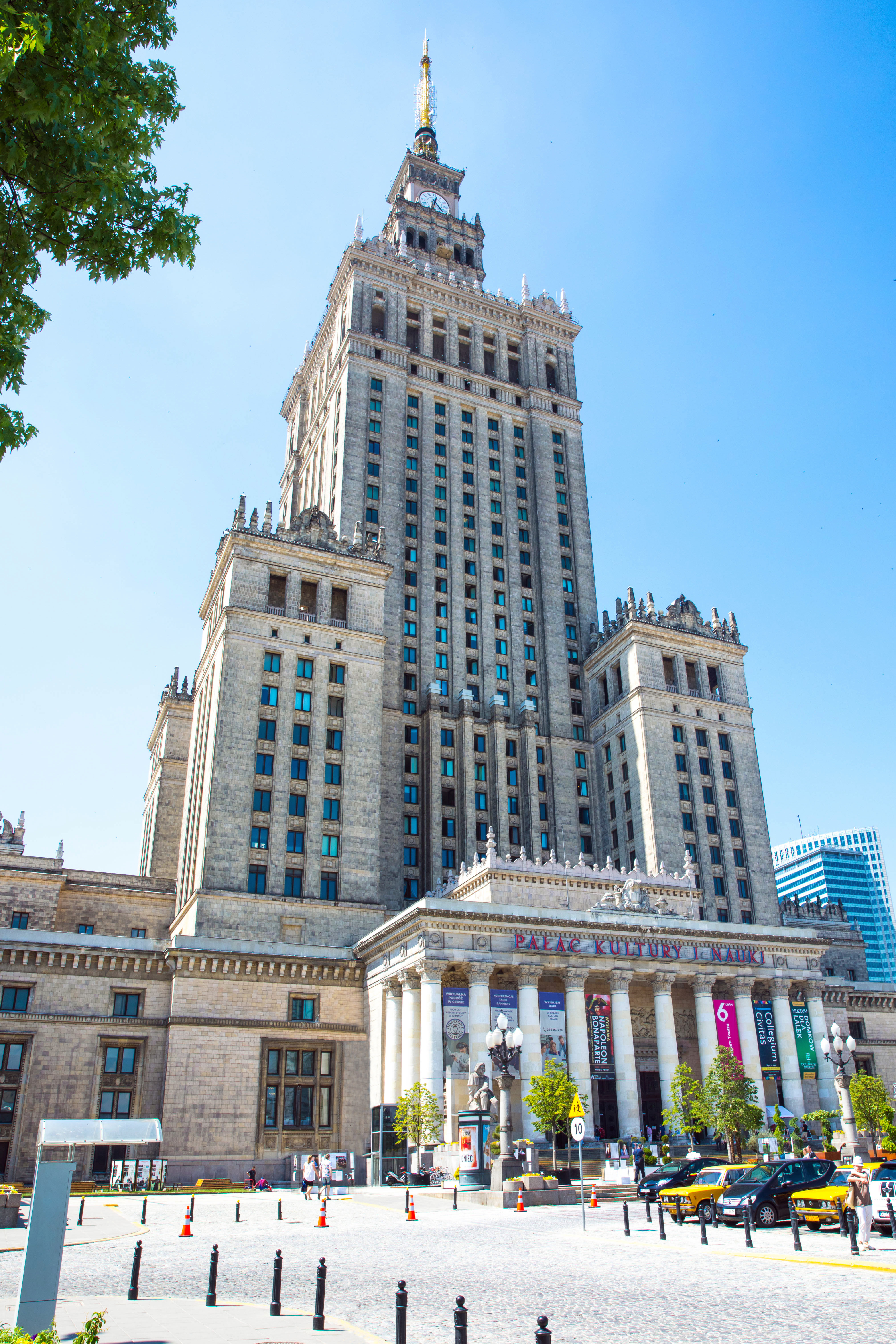
Kulturpalast, ein Wahrzeichen von Warschau

Seit dem 16. Jahrhundert verlegten viele Magnatenfamilien ihren Hauptsitz nach Warschau, wo der Sejm tagte und die Königswahl stattfand. Wer an der großen Politik teilhaben wollte, musste vor Ort anwesend sein. Obwohl Warschau in der Adelsrepublik nie Hauptstadt wurde, sondern stets „nur“ Königssitz und Sejmstadt war, wurden hier die politisch wichtigen Entscheidungen getroffen. Insofern blieb die Hauptstadt Krakau nach 1611 nur formell Hauptstadt. Viele der repräsentativen Paläste wurden entlang der Hauptachsen der Stadt (Königsweg, Sächsische Achse, Ulica Senatorska, Ulica Miodowa, Ulica Freta) im Stil des Barock und Klassizismus errichtet. Einige der größten Paläste mit ausgedehnten Gartenanlagen entstanden etwas außerhalb der Hauptstraßen, wie zum Beispiel der Wilanów-Palast. Zu den wichtigen Palais Warschaus zählen auch die folgenden:
- Das Palais der Bazylianer ist ein spätbarocker Palast in der Nähe der ehemaligen Altstadtmauer. Es diente zeitweise als orthodoxes Kloster der Basilianer des hl. Josaphat.
- Der Palast der Bischöfe von Krakau von 1619 wurde kurz nach der Verlegung der Hauptstadt nach Warschau unweit des Königsschlosses erbaut.
- das Palais Bogusławski wurde um 1807 für Wojciech Bogusławski, den Direktor der Musikakademie Warschaus, erbaut.
- Der Zuckerfabrikanten-Palast wurde im 19. Jahrhundert im neoklassizistischen Stil errichtet.
- Der Dąbrowski-Palast wurde im barocken Stil errichtet.
- Den Frascati-Palast hat Alfons Kropiwnicki von 1836 bis 1838 umgebaut.
- Der Humański-Palast stammt aus der Zeit vor 1729 und wurde zeitweise von den Piaristen genutzt.
- Der Jabłonowski-Palast wurde von Giacomo Fontana und Domenico Merlini von 1773 bis 1785 errichtet und diente ab 1817 als Rathaus, nachdem das mittelalterliche Rathaus auf dem Marktplatz der Altstadt abgetragen wurde.

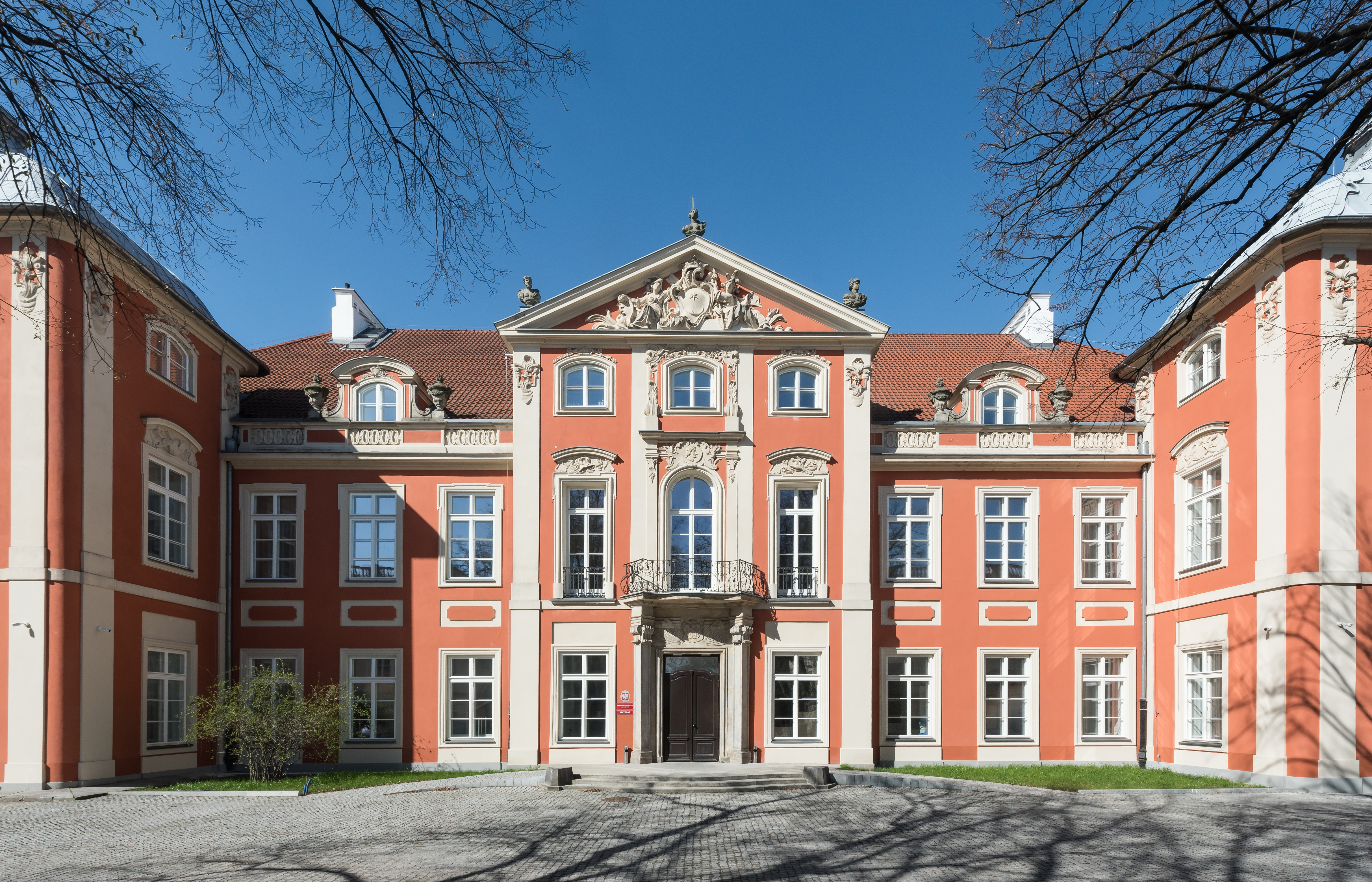
Czapski-Palast

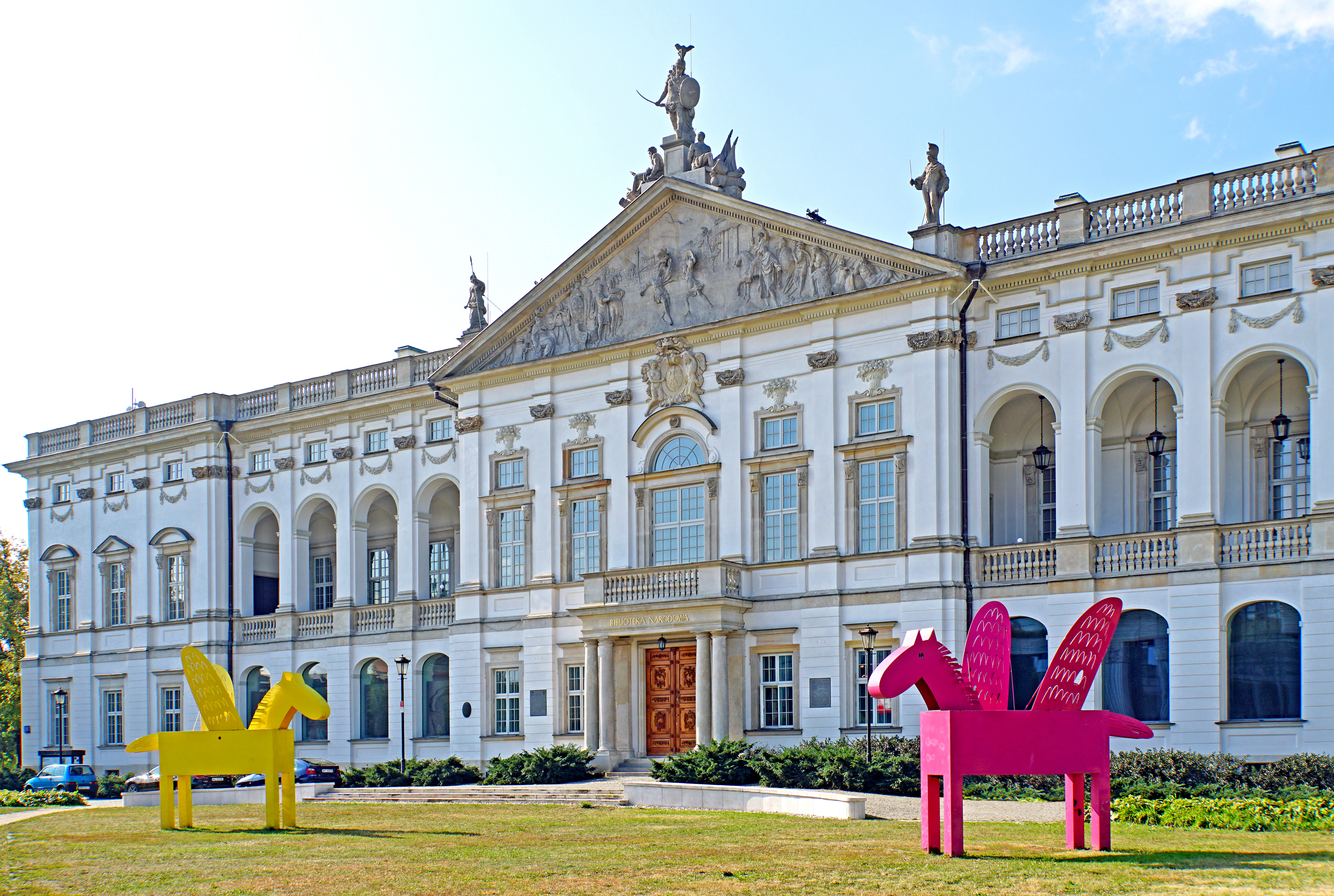
Krasiński-Palast

- Der Łazienki-Palast wurde vom Architekten Domenico Merlini und Jan Chrystian Kamsetzer an Stelle eines kleineren Barockschlosses, das Tylman van Gameren im 17. Jahrhundert für die Magnatenfamilie Lubomirski entworfen hatte, im Stil des Klassizismus errichtet. Er gilt als eines der schönsten klassizistischen Schlösser in Europa. Um das Schloss wurde ein künstlicher See angelegt und das Schloss durch zwei Arkadenbrücken mit dem Festland verbunden. An der Nordseite wurden eine Bootsanlegestelle und eine als Fontäne konzipierte Sonnenuhr errichtet. Im Inneren erhielt das Schloss eine Ausstattung im chinesischen Stil. Es war die Sommerresidenz des letzten polnischen Königs Stanislaus August Poniatowski, der einmal in der Woche führende Philosophen und Künstler hier zu seinen Donnerstagsgesprächen einlud. Im Zweiten Weltkrieg wurde das Schloss von den deutschen Besatzern geplündert und in Brand gesetzt. In der Volksrepublik wurde es restauriert, so dass es seitdem als Museum genutzt wird und folgende Räumlichkeiten besichtigt werden können: Bacchuszimmer, Badeanstalt, Ballsaal, Porträtzimmer, Salomonsaal, Rotunde mit Herrscherporträts, Bildergalerie, Kapelle sowie der Saal der Donnerstagsgespräche im Erdgeschoss und die privaten Königsgemächer im ersten Stockwerk. Es ist eines der beliebtesten sonntäglichen Ausflugsziele der Warschauer.
- Das Leszczyński Palais ist ein ursprünglich barocker und heute klassizistischer Palast, der 1650 bis 1654 von Giovanni Battista Gisleni erbaut und 1823 bis 1825 von Antonio Corazzi umgebaut wurde. Seit dem 19. Jahrhundert befand sich dort die Finanzverwaltung der Stadt. Heute ist hier das Rathaus.
- Der Lubomirski-Palast wurde Ende des 17. Jahrhunderts von Tylman van Gameren errichtet und von Giacomo Fontana umgebaut. Nach dem Wiederaufbau wurde das Palais 1970 um die eigene Achse auf Schienen gedreht.
- Das Małachowski-Palais ist ein von Giacomo Fontana um 1750 errichtetes Gebäude.
- Der Potocki-Palast ist ein um 1700 erbauter Palast, der heute das Kultusministerium beherbergt.
- Der Mniszech-Palast stammt aus dem Jahre 1716 und wurde von Burkhard Christoph von Münnich erbaut.
- Der Mostowski-Palast wurde durch den mehrfachen Ausbau eines um 1735 errichteten Palais geschaffen und später von Antonio Corazzi umgestaltet.
- Der Młodziejowski-Palast stammt aus dem 17. Jahrhundert und wurde um 1770 von Giacomo Fontana umgebaut.
- Der Ostrogski-Palast wurde von Tylman van Gameren um 1681 auf den Fundamenten eines palazzo in fortezza gebaut. Heute befindet sich hier das Chopin-Museum.
- Der Palast zu den vier Winden stammt von Tylman van Gameren, der es um 1675 auf den Fundamenten eines älteren Palastes errichtete.
- Der Potkański-Palast ist 1771 bis 1773 von Domenico Merlini gebaut worden und beherbergt heute das Dekanat der Wirtschaftswissenschaften der Warschauer Universität.
- Der Palast des Primas von Polen wurde von 1593 bis 1612 erbaut und nach der Zerstörung durch die Schweden 1655 von Józef Fontana 1666 bis 1676 sowie von Tylman van Gameren wiederaufgebaut. Am Palais arbeiteten später auch J. Ch. Ceroni und Simon Gottlieb Zug.
- Der Przebendowski-Palast stammt etwa von 1729, wurde vermutlich von J. S. Deybel errichtet sowie von Simon Gottlieb Zug umgebaut.
- Der Raczyński-Palast wurde von Jakub Schultzendorff von 1702 bis 1704 gebaut und von Jan Chrystian Kamsetzer umgestaltet.
- Der Sierakowski-Palast wurde Mitte des 18. Jahrhunderts errichtet.
- Der Szaniawski-Palast wurde vor 1733 errichtet und später von Stanisław Zawadzki und Friedrich Albert Lessel umgebaut.
- Der Szlenkier-Palast stammt von 1881 und wurde von Witold Lanci entworfen. Er beherbergt heute die Botschaft Italiens.
- Das Jägerpalais entwarf François Arveuf 1897.
- Das Śleszyński-Palais hat 1826 Antonio Corazzi erbaut.

### Kirchen und Synagogen

#### Übersicht

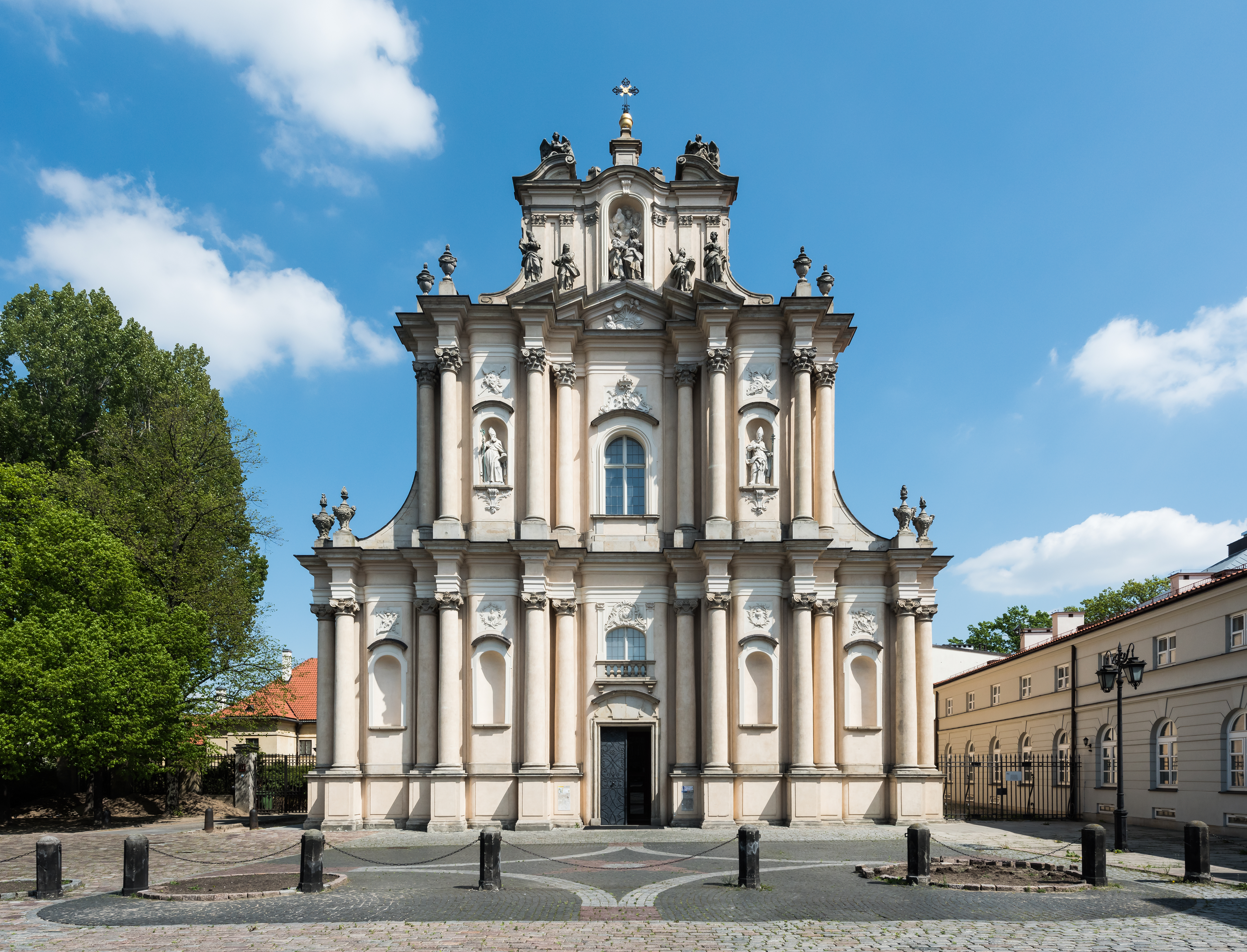
Visitantinnenkirche

Gegen Ende des 14. Jahrhunderts entstanden in Warschau die ersten gemauerten Kirchen. Kaum eine der gotischen und Renaissancekirchen hat jedoch die Verwüstungen durch die Schweden im Ersten Nordischen Krieg 1655 bis 1660 unbeschadet überstanden. Nach dem Krieg wurden die zerstörten Kirchen wiederaufgebaut und im Zuge der Ausdehnung des Stadtgebiets nach Süden neue errichtet. Dieser großen Bautätigkeit verdankt Warschau seine zahlreichen Kirchen des Hochbarock und des Klassizismus, die heute das Stadtbild prägen. Bedeutendster Baumeister des Warschauer Barocks war Tylman van Gameren. Im Stil des Klassizismus schufen Domenico Merlini, Chrystian Piotr Aigner und Simon Gottlieb Zug. Auch die Neorenaissance und Neugotik hinterließen in Warschau zahlreiche Sakralbauten. Während der russischen Besetzung im 19. Jahrhundert wurden zahlreiche orthodoxe Kirchen in Warschau errichtet, von denen sich bis heute nur zwei erhalten konnten. Die meisten wurden nach der polnischen Unabhängigkeit 1918 abgerissen oder im Zweiten Weltkrieg zerstört.
Auch die vielen einstigen Synagogen stammten aus dem 19. Jahrhundert, zwei davon sind erhalten (siehe Nożyk-Synagoge).
Viele der Warschauer Gotteshäuser wurden 1944 gesprengt oder schwer beschädigt, nach dem Krieg aber rekonstruiert.
Die deutsche Besatzungsmacht ließ die Große Synagoge am 16. Mai 1943 nach dem Aufstand im Warschauer Ghetto sprengen. Die Pragaer Synagoge wurde 1961 abgerissen.

#### Kirchengebäude der Gotik und Renaissance
- Die Johanneskathedrale ist die älteste erhaltene Kirche Warschaus, seit 1798 Kathedrale und in ihrer heutigen gotischen Form eine Rekonstruktion der 1950er Jahre. Auch wenn sie um 1390 im Stil der masowischen Backsteingotik erbaut wurde, unterlag ihr Aussehen, besonders die Fassade, in der Folgezeit vielen Veränderungen. In ihrem Inneren befindet sich unter anderem das klassizistische Grabmal des Marschalls des Großen Sejms Stanisław Małachowski von Bertel Thorvaldsen.
- Die gotische Mariä-Empfängnis-Kirche in der Neustadt wurde um 1400 von der masowischen Fürstin Anna gestiftet. 1581 wurde der wuchtige Glockenturm vollendet. Im 19. Jahrhundert wurde das Innere des Kirchenbaus neugotisch restauriert und es kam eine neoromanische Fassade hinzu. Die Umgestaltungen wurden ab 1905 und beim Wiederaufbau nach den Beschädigungen 1944 behoben.
- Direkt neben dem Dom steht die Jesuitenkirche, die von 1609 bis 1629 als Sanktuarium der Gnädigen Mutter Gottes, der Patronin Warschaus, errichtet wurde. Nach ihrer Sprengung 1944 wurde sie originalgetreu im Stil der Renaissance und des Manierismus rekonstruiert. In ihrem Innern ist noch die ellipsenförmige Kuppel, die den Chor verdeckt, erhalten.

#### Kirchengebäude aus der Barockzeit
- Die frühbarocke Dominikanerkirche St. Hyazinth (kościół św. Jacka) in der Neustadt entstand im 16. Jahrhundert  und wurde im Ersten Nordischen Krieg (1558 bis 1583) zerstört.

1661 war der Wiederaufbau abgeschlossen, der der Kirche ihre heutige Form verlieh. Die 1825 angebaute neugotische Eingangshalle wurde bei der Rekonstruktion der Kirche nach den Zerstörungen des Zweiten Weltkriegs nicht wieder aufgebaut. Im Innern findet sich ein stuckiertes Lubliner Gewölbe.
- Die barocke St.-Antonius-Kirche der Bernhardiner von 1635 in Mokotów wurde nach der Zerstörung durch die Schweden von 1687 bis 1693 von Tylman van Gameren neu erbaut.
- Die kleine barocke St.-Antonius-Kirche der Reformatoren am Nordrand des Sächsischen Gartens stammt aus den Jahren 1668–1680.
- Die St.-Benon-Kirche der Redemptoristen wurde im 17. Jahrhundert von der deutschen Gemeinde errichtet.
- Am Giebel der Kapuzinerkirche zur Verklärung des Herrn (kościół Przemienienia Pańskiego) prangt das Wappen Johann III. Sobieskis und weist auf ihre Bedeutung als Votivkirche für seinen Sieg in der Schlacht am Kahlenberg hin. In der schlichten Kirche, die von 1683 bis 1694 an der ul. Miodowa im frühbarocken Stil errichtet wurde, werden das Herz Johann Sobieskis und die Urne Augusts des Starken in der von Joachim Daniel von Jauch geschaffenen Gruft aufbewahrt.
- Mit dem Bau der barocken Visitantinnenkirche (kościół Wizytek; Opieki świętego Józefa) wurde 1728 begonnen, wegen Geldmangels und dem Einsturz des Dachs konnte er aber erst 1761 abgeschlossen werden. Die wohlproportionierte turmlose Fassade wurde bis 1763 von Ephraim Schröger ausgeführt. Sehenswert ist auch die Barock- und Rokokoausstattung (u. a. Schiffskanzel), da die Kirche als eine der wenigen in Warschau den Krieg nahezu unbeschadet überstand.
- Die Heiligkreuzkirche der Missionare ist eine der größten Warschauer Kirchen und Grabstätte vieler berühmter Persönlichkeiten. Hier ruht unter anderen auch das Herz von Frédéric Chopin. Ihr nach dem Zweiten Weltkrieg wiederaufgebauter barocker Korpus stammt aus den Jahren 1679 bis 1696, im spätbarocken-klassizistischen Stil wurden 1725 bis 1737 die Turmhelme und 1756 die Fassade hinzugefügt.
- Auf dem Neustädter Marktplatz wurde 1688 bis 1692 die Sakramentinnenkirche St. Kasimir (Kościół Sakramentek św. Kazimierza) als Votivkirche für den Sieg über die Türken in der Schlacht am Kahlenberg errichtet. Tylman van Gameren entwarf sie als hochbarocken Zentralbau mit Kuppel. Ihre barocke Ausstattung fiel dem Zweiten Weltkrieg zum Opfer.
- 1353 wurde die Augustinerkirche St. Martin (kościół św. Marcina) samt Kloster gegründet. Der heutige spätbarocke Bau entstammt dem 18. Jahrhundert.
- Die doppeltürmige Paulanerkirche Heiliggeist (Kościół św. Ducha) in der Neustadt wurde 1707–1717 im Stil des Spätbarock errichtet. Die Paulinermönche von Jasna Góra bauten die Kirche nach dem 1. Schwedischen Krieg wieder auf; heute ist sie Startpunkt der Wallfahrer nach Częstochowa.
- Die spätbarocke Feldkathedrale des Polnischen Heeres (Katedra Polowa Wojska Polskiego) ersetzte 1701 einen hölzernen Vorgängerbau.
- Die Karmelitenkirche Mariä Himmelfahrt und Josef des Karmaliters (kościół karmelitów) wurde als Stiftung König Władysław IV. Wasas von 1661 bis 1681 erbaut. Die ungewöhnliche Fassade von Ephraim Schröger kam 1762–1780 im Übergangsstil des Barock zum Klassizismus hinzu. Wegen der geringen Schäden im Zweiten Weltkrieg diente die Kirche bis zum Wiederaufbau der Johanneskathedrale als Domkirche und es konnten sich große Teile der barocken Ausstattung, wie die barocke Gruppe Vermählung Marias mit Josef von Jan Jerzy Plersch sowie eine reiche Stuckausarbeitung des Gewölbes erhalten.
- Die barocke Heilig-Geist-Kirche in der Warschauer Neustadt ist seit dem 17. Jahrhundert Ordenskirche des Paulanerordens.
- Ebenfalls in der Warschauer Neustadt befindet sich die Hyazinthkirche, die 1603 im barocken Stil für die Dominikaner gestiftet wurde.

#### Klassizistische Gotteshäuser

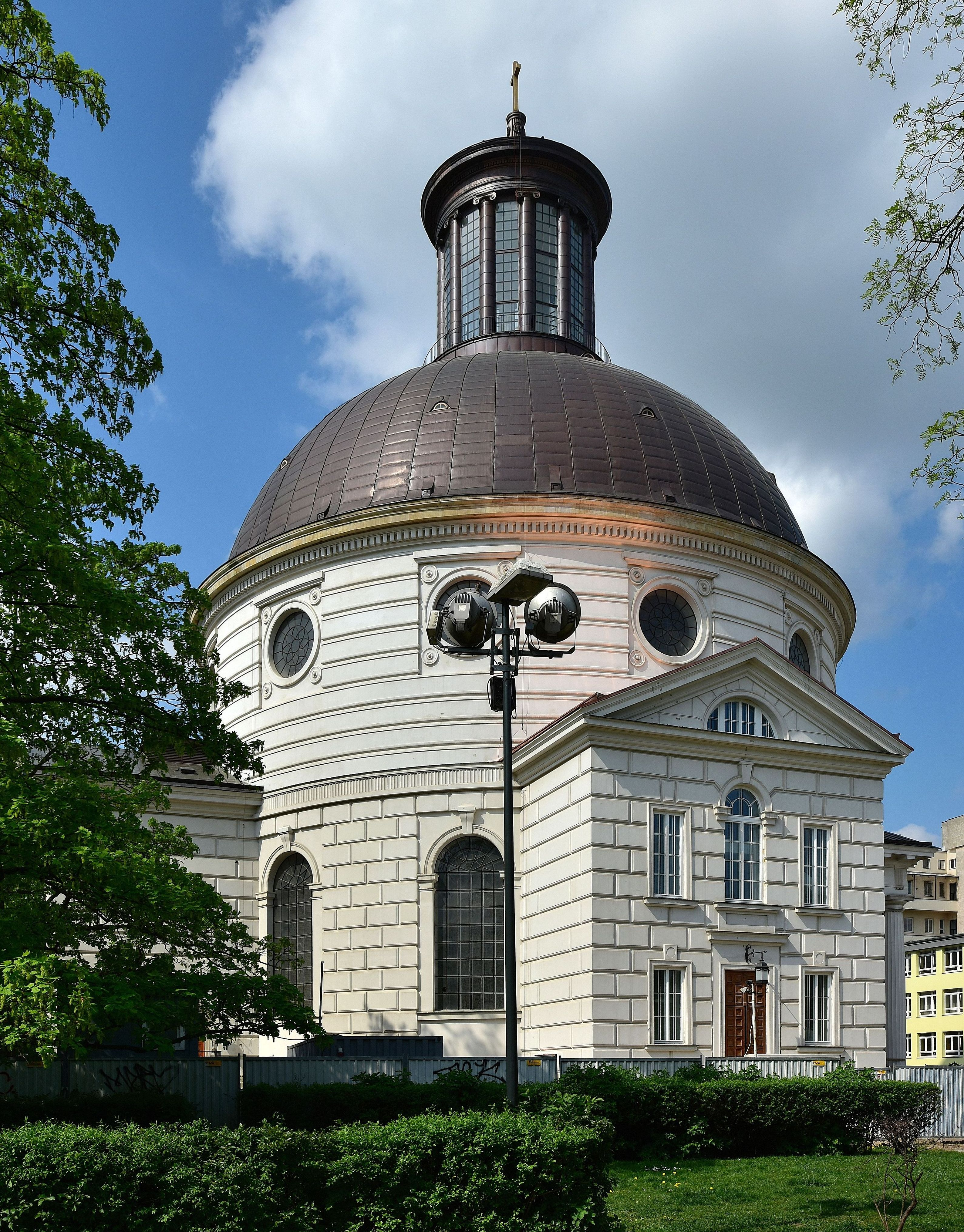
Dreifaltigkeitskirche

- Die Bauarbeiten der Franziskanerkirche (kościół św. Franciszka) in der Neustadt begannen 1679 im barocken Stil und zogen sich bis 1788 hin, als die klassizistische Fassade vollendet wurde.
- Am Rande der Altstadt liegt die ukrainisch-katholische Kirche Mariä Himmelfahrt (cerkiew Wniebowzięcia NMP) der Basilianer. Domenico Merlini schuf diesen klassizistischen Bau mit seiner Palastfassade 1782–1784.
- Am Theaterplatz neben dem Jabłonowski-Palais befindet sich die St.-Andreas-Kirche (kościół św. Andrzeja), deren ursprünglicher Bau aus dem Jahre 1722 stammt und 1819 durch die klassizistische Fassade von Chrystian Piotr Aigner ergänzt wurde. Das schwer beschädigte Gotteshaus wurde 1953 abgetragen. 1999 erfolgte die originalgetreue Rekonstruktion der Fassade, das Kirchenschiff wurde verkürzt wiederaufgebaut.
- Südlich des Schlossplatzes befindet sich die St.-Anna-Kirche (Kościół św. Anny). Sie wurde im 15. Jahrhundert im gotischen Stil neben dem Bernhardinerkloster errichtet. Aus dieser Zeit konnten sich ein gotisches Sterngewölbe im Zugang zur Sakristei und der Chor erhalten. Spätere Umbauten verliehen der Kirche ein bis heute erhaltenes, reiches barockes Gepräge; gegen Ende des 18. Jahrhunderts wurde die klassizistische Fassade errichtet.
- Die evangelisch-augsburgische Dreifaltigkeitskirche (kościół św. Trójcy) wurde von Simon Gottlieb Zug in den Jahren 1777 bis 1781 im klassizistischen Stil errichtet. Der zentrale Innenraum wird von einer 58 Meter hohen, im Innern mit Kassettenverkleidung und Opaion dem Pantheon nachempfundenen Kuppel überspannt.
- Die Alexanderkirche (kościół św. Aleksandra) wurde 1818–1825 nach Plänen Chrystian Piotr Aigners errichtet. Der kuppelbekrönte Zentralbau wurde 1886–1895 im Neorenaissancestil umgebaut und mit einer Doppelturmfassade versehen. 1944 wurde die Kirche schwer beschädigt, und im Zuge des Wiederaufbaus wurden die An- und Umbauten entfernt und das ursprüngliche klassizistische Aussehen rekonstruiert.

#### Kirchen in verschiedenen Baustilen wie Historismus, Neoromanik oder Neorenaissance
- Die mauretanisch-neoromanische Nożyk-Synagoge von 1898 bis 1902 wurde vom Ehepaar Nożyk gestiftet.
- Die neoromanische St.-Augustinus-Kirche in Wola von Edward Cichocki und Józef Huss wurde von 1891 bis 1896 errichtet.
- Der Frontturm der neugotischen evangelisch-reformierten Kirche wird von einem vielfach durchbrochenen Helm bekrönt. Das Gotteshaus wurde 1866–1880 von Adolf Loewe in der Nähe des Bankplatzes erbaut.
- Mit der Erlöserkirche, der Backsteinkirche St. Michael und Florian (Kościół świętego Michała i świętego Floriana) von 1887 bis 1904 – die heute als Kathedrale des Bistums Warschau-Praga dient – und der St.-Stanislaus-Kostka-Kirche schuf Józef Pius Dziekoński weitere neugotische Sakralbauten.
- Henryk Marconi schuf in Warschau einige Neorenaissancebauten wie die St.-Anna-Kirche (Kościół św. Anny) (1857–1870) in Wilanów, die St.-Karl-Boromäus-Kirche (kościół św. Boromeusza) von 1841 bis 1849 und die Allerheiligenkirche von 1861.
- Die orthodoxe Maria-Magdalena-Kathedrale (1867 bis 1869) ist die Hauptkirche der orthodoxen Christen in Polen.
- Im 19. Jahrhundert wurde die Aron-Serdyner-Synagoge errichtet.

### Parkanlagen und Plätze

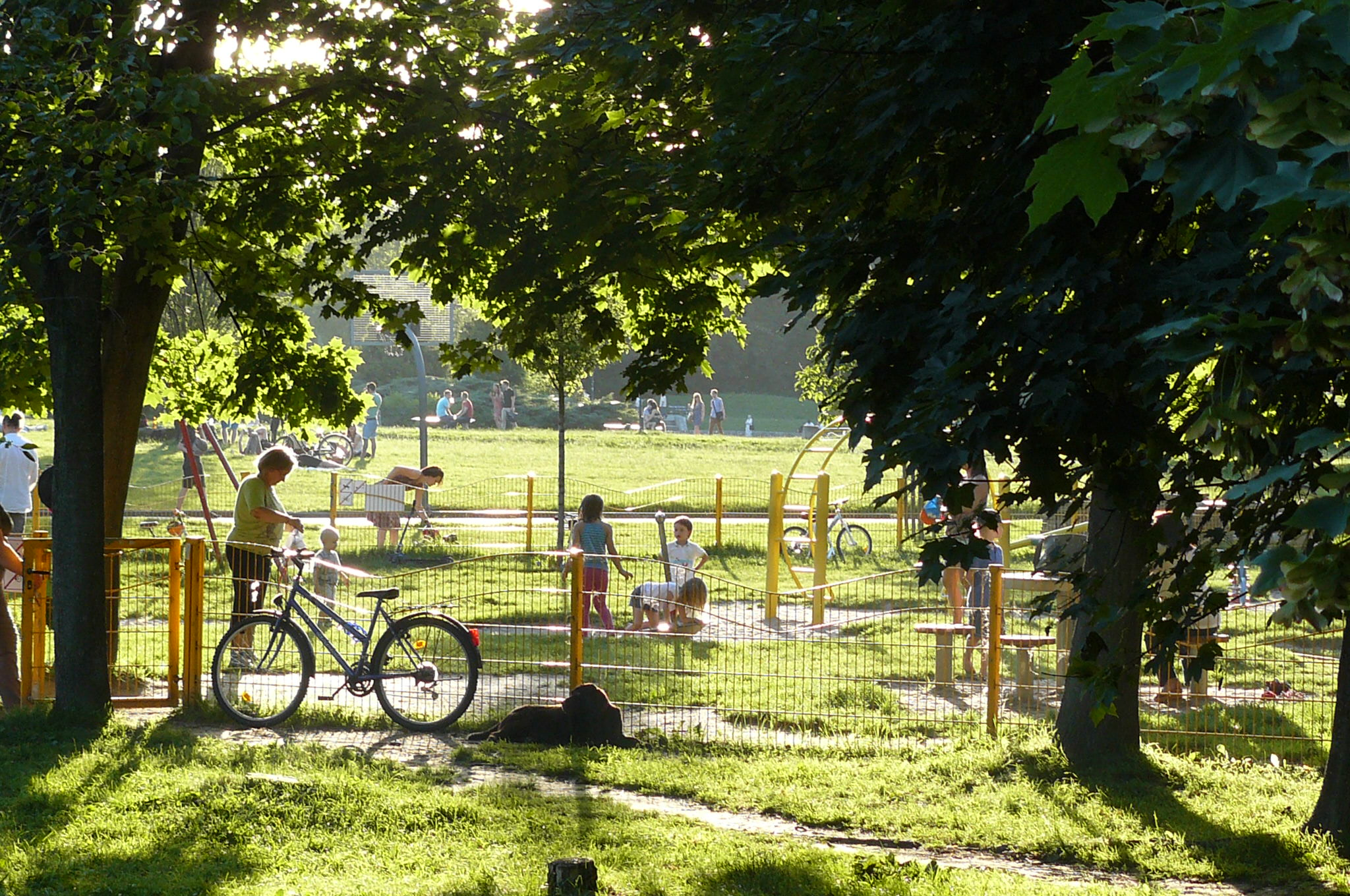
Pole-Mokotowskie-Park

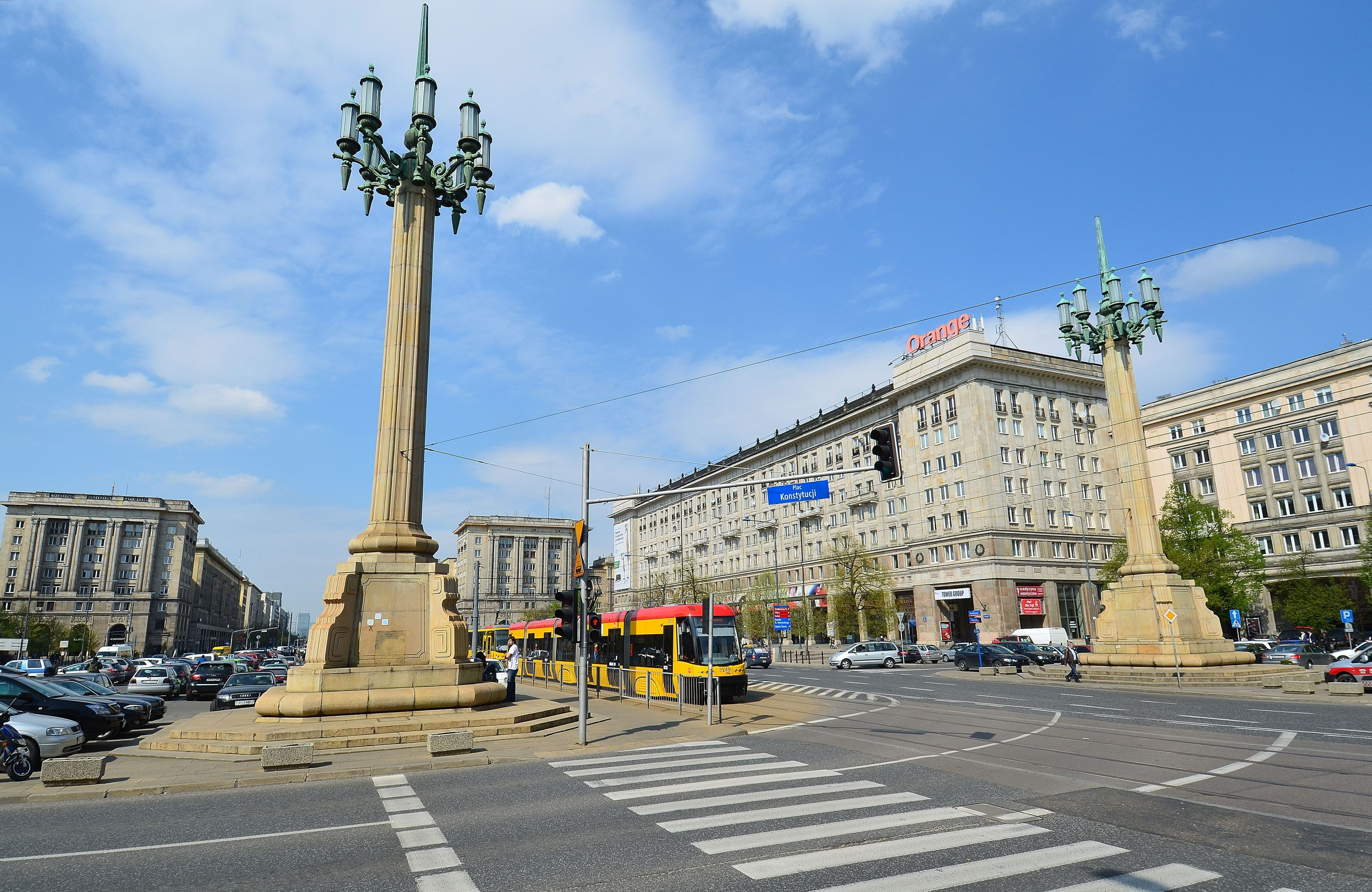
Platz der Verfassung

- Der älteste Warschauer Park entstand aus den 600 Jahre alten Königsgärten am Warschauer Königsschloss aus der Renaissancezeit. Sie liegen unterhalb der klassizistischen Ostfassade und der Kubicki-Arkaden des Schlosses auf der Weichselseite und nehmen eine Fläche von 6 ha ein. Nach den Kriegszerstörungen werden sie nun im 21. Jahrhundert rekonstruiert. Mit 43 ha ist der Park um den Palast in Wilanów der größte Barockgarten in Warschau. Mit dem Bau der Magnatenpaläste im Barock entstanden viele private Parkanlagen, die seit dem 18. Jahrhundert schrittweise für die Öffentlichkeit freigegeben wurden.

- Der größte Warschauer Park ist der Łazienki-Park an den Ujazdowski-Alleen aus dem 18. Jahrhundert, der im englischen Stil um den Łazienki-Palast im ehemaligen Tiergehege auf einer Fläche von fast 80 ha entstand. Er gehört zu den schönsten Parkanlagen Europas und umfasst auf hügeligem Terrain mehrere Palais, künstliche Seen, Kanäle und Kaskaden, Brücken, Altanen, Pavillons, Skulpturen sowie ein antikes Theater auf der Insel. Am südlichen Ende befindet sich das Schloss Belweder, das Sitz der russischen Statthalter und der polnischen Präsidenten bis 1995 war. Der Park wurde von König Stanislaus August Poniatowski errichtet, der ihn teilweise selbst entworfen hat. Seit 1818 wird ein Teil des Parks von der Universität Warschau als Botanischer Garten genutzt. Zu weiteren wichtigen Gebäuden im Park gehören die Alte und die Neue Orangerie (Pomarańczarnia) von 1774 bis 1778 bzw. 1860/61, der Myślewicki-Palast und der Sybillentempel. Im Sommer finden am Chopin-Denkmal Klavierkonzerte statt.

- Einige nennenswerte Plätze liegen abseits der urbanen Hauptentwicklungsrouten. Hierzu gehören der Piłsudski-Platz, der Teil der Sächsischen Achse war, der Theaterplatz, der Bankenplatz, der Defiladenplatz, der Platz auf dem Hügel des Warschauer Aufstandes und der Platz der Verfassung.

### Gedenkstätten und Friedhöfe

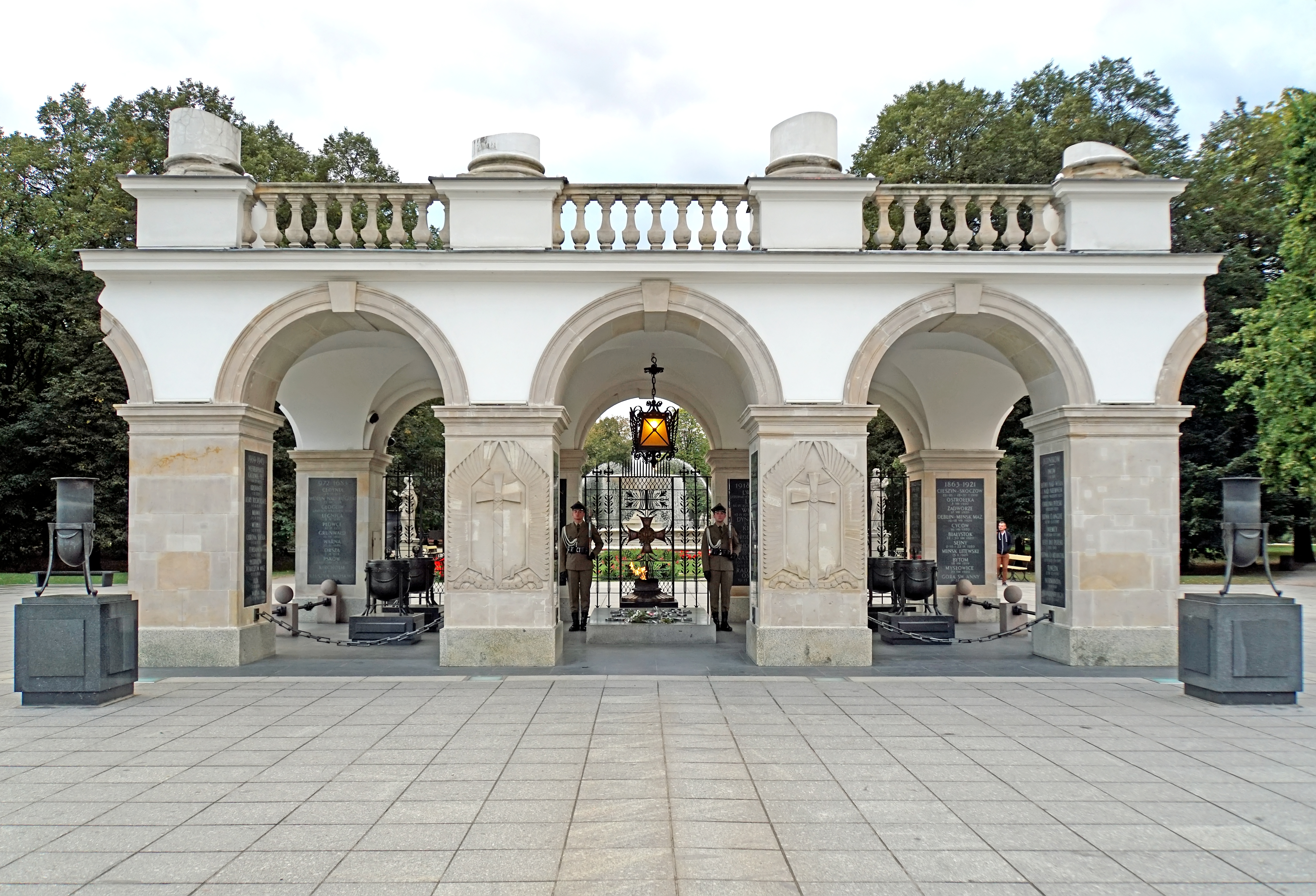
Grabmal des unbekannten Soldaten

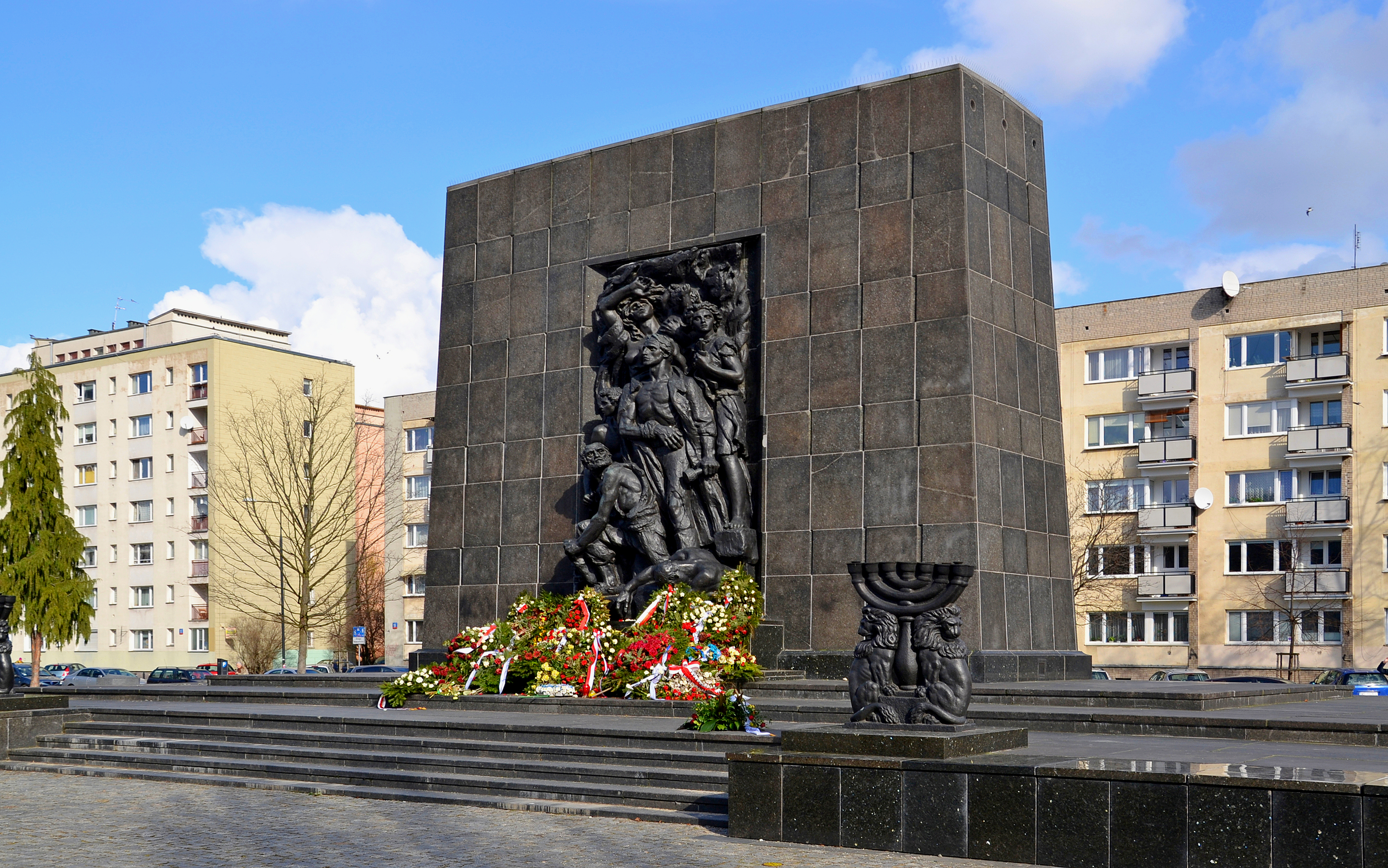
Mahnmal zum Gedenken an den Aufstand im Warschauer Ghetto

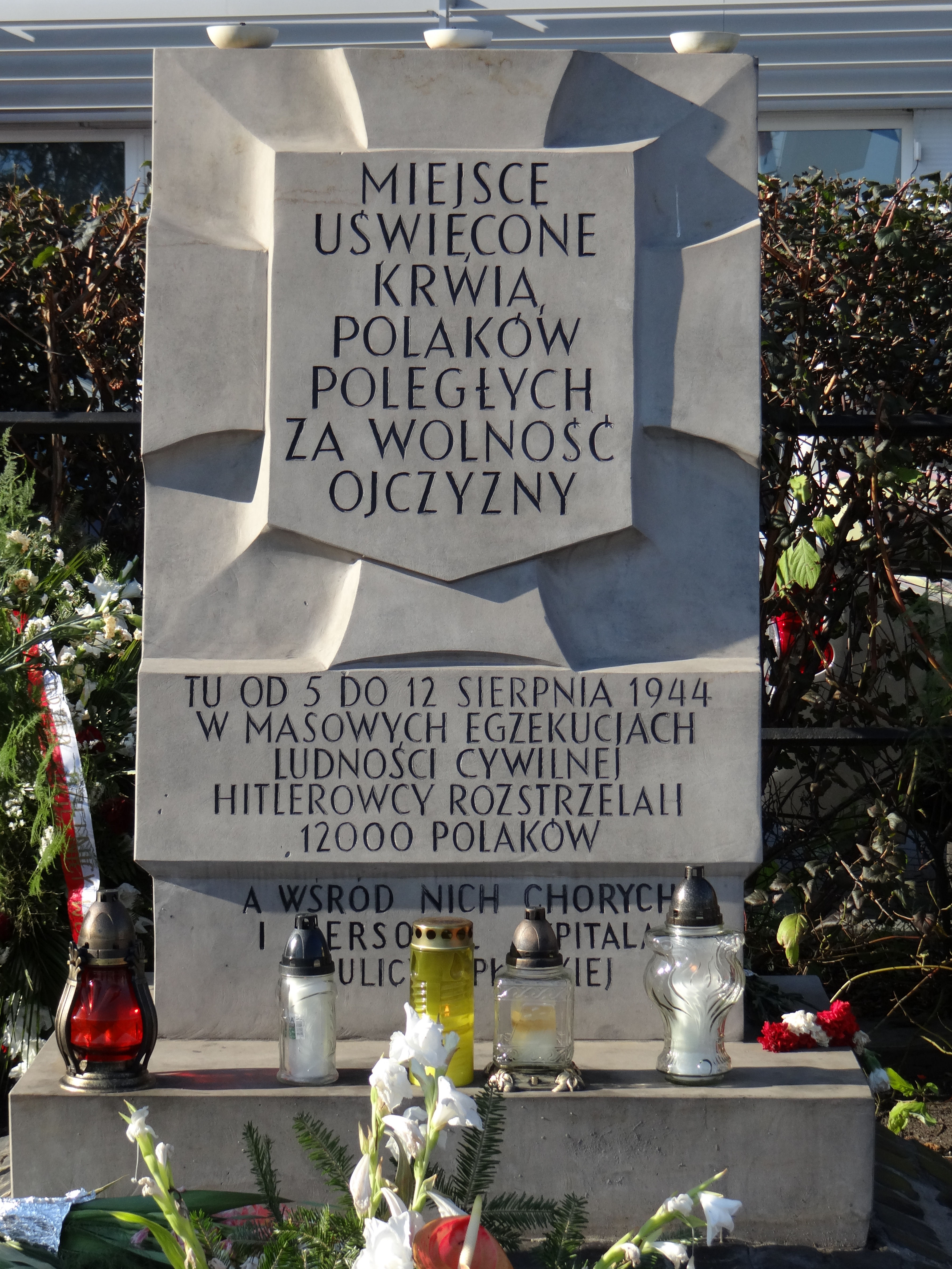
Gedenktafel an die, während der Massaker von Wola, ermordeten 12.000 Zivilpersonen an der Ulica Górczewska 32

Die Warschauer Friedhöfe sind als Zeitzeugen einzigartig, da sie die einzigen Teile der Stadt sind, die im Zweiten Weltkrieg nicht vollständig zerstört wurden. Die ältesten erhaltenen Friedhöfe stammen aus dem 18. Jahrhundert und sind mit wunderschönen Grabmälern aus dem 18. und 19. Jahrhundert ausgestattet. Hervorzuheben ist der 43 Hektar große Powązki-Friedhof mit Grabstätten vieler berühmter Polen. Der in der Nähe liegende jüdische Friedhof ist einer der größten Europas.
Aufgrund der oft tragischen Stadtgeschichte gibt es in Warschau sehr viele Gedenkstätten an Opfer von Fremd- und Gewaltherrschaft. Hierzu gehören vor allem das Grabmal des unbekannten Soldaten, das Warschauer Ghetto-Ehrenmal, das Denkmal des Warschauer Aufstandes, der X. Pavillon in der Zitadelle, Pawiak sowie zahlreiche kleinere Gedenktafeln und -steine, auf die der aufmerksame Besucher an fast jeder Straßenkreuzung trifft.
In den Nachkriegsjahren wurden in Warschau über 200 Gedenktafeln an die Opfer und Ereignisse während der deutschen Besatzung platziert. Der polnische Bildhauer Karol Tchorek (1904–1985) entwarf sie 1948 im Rahmen eines Wettbewerbs. Im Jahr 1949 erhielt er dafür den ersten Preis. 2013 gab es noch über 160 dieser Tchorek-Gedenktafeln in Warschau. Etliche waren der Modernisierung und dem Ausbau der Stadt zum Opfer gefallen. Im Jahr 1962 entschied das damalige Bürgerkomitee für Denkmalschutz, die Standorte dieser Tafeln zu katalogisieren. Die Durchführung oblag den Schulen, Unternehmen, gemeinnützigen Organisationen, Berufsverbänden und öffentlichen Einrichtungen. Die Tafeln sind aus Sandstein gefertigt. Als zentrales Motiv ist das Malteserkreuz abgebildet. In der Regel trägt das Schild in der Mitte die Inschrift: „MIEJSCE UŚWIĘCONE KRWIĄ POLAKÓW POLEGŁYCH ZA WOLNOŚĆ OJCZYZNY“ („dieser Ort ist durch das Blut der Polen geheiligt, die im Kampf um die Freiheit ihrer Heimat gefallen sind“). Darunter sind Informationen über das jeweilige Ereignis festgehalten. Garantien für die exakte Belegung der Angaben, wie Anzahl der Todesopfer oder das Datum des Ereignisses, können jedoch nicht gegeben werden. Auch grammatikalische Fehler sowie Fehler in der Zeichensetzung oder der Rechtschreibung kommen vor. Der Wortlaut des Textes wurde von politischem Druck bestimmt. Die meisten der Gedenktafeln beziehen sich auf den Warschauer Aufstand, ein Ereignis, welches bei dem kommunistischen Regime Polens umstritten war. Aus diesem Grund wurden die Inschriften sorgfältig entsprechend der damaligen offiziellen Propaganda formuliert. In manchen Fällen wurde der Warschauer Aufstand indirekt umschrieben, was man in dem formulierten Text beispielsweise unter „aufständisch“ oder „aufständisches Krankenhaus“ wiederfindet. Das Nazitum wurde immer mit „Hitlerowcy“ („Hitleristen“) bezeichnet.

### Das nicht wiederaufgebaute Warschau

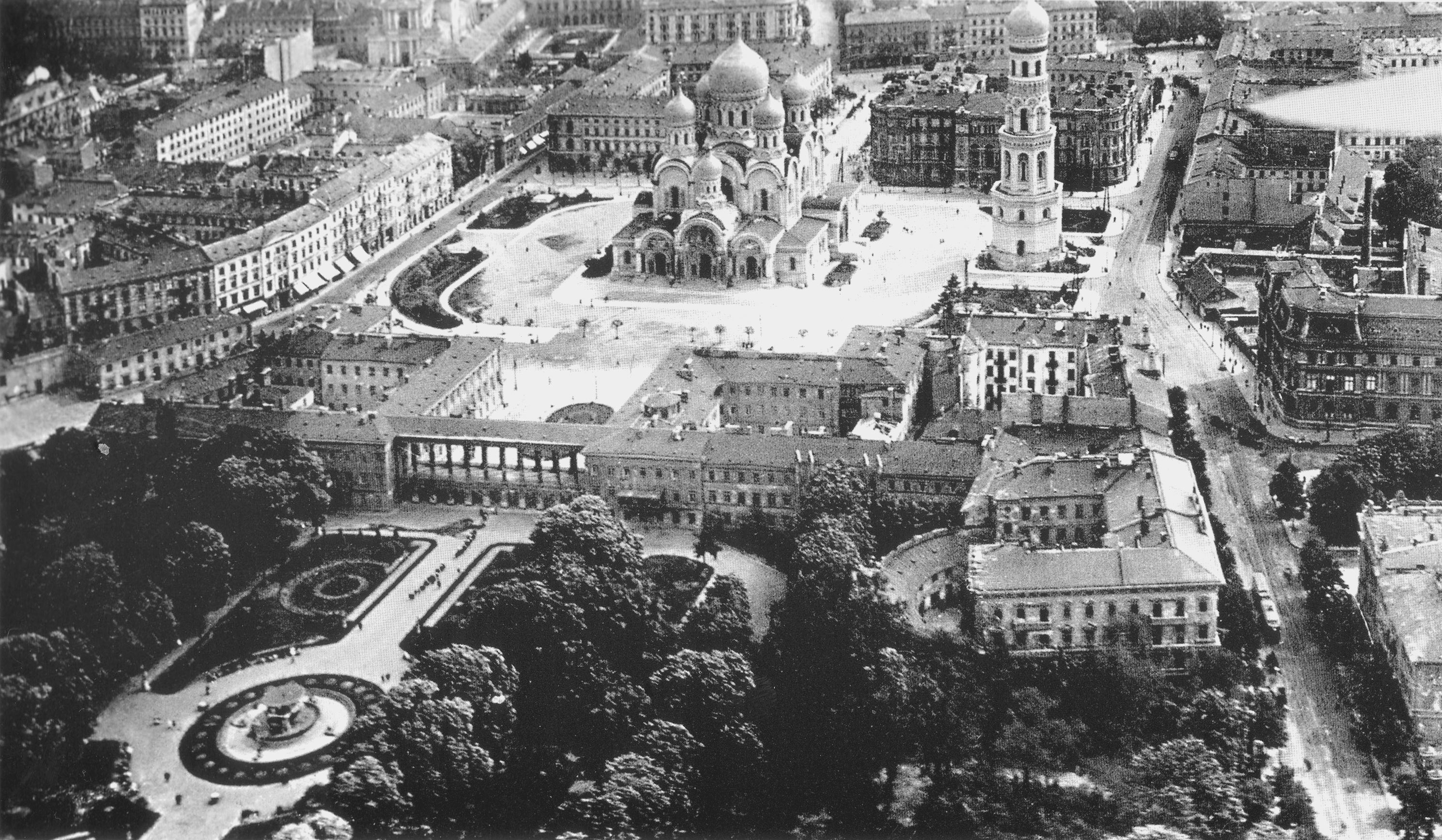
Piłsudski-Platz vor 1926

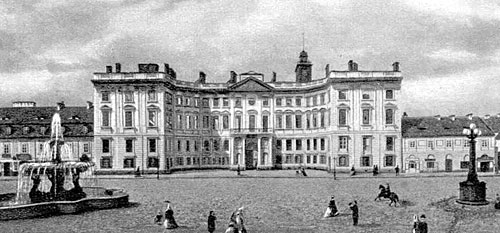
Jabłonowski-Palast vor 1900

Viele Gebäude konnten nach dem Zweiten Weltkrieg nicht wieder aufgebaut werden, insbesondere die ganze Sächsische Achse. Sie verläuft in Ost-West-Richtung und kreuzt sich mit dem Königsweg auf der Höhe des Hotel Bristol. Zu ihr gehörten der Sächsische Platz (heute Piłsudski-Platz; 1939–1945 Adolf-Hitler-Platz, 1945–1989 Platz des Sieges) mit seiner barocken Bebauung (unter anderem orthodoxe Kirche mit freistehendem Turm bis ca. 1920), das Sächsische Palais, das Brühlsche Palais, der Sächsische Garten und die Paläste der Siedlung hinter dem Eisernen Tor. Von der Bebauung des Piłsudski-Platzes ist mit Ausnahme der Westseite nichts übrig geblieben. Heute werden seine Südseite vom Hotel Victoria und die Nordseite vom modernen Bürogebäude „Metropolitan“ des Stararchitekten Norman Foster gesäumt. Die Ostseite erinnert noch etwas an die Vorkriegszeit, obwohl auch diese Gebäude nach dem Krieg nicht originalgetreu rekonstruiert wurden. Einziger Überrest vom Sächsischen Palais ist der Mittelteil des Säulengangs, wo sich das Grabmal des unbekannten Soldaten befindet. Die Vorarbeiten zum Wiederaufbau des Sächsischen Palais begannen mit archäologischen Grabungen im Jahr 2006.
Der Gebäude- und Pflanzenbestand des Sächsischen Gartens ist 1944 fast völlig niedergebrannt. Das Theater und die Orangerie wurden nicht wieder aufgebaut. Nur der Arkadenbrunnen und der Sybillentempel zeugen wieder von der einstigen Pracht. Große Teile des ehemaligen Parks wurden Bauland und gingen damit für den Park verloren. Das großartige Eiserne Tor und Paläste im Westen gibt es nicht mehr. Der einzige Palast, der teilweise rekonstruiert wurde, ist der Lubomirski-Palast, der 1967 nach dem Wiederaufbau um ca. 90 Grad auf Schienen gedreht wurde, so dass er jetzt die gedachte Sächsische Achse an ihrem jetzigen westlichen Ende abschließt. Ursprünglich führte sie weit in die Siedlung hinter dem Eisernen Tor, wo heute Plattenbauten die repräsentative Bebauung der Vorkriegszeit ersetzen.

## Wirtschaft und Infrastruktur

### Wirtschaft

#### Wirtschaftsstruktur

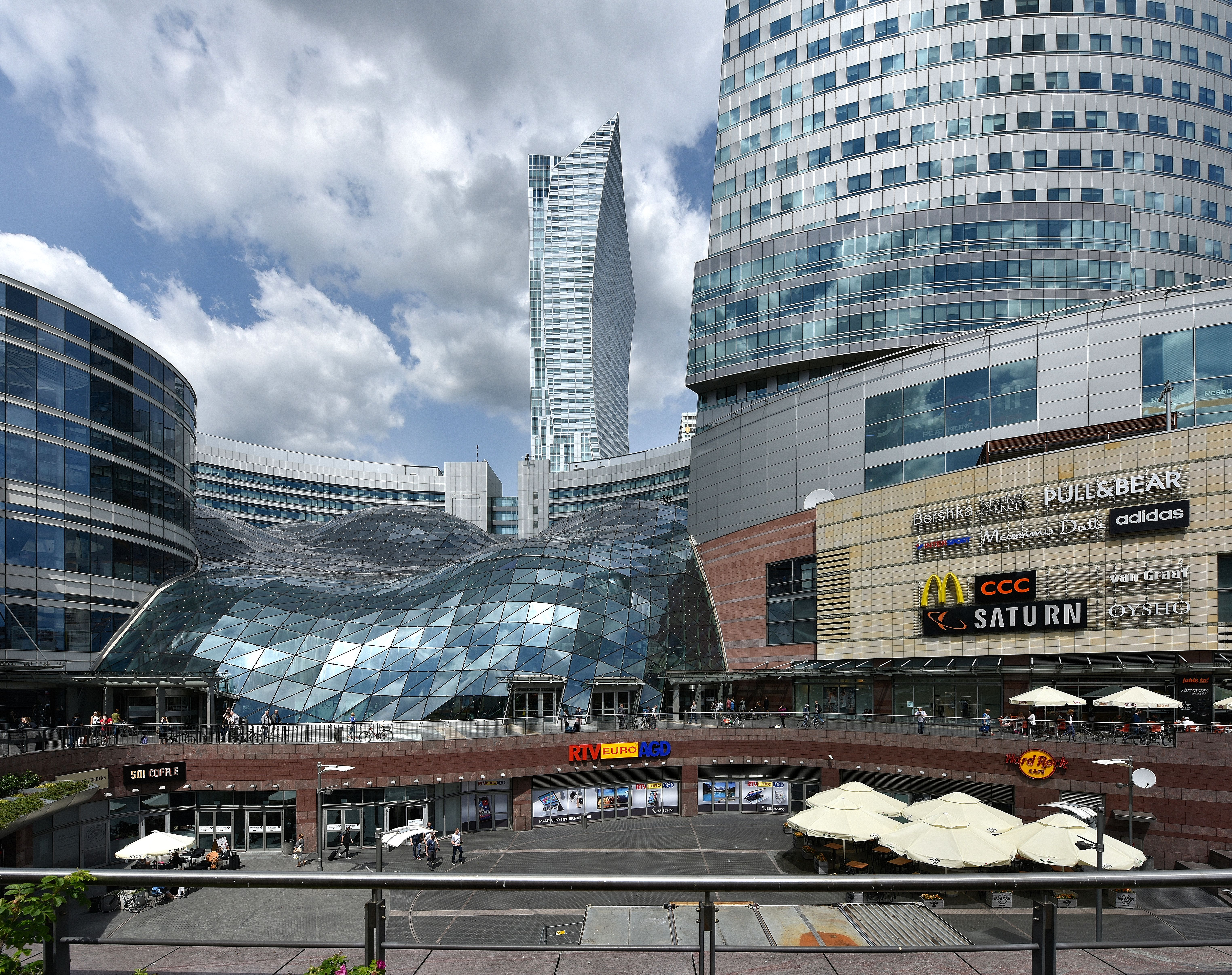
Złote Tarasy (Goldene Terrassen)

Warschau ist das wirtschaftliche Zentrum Polens. Etwa 15 % des polnischen Bruttoinlandsproduktes werden in der Stadt erwirtschaftet. Laut einer Studie aus dem Jahr 2014 erwirtschafte der Großraum Warschau ein Bruttoinlandsprodukt von 141,1 Milliarden US-Dollar (KKB). In der Rangliste der wirtschaftsstärksten Metropolregionen weltweit belegte er damit den 94. Platz. Das BIP pro Kopf betrug 48.681 US-Dollar. Warschau ist damit die mit Abstand reichste große Stadt in Polen und hat ein Pro-Kopf Einkommen, das auch das vieler westeuropäischen Metropolen übersteigt. Die Wirtschaft der Stadt ist stark liberalisiert. Viele ausländische Investoren nutzen Warschau als Ausgangspunkt für Geschäfte in Mittel- und Osteuropa, was an den vielen neuen Bürohochhäusern und Hotels erkennbar ist.

#### Industrie
Produzierende Unternehmen sind nach der Wende teilweise abgewandert oder liquidiert worden. Der in den 1970er Jahren bis zu 25.000 Menschen beschäftigende Automobilhersteller Fabryka Samochodów Osobowych wurde 2011 abgewickelt. Nach wie vor ist in Warschau aber die Schwerindustrie – wenn auch im geringen Umfang – beheimatet: das Stahlwerk ArcelorMittal Warszawa gehört zu den modernsten Werken seiner Art in Europa, es werden 500 Mitarbeiter beschäftigt.

#### Dienstleistungen

##### Einzelhandel

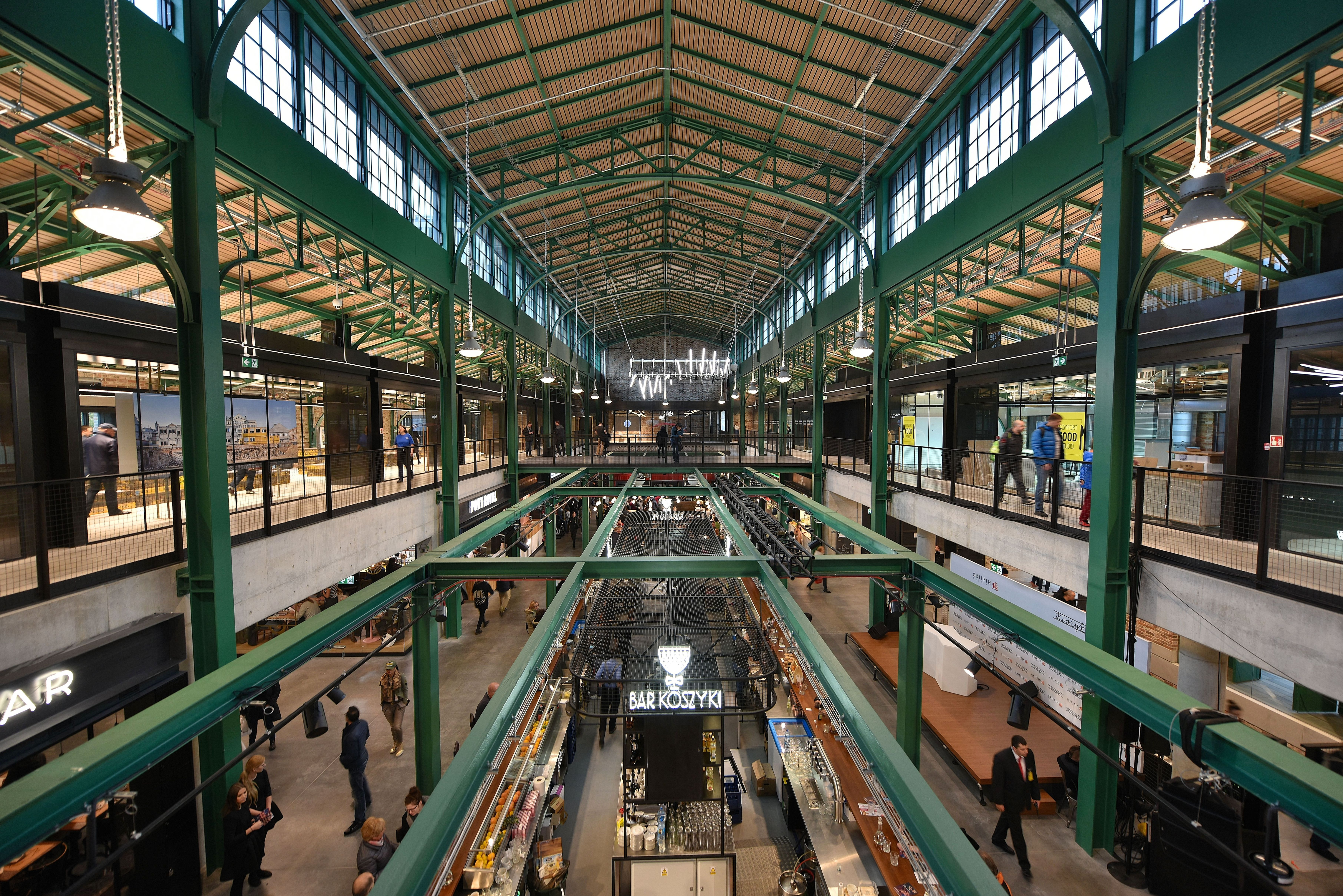
Hala Koszyki

Beim Einzelhandel geht der Trend zur Entwicklung von großen Einkaufszentren, in denen auch umfangreiche Dienstleistungen und Unterhaltung angeboten werden. Als Vorreiter eröffnete im Jahr 2000 die Galeria Mokotów, die rund 62.000 Quadratmeter Einkaufsflächen sowie Restaurants, mehrere Kinosäale und einen Fitnessclub bietet. Das 2004 eröffnete Arkadia verfügt sogar über eine Gesamtfläche von knapp 290.000 Quadratmetern. Ab 2005 wurde auf einem drei Hektar großen Areal neben dem Zentralbahnhof (Warszawa Centralna) mit dem Bau des Einkaufszentrums Złote Tarasy (dt.: Goldene Terrassen) begonnen, welches nach einer Bauzeit von 37 Monaten am 7. Februar 2007 eröffnet wurde. Es umfasst eine Nutzfläche von über 200.000 m². Eine Besonderheit ist das 10.000 m² umfassende Atrium, welches von einem wellenartigen Glasdach überspannt wird.
Eine modernere Form der Verbindung von Einzelhandel und Food-Court bieten revitalisierte ehemalige Industrie- oder Gewerbeimmobilien. Ab Mitte der 2010er Jahre eröffneten vier aufwändig sanierte und international ausgezeichnete (z. B. bei MIPIM- oder MAPIC-Wettbewerben) Komplexe: Hala Koszyki, Elektrownia Powiśle, Browary Warszawskie und Fabryka Norblina.

##### Finanzdienstleistungen
Seit April 1991 gibt es wieder die Warschauer Wertpapierbörse. Die Giełda Papierów Wartościowych w Warszawie (GPW) ist einer der schnellstwachsenden Börsenplätze der Welt und ist die größte Börse im östlichen Mitteleuropa. In einer Rangliste der wichtigsten Finanzzentren weltweit belegte Warschau den 45. Platz (Stand: 2018).

##### Medien
In Warschau haben die polnischen Sender TVN, Telewizja Polska, Polsat, TV 4, TV Puls und Canal+ ihren Hauptsitz. Daneben haben Unternehmen wie Viacom International Media Networks und Discovery Networks einen der Hauptsitze in Warschau. Des Weiteren sendet Polskie Radio i Telewizja und diverse weitere Privatsender aus der Hauptstadt. Polens bedeutendste Boulevardzeitung Fakt hat hier ihren Sitz, aber auch die Gazeta Wyborcza und die Rzeczpospolita.
Des Weiteren sind in Warschau Softwareunternehmen wie beispielsweise CD Projekt angesiedelt.

##### Tourismus
- Liste von Hotels in Warschau

### Verkehr

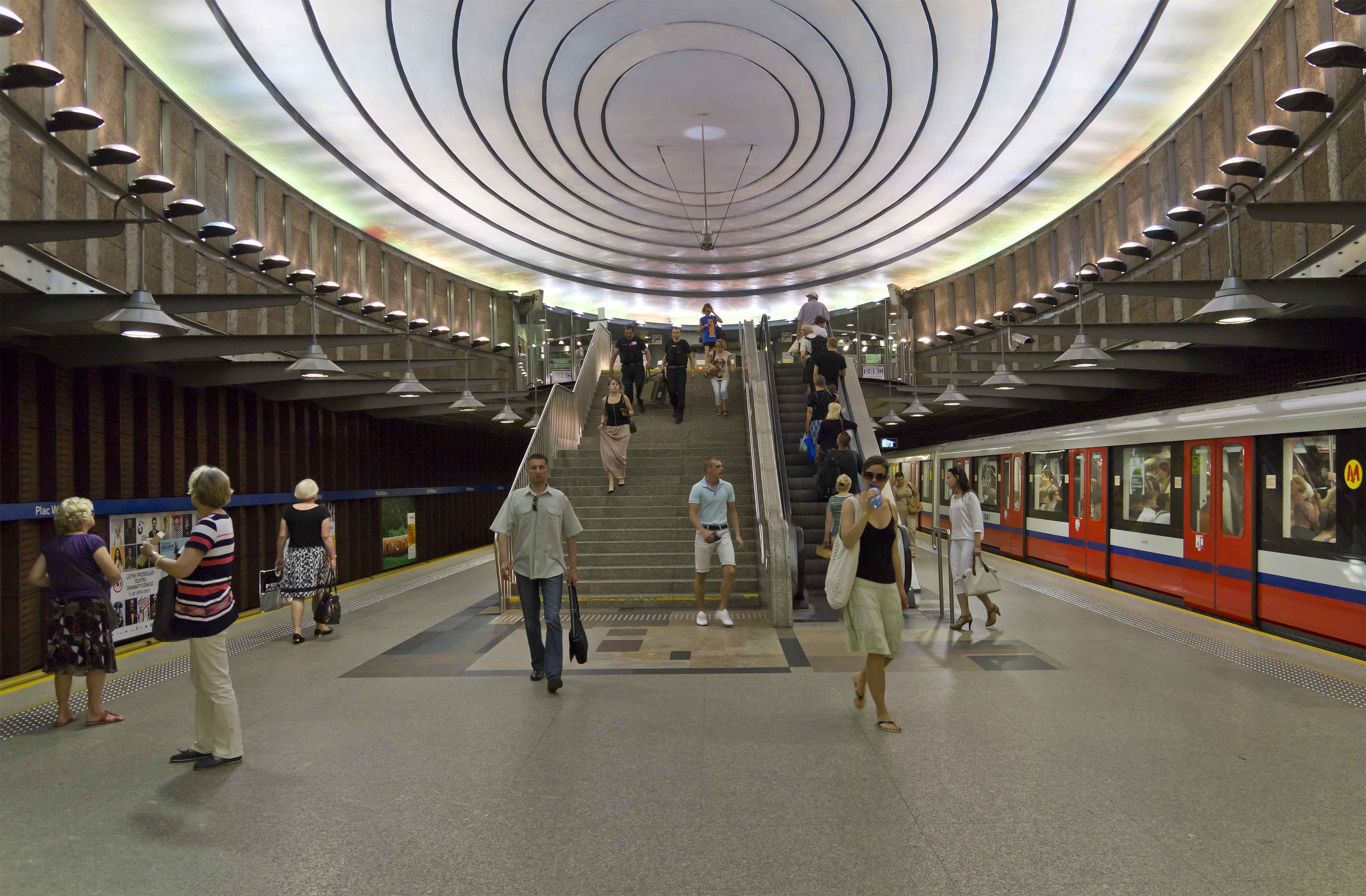
U-Bahn-Station am Wilson-Platz

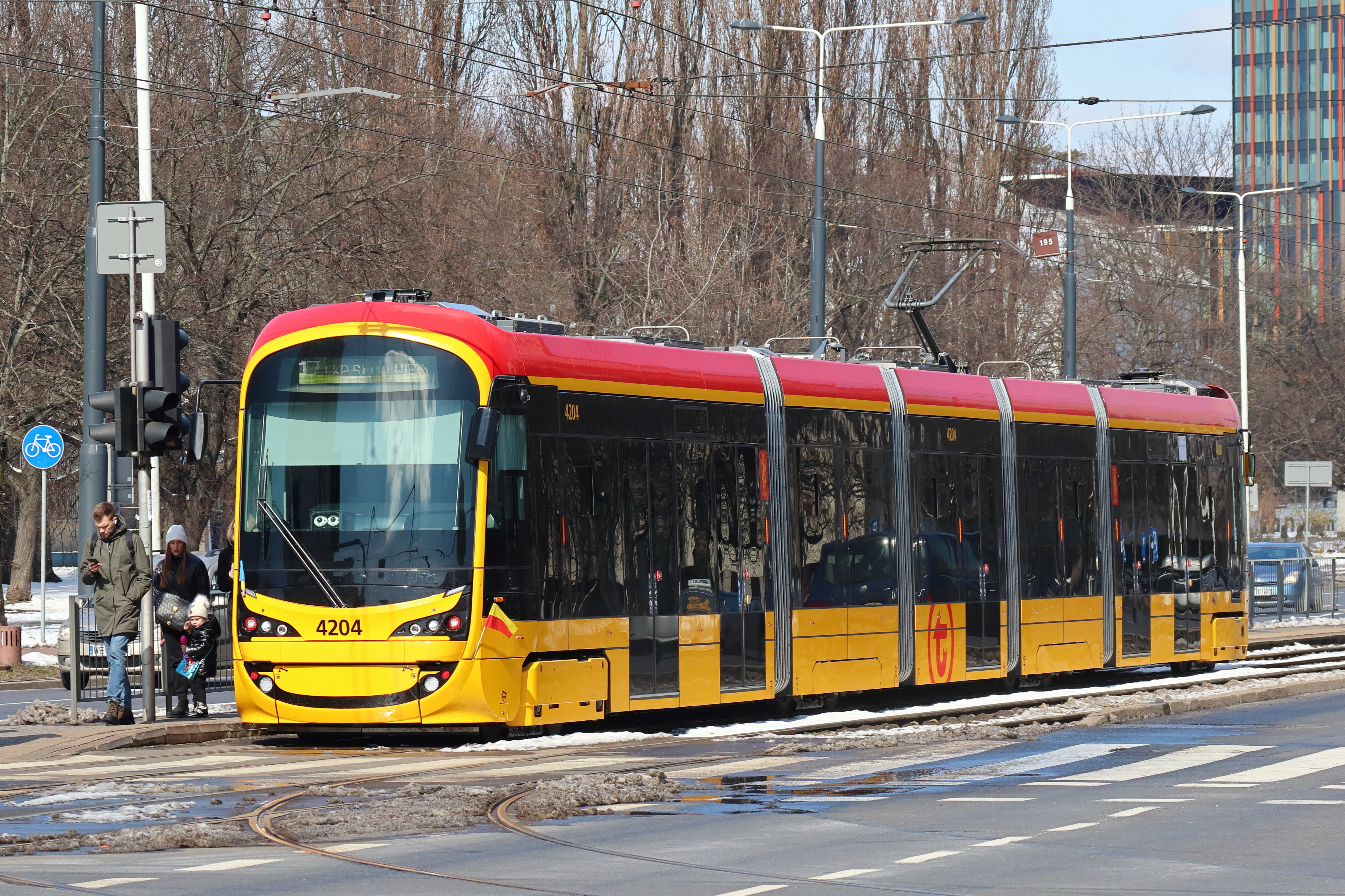
Warschauer Straßenbahn

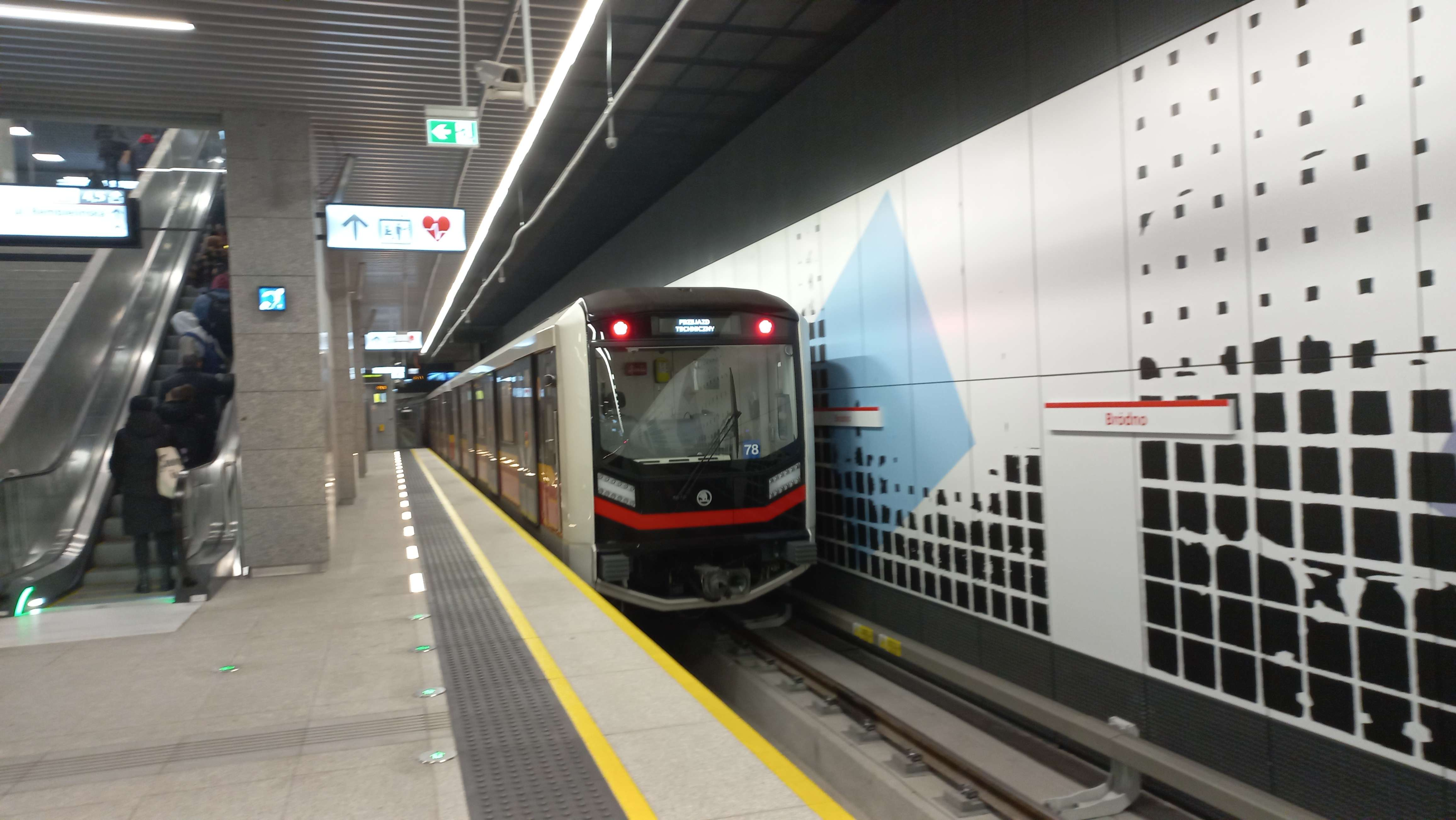
Warschauer Metrobahn

#### Verkehrsstruktur
Warschau ist wichtiger Verkehrsknotenpunkt im Schnittpunkt der Verkehrswege Paris/London–Berlin–Warschau–Minsk/Kiew/Moskau und Nordeuropa–Balkan.

#### Straßenverkehr
Die polnische Hauptstadt ist an das landesweite polnische Fernstraßennetz angebunden, das Schnellstraßennetz im Raum Warschau befindet sich noch im Aufbau. Derzeit verlaufen die Droga krajowa 2, 7, 8 und die 61 durch die Innenstadt.
Warschau besitzt erst teilweise Umfahrungen, daher herrscht viel Verkehr in der Innenstadt. Im Bau und Planung befindet sich der Schnellstraßenring Warschau (polnisch Ekspresowa Obwodnica Warszawy) mit einer Länge von ungefähr 85 Kilometern, der den Fernverkehr aus dem Stadtzentrum fernhalten soll. Er besteht aus den Schnellstraßen S2 (E30), S7 (E77), S8 (E67) und der S17 (E372). Die Schnellstraße S2 wird durch den 2021 zu eröffnenden 2,3 Kilometer langen Tunnel der Warschauer Südumgehung sowie die bereits Ende 2020 für den Verkehr freigegebene Most Południowy die Lücke der Autostrada A2 zwischen den Autobahnkreuzen „Warschau-Konotopa“ und „Warschau-Lubelska“ schließen. Die Schnellstraße S79 verbindet den Chopin-Flughafen mit der Schnellstraßenumfahrung.

#### Fahrradverkehr
In Warschau gibt es über 700 km Radwege (2010: 275 km). Ein großes Fahrradverleihsystem in Warschau heißt Veturilo.

#### Öffentlicher Personennahverkehr
Im Bereich des öffentlichen Personennahverkehrs verfügt Warschau über ein Bus-, Straßenbahn- und U-Bahn-Netz. Das 121 km lange Streckennetz der Warschauer Straßenbahn wird von 27 Linien bedient. Es ist technisch teilweise veraltet und wird zurzeit modernisiert. Das Busnetz in Warschau setzt sich aus 219 Linien zusammen und bedient ein Streckennetz von ca. 2600 km Gesamtlänge.
Seit April 1995 verkehrt in Warschau eine U-Bahn, deren Fertigstellung sich immer wieder verzögert hatte. Derzeit umfasst das Liniennetz zwei Linien mit einer Gesamtlänge von 38 Kilometern und 36 Stationen. Die Linie M1 verkehrt in Nord-Süd-Richtung und kreuzt am U-Bahnhof Świętokrzyska die im März 2015 eröffnete Linie M2, welche in West-Ost-Richtung verläuft und dabei die Weichsel unterquert.
Für den Regional- bzw. Vorortverkehr gibt es, neben einigen Vorort- und Überlandbussen, die Warschauer Vorortbahn (Warszawska Kolej Dojazdowa).
Seit 1. Juli 2005 sind S-Bahnen der Warschauer S-Bahn (Warszawska Szybka Kolej Miejska) in Betrieb. Das S-Bahn Netz wurde zum 1. Juni 2012 auf vier Linien erweitert.
Senioren ab 70 Jahren können den Warschauer ÖPNV kostenfrei benutzen.

#### Schienenverkehr

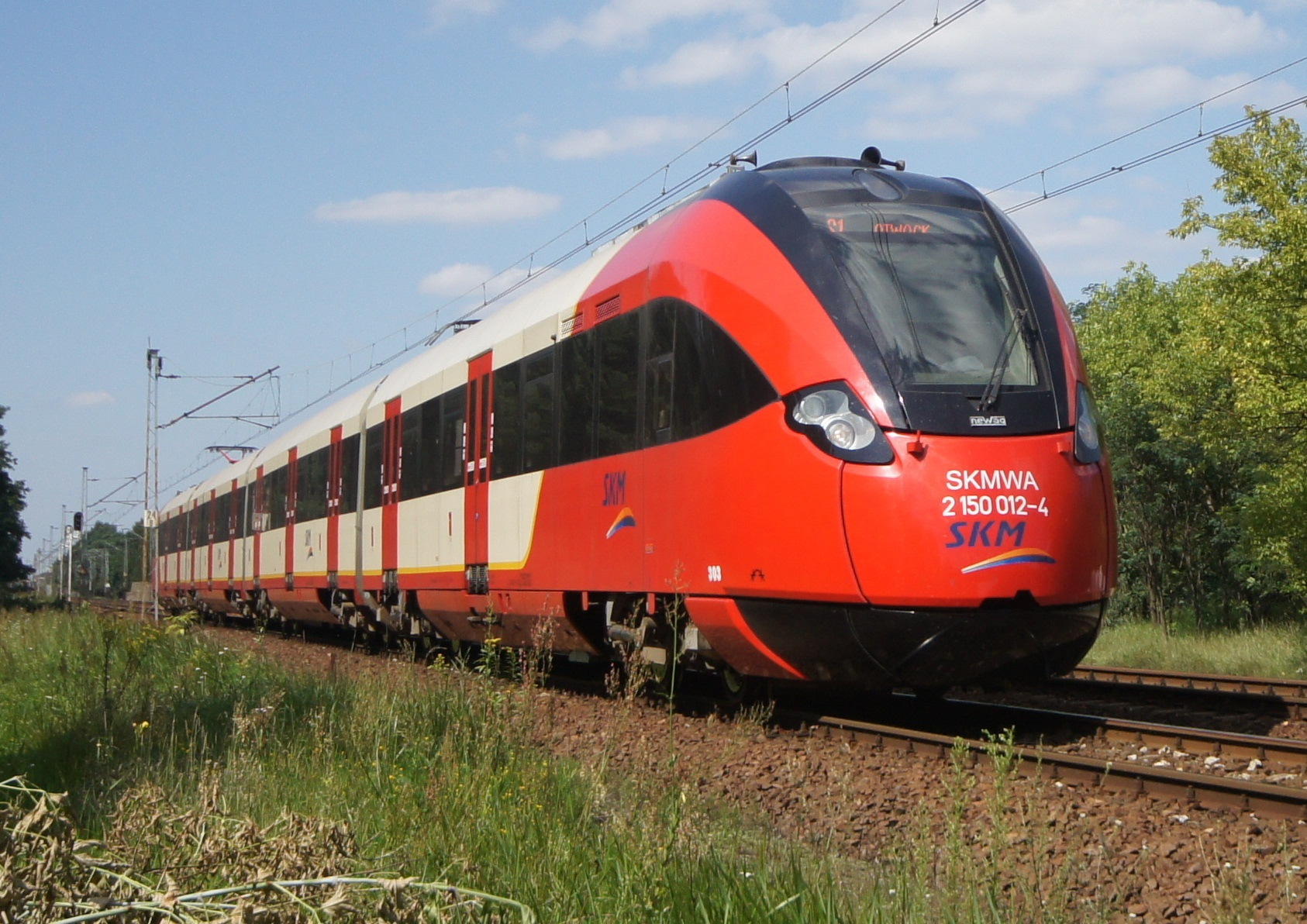
Baureihe 19WE des S-Bahn-Betreibers SKM Warschau

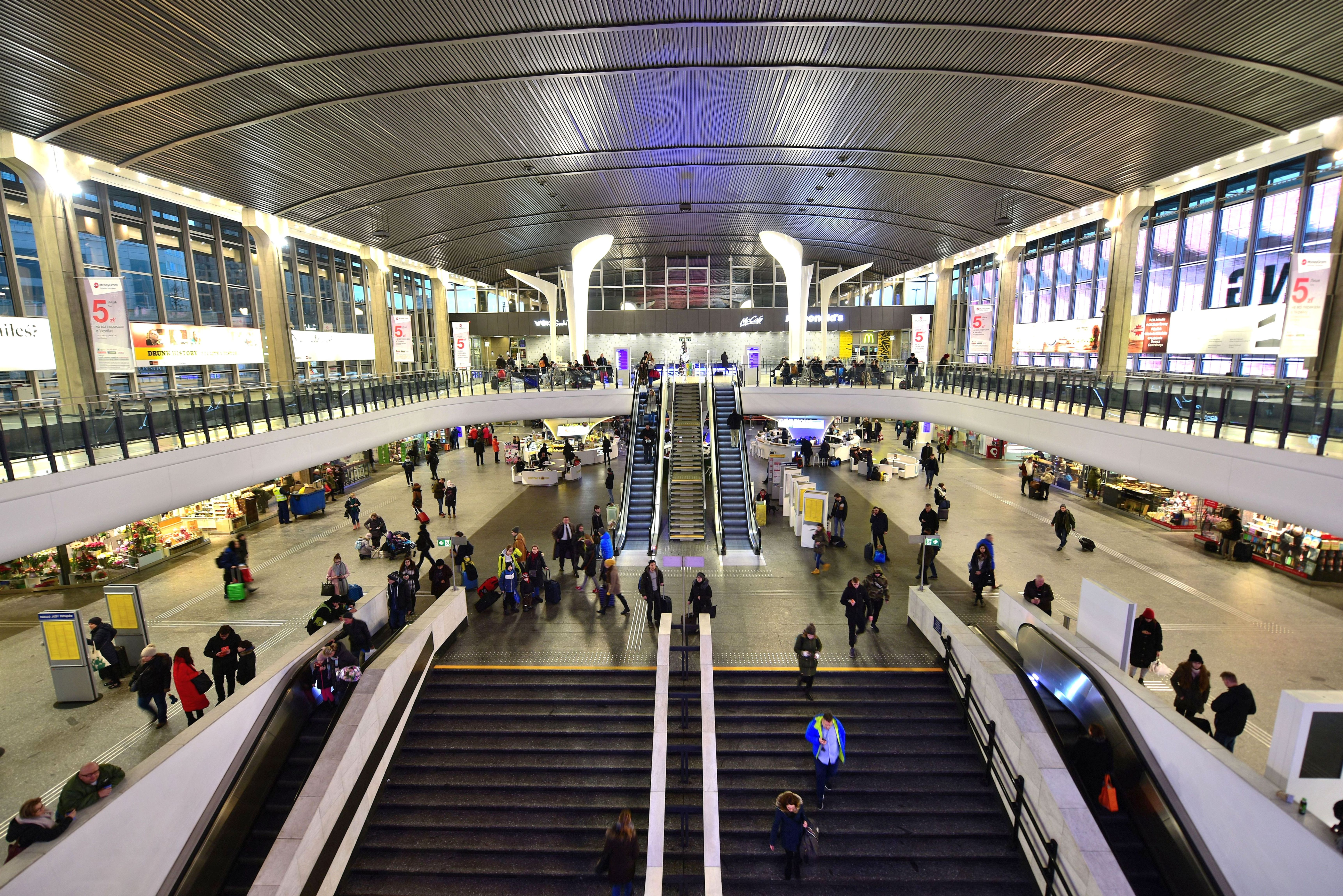
Empfangshalle des Warschauer Zentralbahnhofs

Für die Abwicklung des Fernverkehrs gibt es den in der Innenstadt gelegenen Zentralbahnhof (Warszawa Centralna) mit seinen unterirdischen Bahnsteigen sowie die Bahnhöfe Warszawa Wschodnia (Ostbahnhof) und Warszawa Zachodnia (Westbahnhof). Vom Zentralbahnhof aus verkehren Fernzüge in alle polnischen Großstädte sowie die meisten Hauptstädte der Nachbarstaaten – wie Berlin, Minsk, Moskau, Kiew, Wien und Prag.
Über ein umfangreiches System von Fußgängertunneln ist der Zentralbahnhof mit zwei ebenfalls unterirdischen Bahnhofsanlagen (Warszawa Śródmieście und Warszawa Śródmieście WKD) der drei S-Bahn-Betreiber (Koleje Mazowieckie, Szybka Kolej Miejska und Warszawska Kolej Dojazdowa) sowie mit dem offenliegenden Zugangsbereich (genannt „Patelnia“) der U-Bahn-Station Centrum verknüpft, die je einige hundert Meter entfernt liegen. Die unterirdischen Bahnanlagen in der Warschauer Innenstadt sind Teil der Durchmesserlinie Linia Średnicowa, die hier durch einen 2,3 Kilometer langen (Tunel Średnicowy) führt.
Die PKP hat die Fernstrecken Warschau–Danzig–Gdynia und Warschau–Krakau bzw. –Kattowitz für den EIP (Pendolino) ausgebaut. Andere Strecken werden mit dem Express InterCity (EIC) bedient. – Der Bau einer Hochgeschwindigkeitsstrecke ins Baltikum (Rail Baltica) soll bis 2023 realisiert sein.

#### Überlandbusverkehr

Geplantes Schnellstraßennetz in Warschau

Warschau besitzt einen großen Busbahnhof, und zwar den Warszawa Zachodnia.
Er ist vom Zentralbahnhof aus mit den Stadtbuslinien 158 und 588 zu erreichen. Von dort verkehren hauptsächlich Fernbusse der PKS, die in Polen mit der Bahn gleichwertig angesehen sind. Der Busbahnhof für den Stadtbusverkehr befindet sich auf der Vorderseite von Warszawa Zachodnia. Nationaler und internationaler Busverkehr wird im rückwärtigen Bereich des Bahnhofgebäudes abgewickelt.

#### Luftverkehr

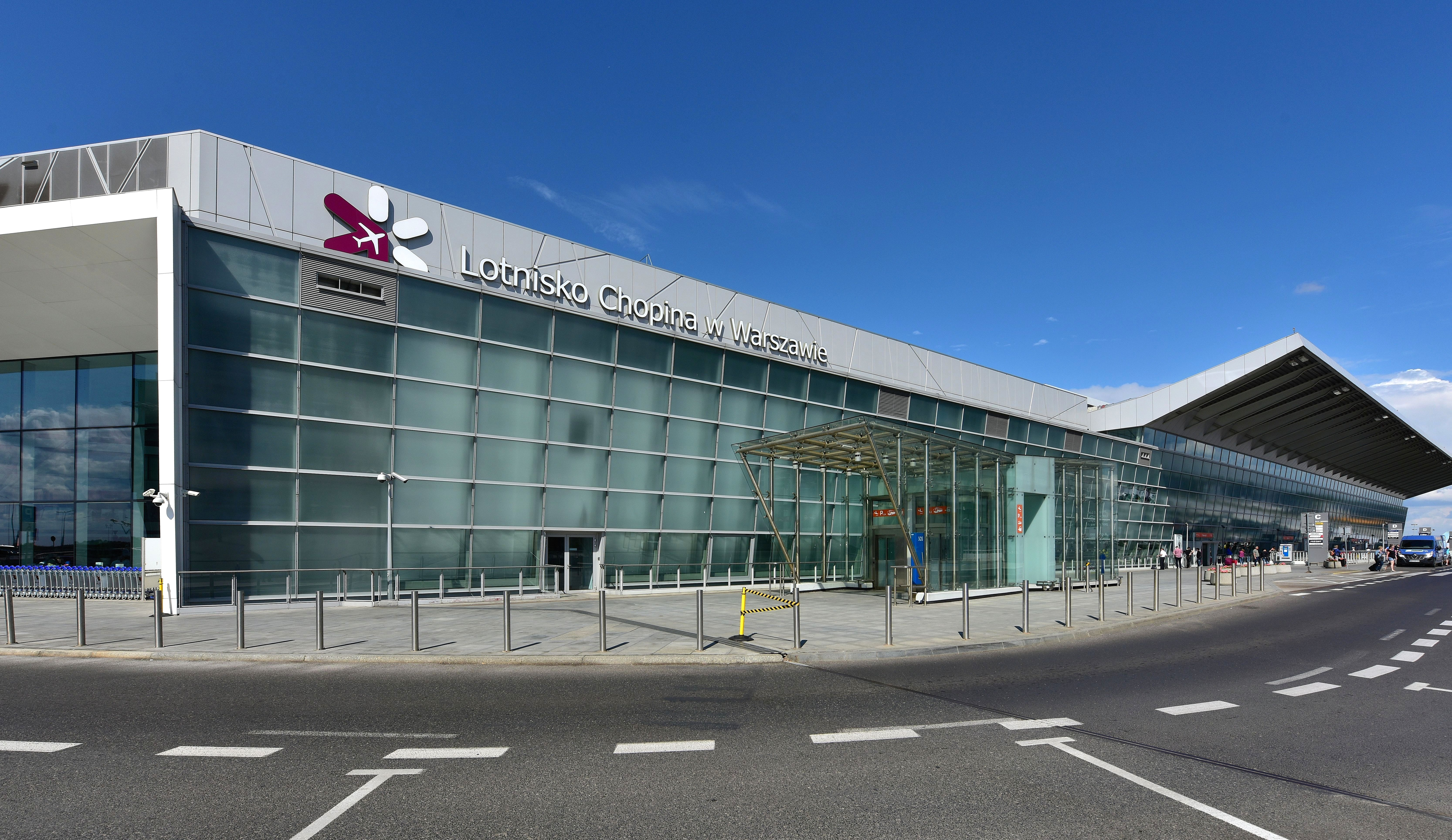
Chopin-Flughafen Warschau

Schnellstraßenring Warschaus; Zustand um 2010

Warschau besitzt mit dem Chopin-Flughafen den wichtigsten und größten internationalen Flughafen Polens. Der Flughafen ist der Heimatflughafen der Polskie Linie Lotnicze (LOT).
Der Chopin-Flughafen liegt etwa 10 km vom Stadtzentrum entfernt im Ortsteil Okęcie des Stadtbezirks Włochy. Ungefähr 16 Millionen Passagiere werden jährlich am Flughafen abgefertigt. Der Flughafen besitzt vier Terminals.
Der zweite Flughafen namens Flughafen Modlin liegt etwa 50 km nordwestlich von Warschau und soll den Chopin-Flughafen entlasten. Er wird hauptsächlich von Billigfluggesellschaften genutzt.

### Bildung

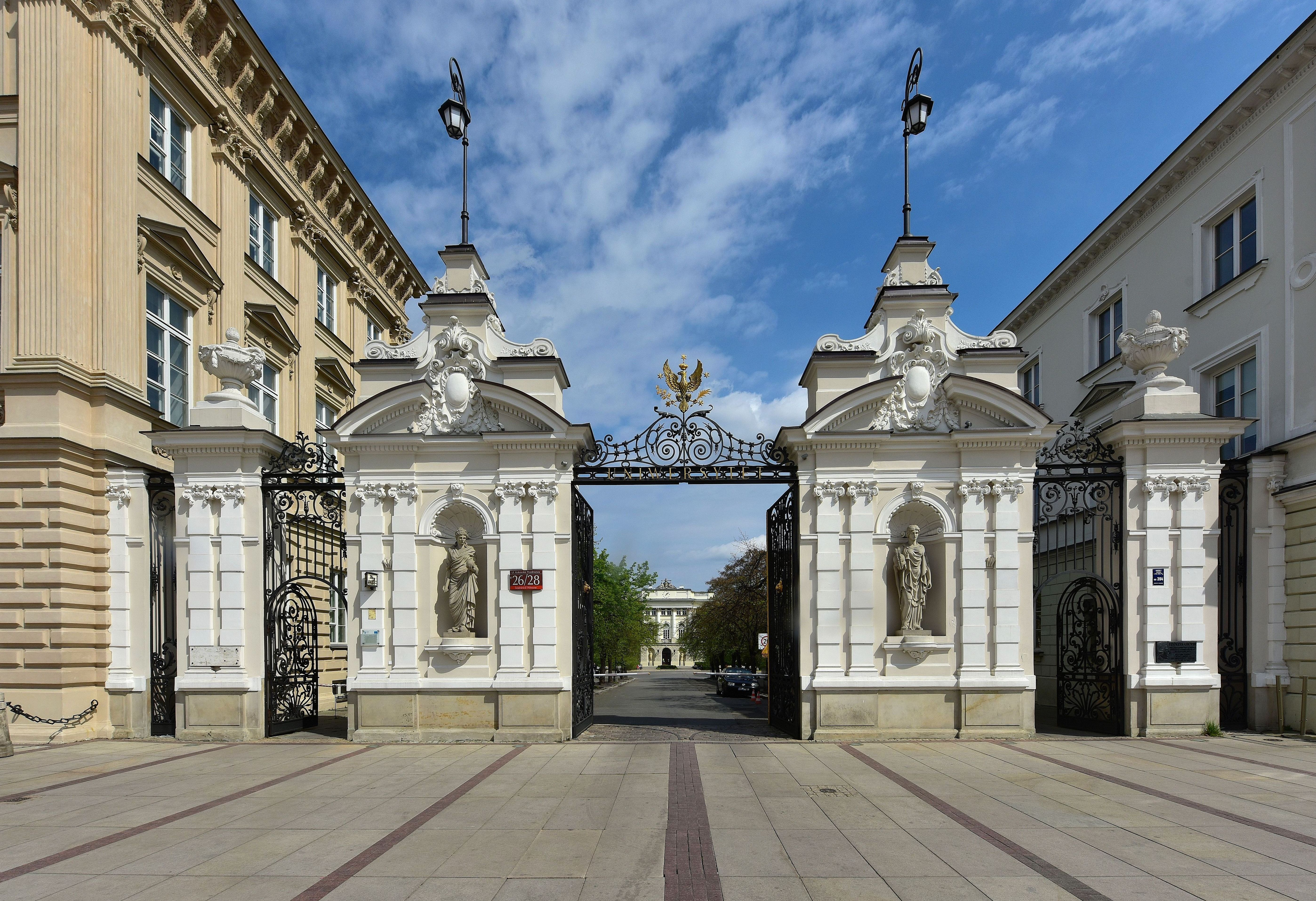
Eingangstor zum Hauptgebäude der Warschauer Universität

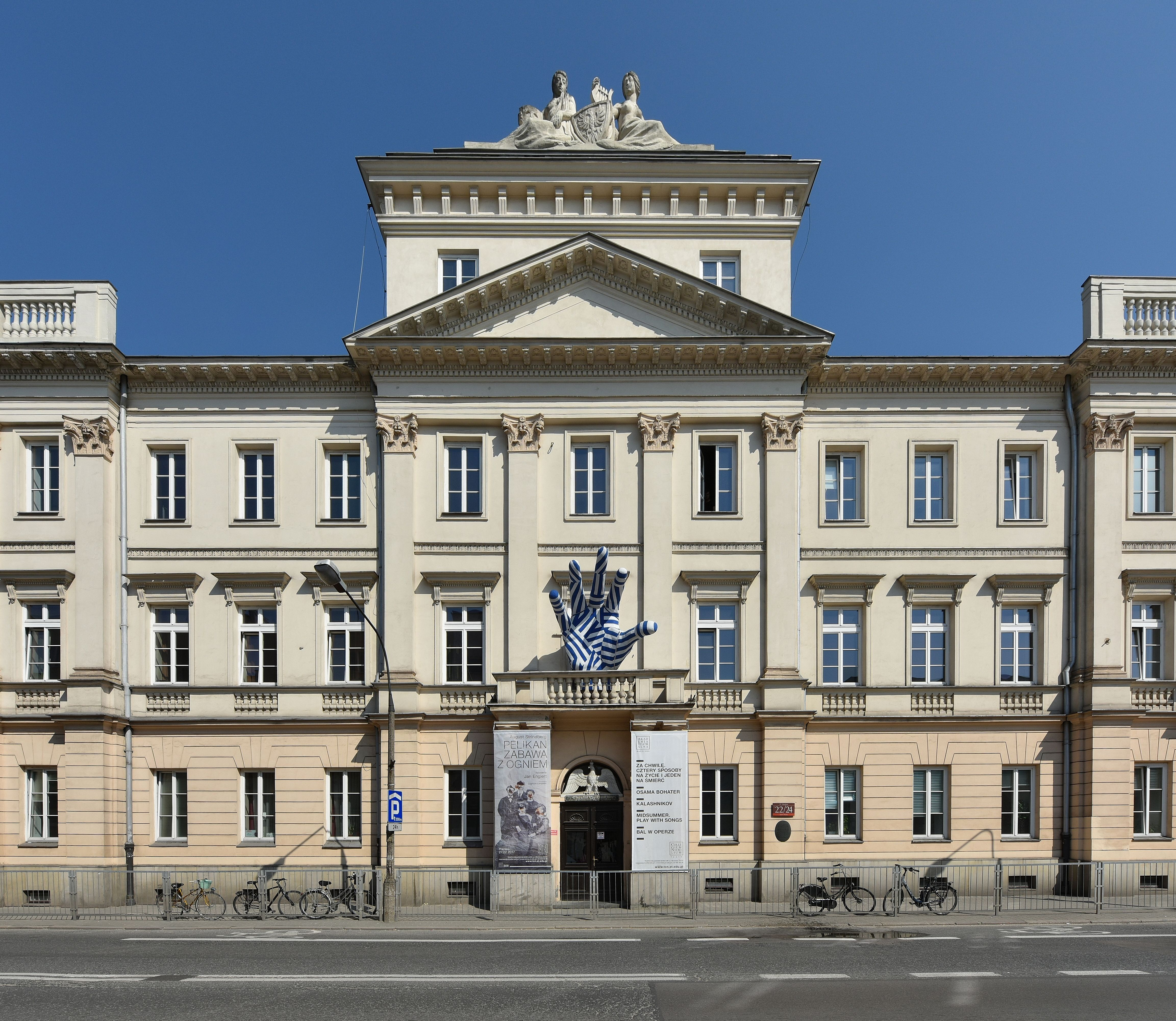
Theaterakademie Warschau

Als Hauptstadt Polens ist Warschau neben Krakau auch das Bildungszentrum des Landes. In der Stadt studieren ungefähr 255.000 Studenten.
Die wichtigsten Hochschulen der Stadt sind:
- Universität Warschau (Uniwersytet Warszawski) (61.000 Studenten), 1816 gegründet
- Technische Universität Warschau (Politechnika Warszawska) (30.000 Studenten), 1915 gegründet
- Universität SWPS (SWPS Uniwersytet Humanistycznospołeczny) (16.000 Studenten), 1996 gegründet
- Warschauer Naturwissenschaftliche Universität (Szkoła Główna Gospodarstwa Wiejskiego) (21.000 Studenten), 1816 gegründet
- Kardinal-Stefan-Wyszyński-Universität Warschau (Uniwersytet Kardynała Stefana Wyszyńskiego) (16.298 Studenten), 1999 gegründet
- Wirtschaftsuniversität Warschau (Szkoła Główna Handlowa) (16.000 Studenten), 1906 gegründet
- Warschauer Medizinische Universität (Warszawski Uniwersytet Medyczny), 1809 gegründet
- Akademie der Schönen Künste (Akademia Sztuk Pięknych), 1816 gegründet
- Sportuniversität Warschau (Akademia Wychowania Fizycznego Józefa Piłsudskiego), 1929 gegründet

Im Stadtteil Natolin befindet sich der polnische Campus des College of Europe.
In Warschau gibt es seit 1810 die Fryderyk-Chopin-Universität für Musik und seit 1932 die wichtigste Schauspielschule in Polen – Aleksander-Zelwerowicz-Theaterakademie Warschau. Zahlreiche der berühmtesten polnischen Schauspieler absolvierten hier ihr Studium.
Neben der Polnischen Nationalbibliothek und der Universitätsbibliothek Warschau dient als größte öffentliche Bibliothek auch die Warschauer Stadtbibliothek der literarischen Versorgung der Bürger.

## Persönlichkeiten
In der Liste von Persönlichkeiten der Stadt Warschau sind die in der Stadt geborenen Persönlichkeiten aufgeführt sowie solche, die ihren Wirkungskreis in Warschau hatten.
Die von der Stadt zu Ehrenbürgern ernannten Persönlichkeiten sind in der Liste der Ehrenbürger von Warschau zu finden.

## Rezeption
Nach Warschau ist der Asteroid (1263) Varsavia benannt.